# Liste von Eisenbahnunfällen in der Schweiz
Die Liste von Eisenbahnunfällen in der Schweiz enthält eine chronologische Auflistung von Unfällen bei den Schweizer Eisenbahnen, bei denen der Verlust von Menschenleben zu beklagen war, erheblicher Schaden verursacht wurde oder die aus anderen Gründen erwähnenswert sind. Wenn nicht besonders erwähnt, handelte es sich um Züge der Schweizerischen Bundesbahnen (SBB).

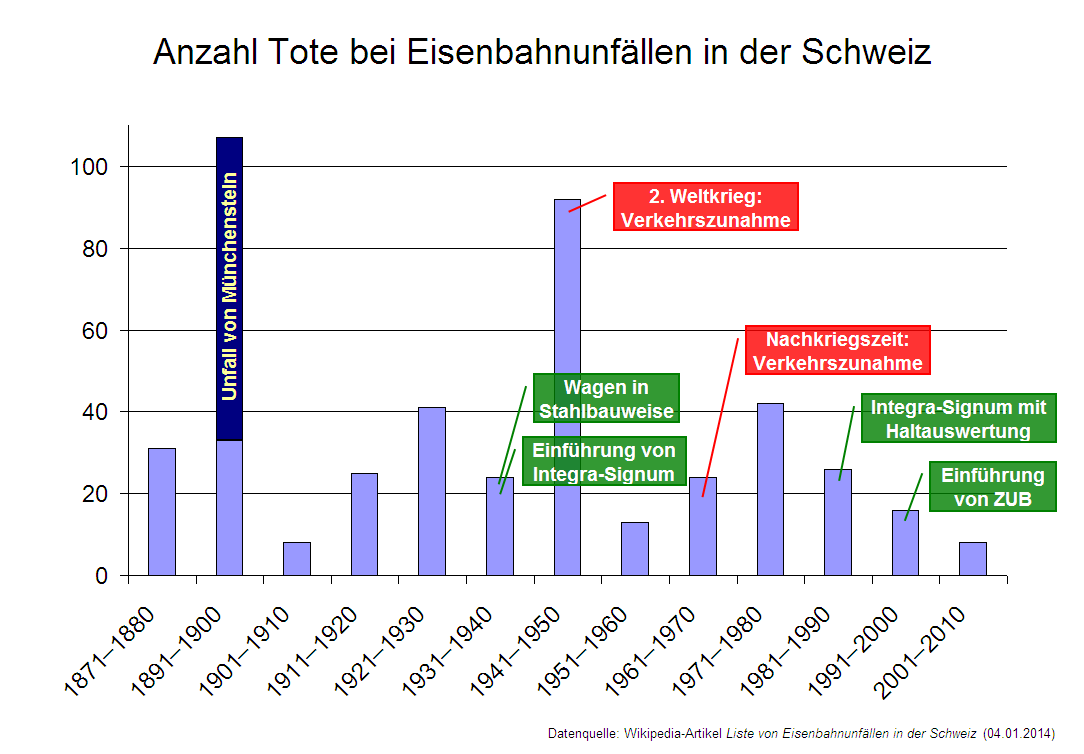
Anzahl der Eisenbahnverkehrsopfer in der Schweiz. Nicht berücksichtigt sind die Strassenverkehrsteilnehmer bei Unfällen auf Bahnübergängen.
Gründe für eine Zunahme der Unfallopfer
Grün: Faktoren für eine Verringerung der Unfall- und Opferzahlen

Die Eisenbahn gilt im Vergleich zum Strassenverkehr als sehr sicher, doch auch hier lassen sich Unfälle nicht ausschliessen. Mit dem Aufkommen von Reisezugwagen in Ganzstahlbauweise seit den 1920er-Jahren sind die Passagiere bei Zusammenstössen wesentlich besser geschützt als in den Wagen mit Holzaufbauten. Zugsicherungen wie Integra-Signum wurden ab 1933 eingeführt, um Kollisionen ganz zu vermeiden.
Eisenbahnunfälle können beträchtliche Schäden anrichten. Trotz der menschlichen Tragik zeigten die Unfälle oft Sicherheitsmängel auf, die entscheidende Weiterentwicklungen der Zugsicherung auslösten. Ergebnisse der Unfalluntersuchungen können – für Ereignisse des Jahres 2002 und später – auf der Website der Schweizerischen Sicherheitsuntersuchungsstelle (SUST) eingesehen werden.

## 19. Jahrhundert

### Bis 1880

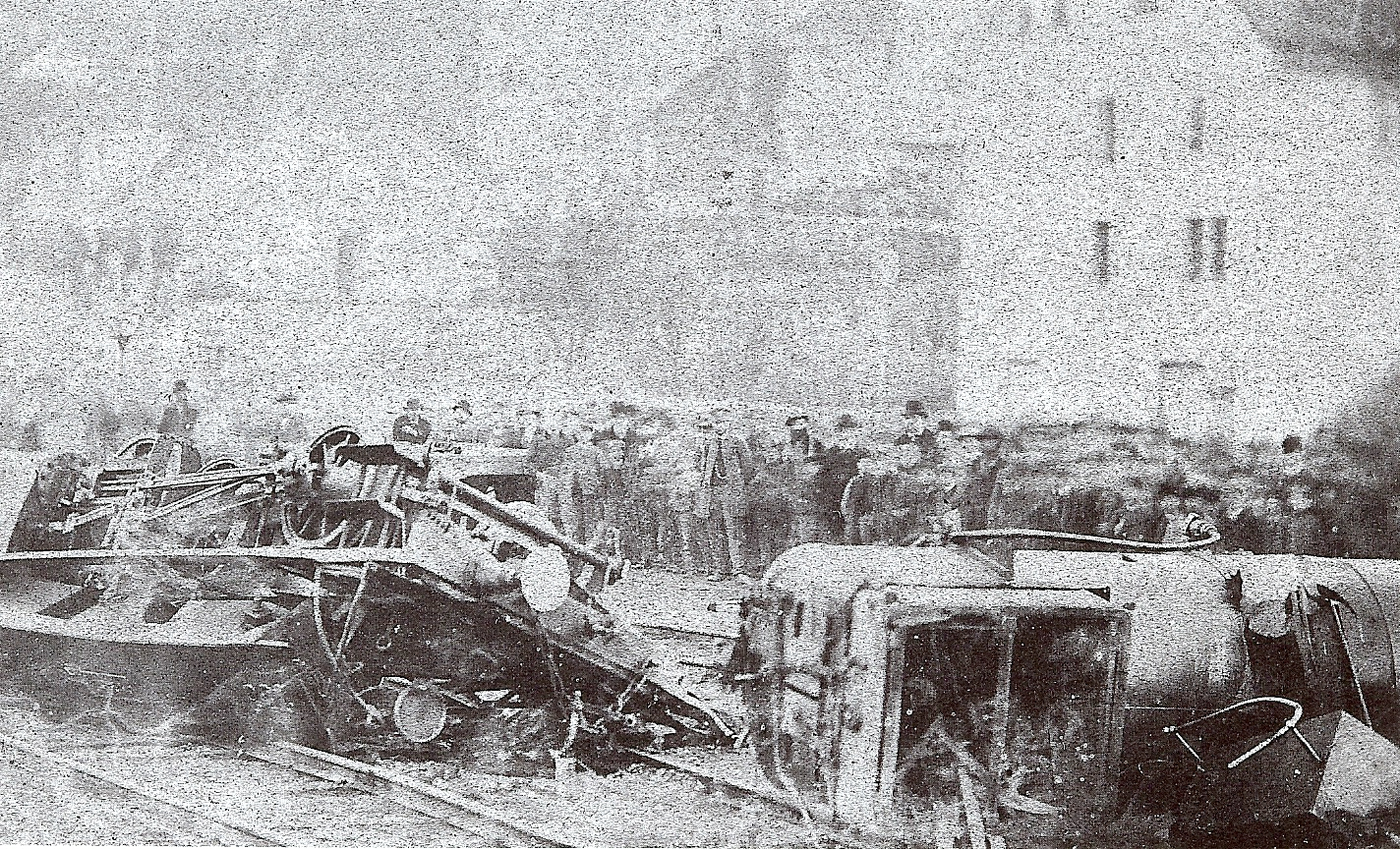
Am 30. November 1876 verunfallte Lokomotive mit Walzenantrieb System Wetli in Wädenswil

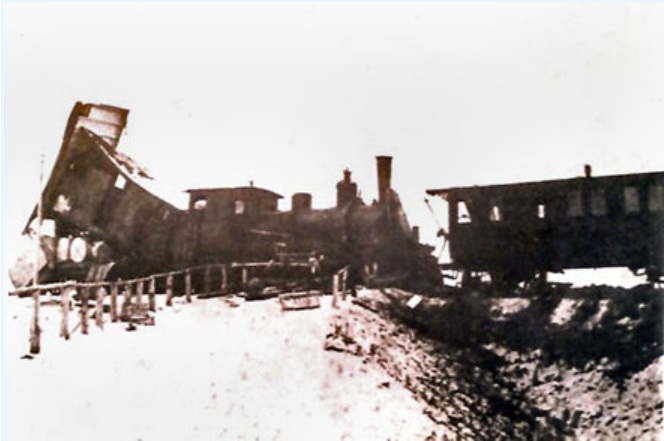
Zusammenstoss beim Wenden eines Zuges in Seebach am 8. Januar 1885

Maienfeld,  Graubünden – Zusammenstoss
Am 18. Juli 1858 stiessen auf der erst am 1. Juli 1858 eröffneten Bahnstrecke Chur–Rheineck im Bahnhof Maienfeld zwei Züge mit je etwa 800 Passagieren zusammen. Ein Kondukteur wurde verletzt.
Colombier,  Neuenburg – Auffahrt auf abgestellten Güterzug
Am 22. März 1871 stiess infolge falscher Weichenstellung im Bahnhof Colombier der Franco-Suisse (FS), ein Militärextrazug mit Militärangehörigen, die zu der internierten Bourbaki-Armee gehörten, mit einem abgestellten Güterzug zusammen, der aus 22 Kohlewagen und einem Gepäckwagen bestand. Ein Zugführer sowie 22 Internierte starben, 72 Personen wurden verletzt. Dies war der bis dahin schwerste Eisenbahnunfall in der Schweiz.
→ Abschnitt Eisenbahnunfall vom 22. März 1871 im Artikel Colombier NE
Palézieux,  Waadt – Zusammenstoss
Am 7. Juli 1876 waren nach einem Zusammenstoss bei der Suisse-Occidentale (SO) in Palézieux vier Tote und drei Verletzte zu beklagen.
Wädenswil,  Zürich – Bremsversagen bei Versuchsfahrt
Am 30. November 1876 geriet bei einer Versuchsfahrt von Schindellegi nach Wädenswil eine Lokomotive der Wädenswil-Einsiedeln-Bahn (WE) mit dem Zahnradsystem Wetli ausser Kontrolle. Zwei Angestellte starben, mehrere wurden schwer verletzt. Das System Wetli wurde danach nicht mehr weiter verfolgt.
→ Abschnitt Das Unglück im Artikel Wädenswil-Einsiedeln-Bahn
Vonwil,  St. Gallen – Entgleisung
Am 31. Dezember 1879 entgleiste in Vonwil bei St. Gallen ein aus Winterthur kommender Zug der Vereinigten Schweizerbahnen (VSB). Die beiden Lokomotiven kamen links und rechts des Bahngleises zu liegen, die Wagen schoben sich ineinander. Das Unglück forderte zwei Todesopfer und mehrere, teils schwer Verletzte.

### 1881–1890

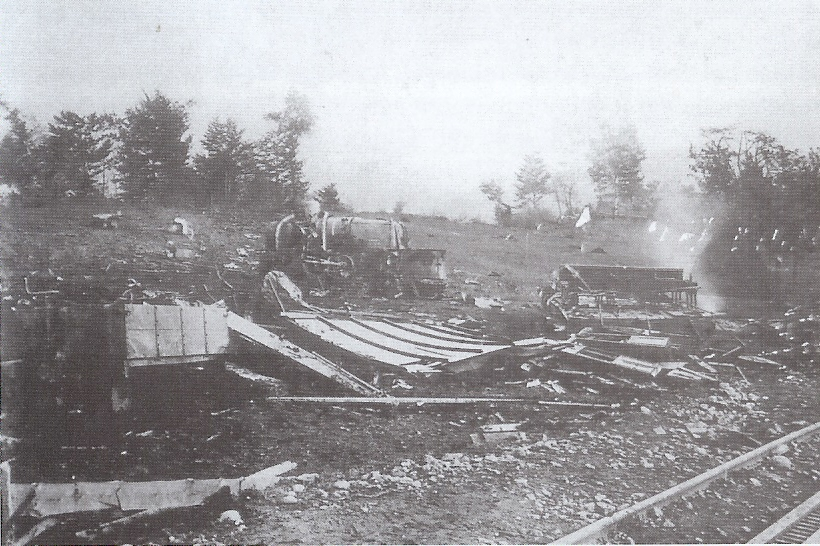
Trümmer des Unfalls vom 20. Dezember 1885 bei der Arth-Rigi-Bahn

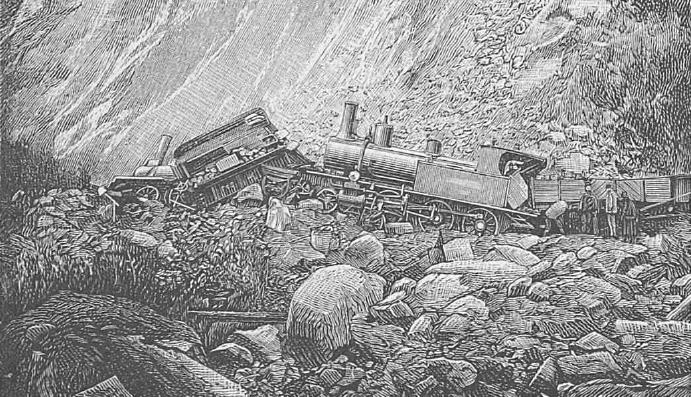
Entgleister Personenzug Payerne–Yverdon bei Cheyres

Seebach,  Zürich – Auffahrunfall nach überfahrenem Signal
Am 8. Januar 1885 fuhr bei der Nordostbahn (NOB) ein Zug Winterthur–Zürich nach dem Überfahren eines geschlossenen Signals auf einen aus Wettingen kommenden Zug auf. Der Zug aus Wettingen wurde von der Station Seebach rückwärts über die auf offener Strecke liegende Abzweigung geschoben, um nachher vorwärts in Richtung Zürich weiterzufahren. Der Unfall forderte sieben Verletzte und grossen Sachschaden.
Goldau,  Schwyz – Entgleisung nach Achsbruch
Am 20. Oktober 1885 stürzte nach einem Achsbruch ein Zug der Arth-Rigi-Bahn (ARB) unterhalb der Station Kräbel über die Bahnböschung. Der Lokführer verlor dabei sein Leben, neun Personen wurden verletzt.
→ Abschnitt Unfall der H 1/2 4 und Umbau im Artikel ARB H 1/2
Cheyres,  Freiburg – Zug fuhr in Felsschutt
Am 21. Januar 1888 lösten sich bei Cheyres grössere Felsmassen und überschütteten das Gleis der Suisse–Occidentale–Simplon (SOS) zwei bis drei Meter hoch. Ein mit etwa 40 Reisenden besetzter Personenzug Payerne–Yverdon fuhr in den Schuttkegel, wobei die beiden Lokomotiven entgleisten. Der Heizer der Vorspannlokomotive kam dabei ums Leben, der andere Heizer und der Führer der Vorspannlokomotive wurden erheblich verletzt.
Wassen,  Uri – Lawinenunfall
Nach ausgiebigen Schneefällen brach am 15. Februar 1888 über Wassen eine Lawine los, die sechs Bahnarbeiter der Gotthardbahn-Gesellschaft (GB) verschüttete. Fünf davon wurden getötet. Die Eisenbahner waren in der mittleren Entschigtal-Galerie mit Schneeräumungsarbeiten beschäftigt.

### 1891–1900

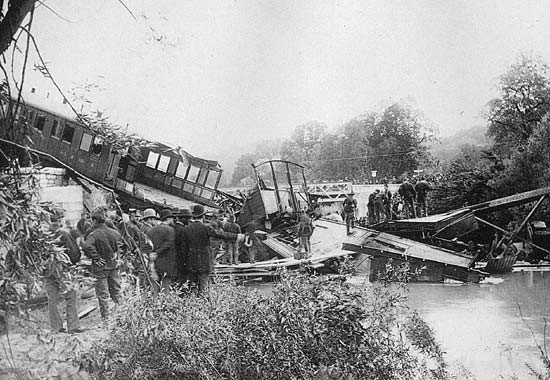
Das Eisenbahnunglück von Münchenstein war eine Katastrophe internationaler Bekanntheit.

Münchenstein,  Basel-Landschaft – Einsturz der Eisenbahnbrücke
Am 14. Juni 1891 brach unter einem aus Basel kommenden Extrazug der Jura-Simplon-Bahn (JS) die von Gustave Eiffel erbaute Eisenbahnbrücke über die Birs unterhalb des Dorfes Münchenstein zusammen. 73 Passagiere kamen dabei ums Leben, 171 wurden verletzt. Ein Soldat starb an den Verletzungen, die er sich bei den Aufräumarbeiten zuzog. Das Unglück führte zu einer strengeren Aufsicht über die Eisenbahnen. Die Eisenbahnbrücken wurden systematisch untersucht und erste Baunormen geschaffen. Der Unfall ist die bis heute (Stand 2021) schwerste Eisenbahnkatastrophe der Schweiz.
Zollikofen,  Bern – Auffahrunfall durch ungenügende Bremsung
Am 17. August 1891 prallte bei der Jura-Simplon-Bahn (JS) in Zollikofen der Schnellzug Bern–Paris auf einen vor dem geschlossenen Einfahrsignal wartenden Extrazug. Durch den Aufprall wurden 14 Reisende des Extrazuges getötet und 122 verletzt. Der Unfall wurde durch Fehler verschiedener Betriebsstellen verursacht. Dem Schnellzug wurde die Fahrt in einen belegten Zugfolgeabschnitt freigegeben. Durch die ausgeschaltete Druckluftbremse verminderte sich zudem die Bremswirkung.
Luzern,  Luzern – Personenzug überfuhr Bauarbeiter
Am Pfingstmontag, 30. Mai 1898 wurde eine Gruppe von mit Gleisarbeiten beschäftigten Bahnangestellten der Centralbahn (SCB) am südlichen Ausgang des Gütschtunnels bei Luzern von einem Personenzug der Nordostbahn (NOB) überfahren. Sieben Bahnarbeiter wurden sofort getötet, vier schwer verletzt.
Aarau,  Aargau – Zusammenstoss wegen verspäteter Bremsung
Am 4. Juni 1899 fuhr der Nachtschnellzug Zürich–Genf der Nordostbahn (NOB) im Bahnhof Aarau über den vorgeschriebenen Haltepunkt hinaus und stiess dabei in zwei stehende Lokomotiven der Centralbahn (SCB). Der Unfall forderte zwei Tote und drei Schwerletzte.

## 20. Jahrhundert

### 1901–1910
Basel-St. Johann,  Basel-Stadt – Entgleisung wegen überhöhter Geschwindigkeit
Am 25. Juli 1901 verliess mit leichter Verspätung ein Personenzug Basel über die Bahnstrecke Strasbourg–Basel in Richtung Straßburg. Im Bereich des Bahnhofs Basel St. Johann bestand, verursacht durch eine Baustelle, eine Geschwindigkeitsbegrenzung auf 45 km/h. Der Lokomotivführer, bemüht, die Verspätung einzuholen, überschritt diese so erheblich, dass der Zug entgleiste. Ein Reisender und der Schaffner des Zuges starben, als der Gepäckwagen und zwei Wagen 2. Klasse schwer beschädigt wurden.
Palézieux,  Waadt – Zusammenstoss nach unklarer Absprache
Am 21. Juni 1903 wurden die neu gegründeten Bundesbahnen (SBB) das erste Mal von einem Unfall betroffen. Ein Schnellzug Bern–Genf prallte in Palézieux mit 60 km/h bei Dunkelheit und Nebel auf eine stehende Rangierlokomotive. Der hinter der Schlepptenderlokomotive eingereihte Gepäckwagen wurde vom nachfolgenden Erst-/Zweitklasswagen emporgehoben. Die Rangierlokomotive stürzte über die Böschung. Sechs Reisende wurden getötet, acht Reisende und ein Bahnangestellter verletzt. Der Unfall wurde durch mangelhafte Verständigung des Bahnpersonals verursacht.
Au ZH,  Zürich – Fahrt in stehende Güterwagen
Am 16. März 1909 fuhr in Au ZH der Schnellzug Sargans–Zürich wegen falscher Weichenstellung in einige auf dem Schuppengeleise stehende Güterwagen. Zwei in einem Güterwagen arbeitende Personen starben, zwei wurden verletzt.

### 1911–1920

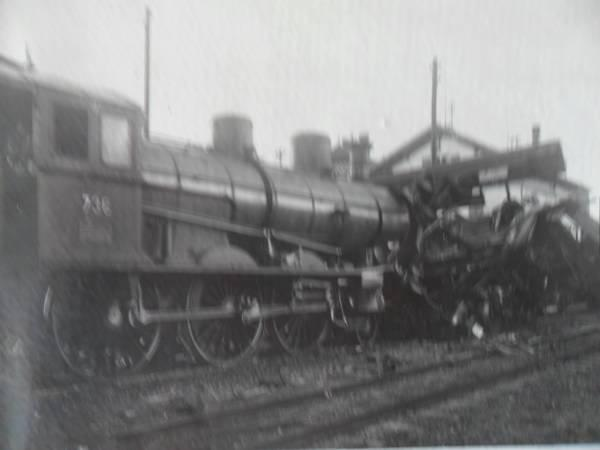
Eisenbahnunfall in Dietikon am 17. August 1915

Dietikon,  Zürich – Kollision durch zu früh geöffnetes Signal
Am 17. August 1915 fuhr ein Schnellzug in Dietikon in einen rangierenden Personenzug, weil das Einfahrsignal zu früh geöffnet worden war. Sieben Personen wurden getötet, 26 weitere zum Teil schwer verletzt.
Bern Ausserholligen,  Bern – Entgleisung
Am 28. Juni 1916 entgleiste in der Station Ausserholligen der Bahnstrecke Bern Fischermätteli–Schwarzenburg ein Personenwagen der Bern-Schwarzenburg-Bahn und stürzte um; ein Reisender starb, 20 wurden verletzt.
Davos,  Graubünden – Lawinenunfall
Am 29. April 1917 wurde zwischen Davos Wolfgang und Davos Platz ein Personenzug der Rhätischen Bahn (RhB) von einer rund 200 Meter breiten Lawine erfasst. Der Lokomotivführer versuchte durch Beschleunigen den Schneemassen zu entrinnen, aber der Schneedruck der Lawine zerriss beim hinteren Zugteil die Bremsleitung und löste eine Schnellbremsung aus. Die hinteren zwei Wagen wurden verschüttet. Feuerwehr und internierte deutsche Soldaten schaufelten den Zug wieder frei, doch zehn Passagiere konnten nur noch tot geborgen werden.
Brig,  Wallis – Entgleisung
Am 5. September 1919 entgleiste eine Fb 5/7 der BLS in Brig und prallte in ein Stellwerk. Grund war eine Bremsstörung auf der BLS-Südrampe.

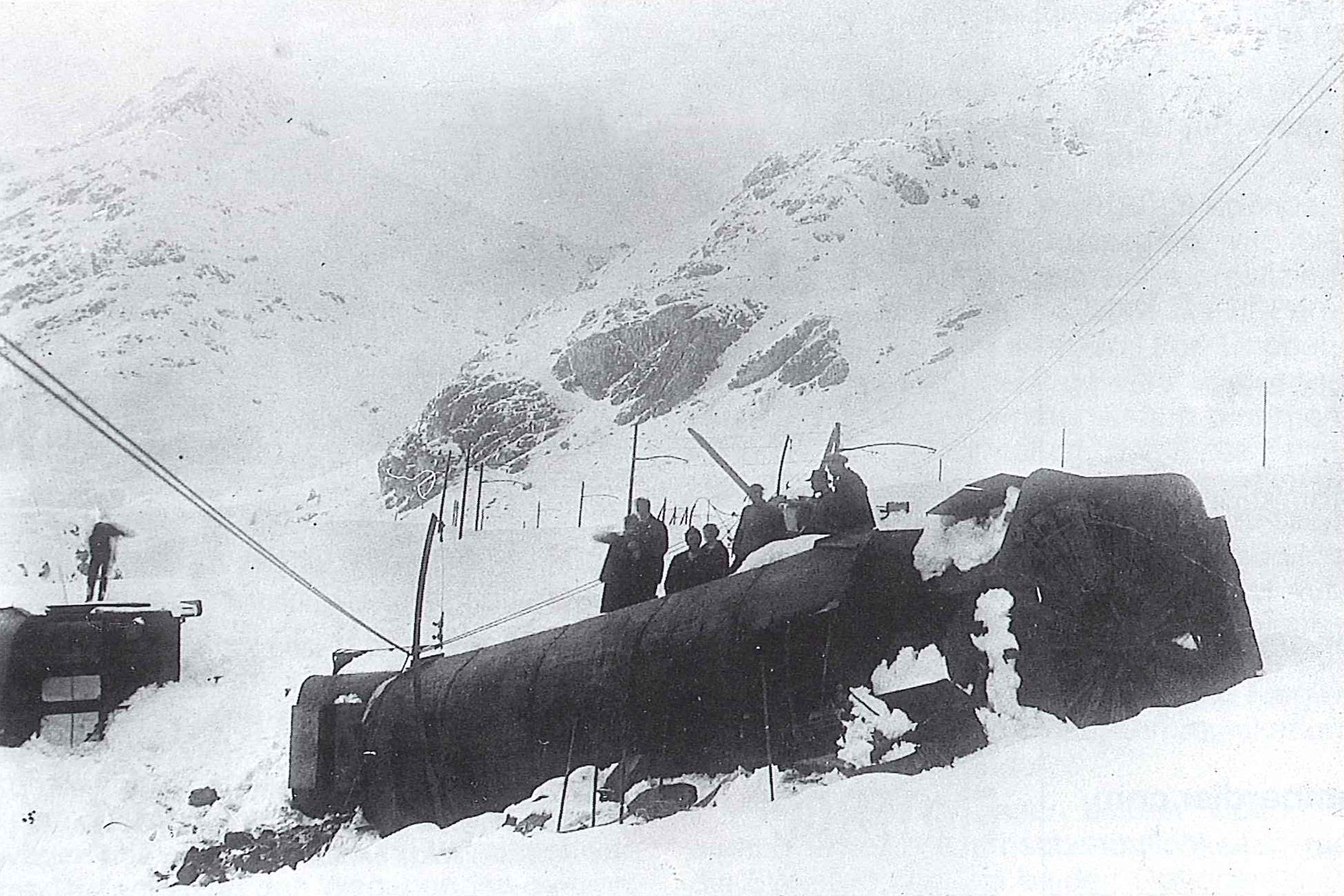
Von Lawine verschütteter Schneeräumzug bei Bernina Hospiz am 16. März 1920

Bernina,  Graubünden – Lawinenunfall
Am 16. März 1920 wurde bei Bernina Hospiz ein Schneeschleuderzug der Berninabahn (BB), bestehend aus einer Dampfschneeschleuder, den beiden Triebwagen BCe 4/4 1 und BCFe 4/4 23 und einem Postwagen, von einer Lawine erfasst. Die Lawine riss die Schneeschleuder und den ersten Triebwagen mit, während der zweite Triebwagen vom Druck der Schneemassen umstürzte. Acht Bahnangestellte kamen ums Leben. Die Mannschaft der Schneeschleuder erlitt tödliche Verbrennungen vom ausströmenden Heissdampf.
1934 wurde zum Schutz gegen Lawinen die Trasse zwischen Bernina Lagalp und Arlas auf die andere Hangseite verlegt.

### 1921–1930

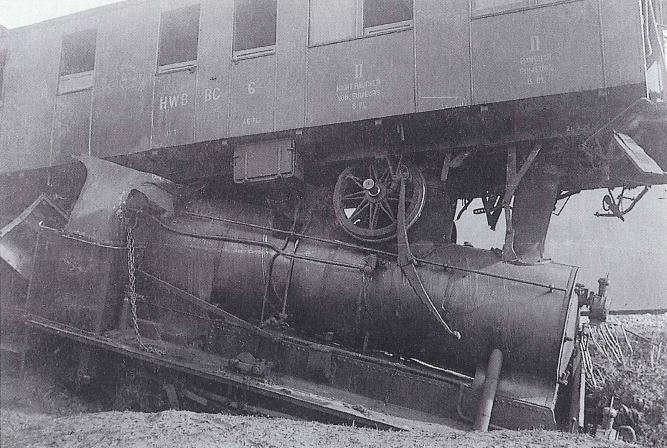
Eisenbahnunfall in Willisau am 20. März 1923

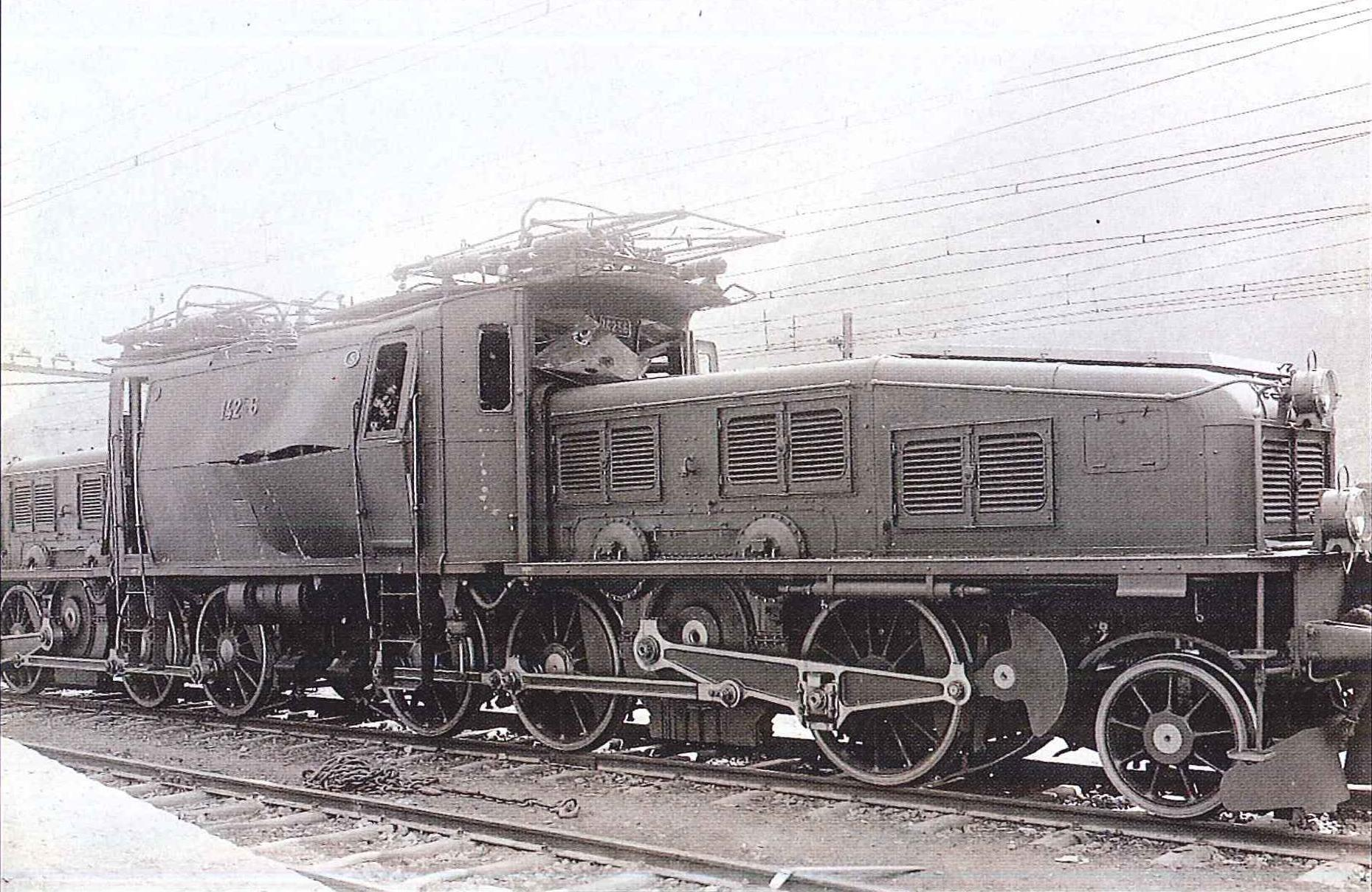
Ce 6/8 II 14256 nach Transformatorexplosion in Lavorgo am 2. April 1923

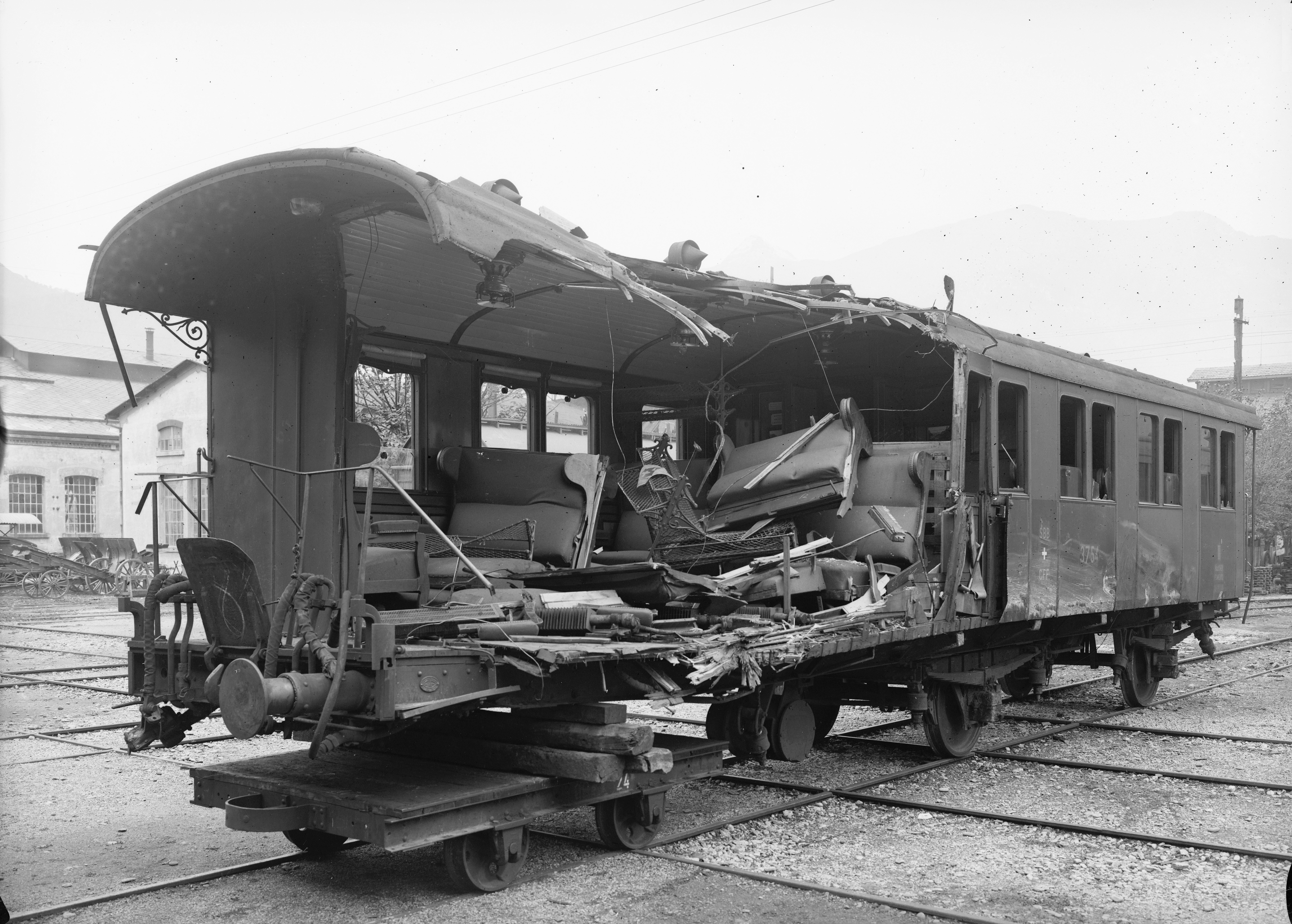
1926 in Castione-Arbedo entgleister Zweitklasswagen

Willisau,  Luzern – Fahrt über Prellbock
Am 20. März 1923 fuhr in Willisau ein Richtung Wolhusen ausfahrender Personenzug der Huttwil-Wolhusen-Bahn (HWB) wegen falscher Weichenstellung auf ein Industriegeleise, überfuhr den Prellbock und stürzte die Böschung hinunter. Der Lokomotivführer fand den Tod, neun Passagiere wurden verletzt.
Lavorgo,  Tessin – Transformatorexplosion
Am 2. April 1923 explodierte in Lavorgo der Transformator der Ce 6/8 II 14256. Das sich im Transformator gebildete Ölgas gelangte durch eine undichte Stelle in den Maschinenraum. Beim Betätigen des Stufenschalters kam es zur Explosion, die den Führergehilfen das Leben kostete. Der Lokomotivführer wurde verletzt. Trotz des grossen Schadens wurde die Krokodillokomotive wieder hergerichtet.
Wabern,  Bern – Entgleisung
Am 2. Mai 1923 entgleiste in Wabern ein Personenzug der Gürbetalbahn (GTB). Der durch eine zu früh gestellte Weiche verursachte Unfall forderte drei Tote und 13 Verletzte.

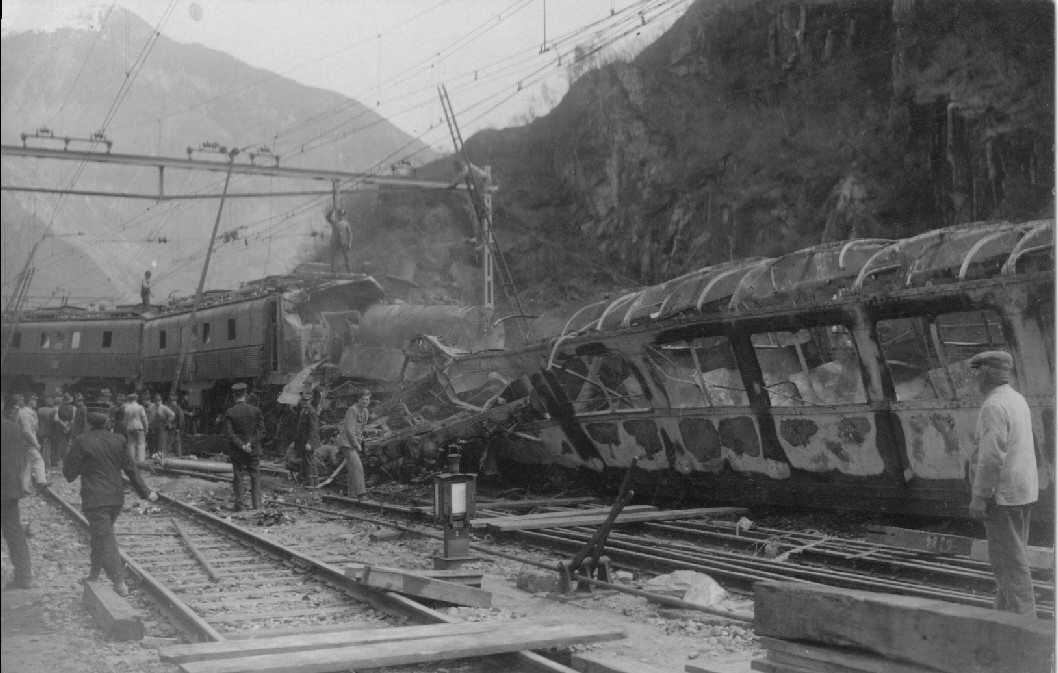
Ein badischer Personenwagen mit Gasbeleuchtung geriet beim Unfall von Bellinzona am 23. April 1924 in Brand.

Visletto,  Tessin – Lastwagen fuhr in Güterzug
Am 30. Mai 1923 fuhr ein Militärlastwagen auf einem Bahnübergang in Visletto mit grosser Geschwindigkeit in einen Güterzug der Locarno-Ponte-Brolla-Bignasco-Bahn (LPB) und stiess die Lokomotive Ge 2/2 4 in die Maggia. Der Lokomotivführer und drei weitere Bahnangestellte wurden getötet.
Bellinzona,  Tessin – Zusammenstoss mit nachfolgendem Brand
Am 23. April 1924 stiessen im Bahnhof Bellinzona zwei Schnellzüge zusammen. Der eine Zug hatte ein Halt zeigendes Signal überfahren. Ein badischer Personenwagen mit Gasbeleuchtung, der in einem der Züge mitlief, geriet dabei in Brand. 15 Menschen starben, zahlreiche weitere wurden verletzt. Unter den Toten befand sich auch der ehemalige deutsche Vizekanzler und Reichsminister Karl Helfferich. Als Folge des Unfalls wurden Wagen mit Gasbeleuchtung in der Schweiz verboten und die Entwicklung der Zugsicherung Integra-Signum angestossen.
Interlaken,  Bern – Entgleisung nach Überschwemmung
Am 23. April 1924 waren bei einer Zugentgleisung nach Überschwemmungen in der Nähe von Interlaken ein Toter und sieben Verletzte zu beklagen.
Rickentunnel,  St. Gallen – Tunnelunfall
Am 4. Oktober 1926 kam im 8,6 km langen Rickentunnel zwischen Wattwil und Kaltbrunn infolge mangelnder Dampfentwicklung ein Güterzug zum Stehen. Grund war die mangelhafte Qualität der Briketts, die als Heizmaterial für die Dampflokomotive verwendet wurden, und das Fehlen einer Entlüftung im Tunnel. Die sechs Beamten auf dem Zug erstickten an Kohlenmonoxid, ebenso drei Eisenbahner der ersten Rettungsmannschaft. Die Strecke wurde darauf innerhalb eines halben Jahres elektrifiziert.
Castione,  Tessin – Entgleisung
Am 22. Oktober 1926 entgleiste bei der Ausfahrt in Castione-Arbedo ein Zug, weil eine Weiche umgestellt wurde, während der letzte Wagen darüber fuhr. Der Wagen entgleiste und wurde durch das Geländer der Moesabrücke aufgeschlitzt. Zwei Frauen fanden den Tod und vier Personen wurden verletzt.

1928 entgleiste ein Zug der BOB auf einer weggerissenen Brücke.

Ardez,  Graubünden – Kollision mit herabgestürztem Felsblock
Am 22. März 1927 fuhr zwischen Guarda und Ardez ein Zug der Rhätischen Bahn (RhB) vor dem Magnacun-Tunnel auf einen herabgestürzten Felsblock. Dabei wurde die Ge 2/4 206 gegen die Mauerkante des Tunnelportals gedrückt. Der Lokomotivführer starb, zwei Fahrgäste wurden schwer und sieben leicht verletzt.
Wilderswil,  Bern – Zug stürzte in Bachbett
Am 30. Juni 1928 wurde nach einem Gewitter eine kleine Eisenbahnbrücke zwischen Wilderswil und Zweilütschinen weggerissen. Ein Zug der Berner-Oberland-Bahn (BOB) stürzte teilweise in den Wildbach; eine Person starb, 13 wurden verletzt.
Lüsslingen,  Solothurn – Kollision wegen Missverständnis
Am 9. September 1929 stiess bei Lüsslingen ein leerer Militärextrazug wegen eines Missverständnisses über den Ort der Zugskreuzung mit einem Personenzug zusammen, wodurch etwa 70 Personen verletzt wurden.

### 1931–1940

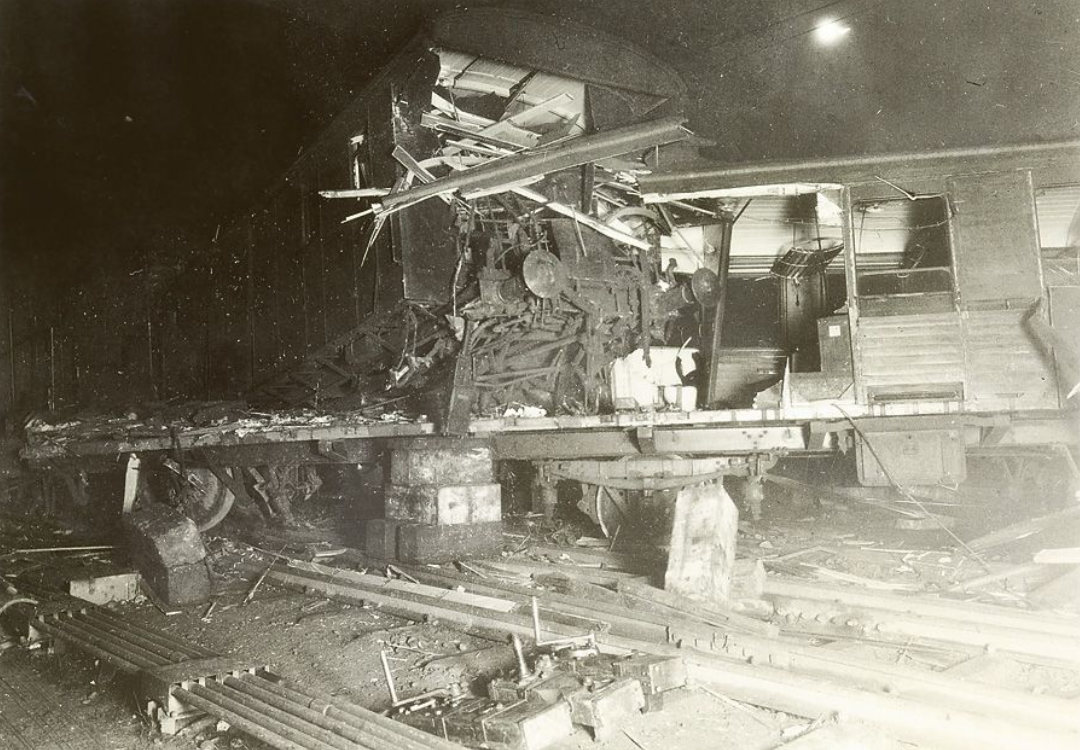
Eisenbahnunfall von Oerlikon: Der Postwagen (links) wurde durch die Wucht des Aufpralls bis in die Mitte des Dritte-Klasse-Wagens (rechts) geschoben.

Stugl,  Graubünden – Zug von Felssturz erfasst
Am 3. August 1931 wurde unterhalb der Station Stugl/Stuls ein Zug der Rhätischen Bahn (RhB) von einem Felssturz erfasst. Die Lokomotive und ein Gepäckwagen stürzten bis auf den Talboden, wobei der Lokomotivführer den Tod fand. Ein zweiter Gepäckwagen blieb an den Geleisen hängen. Kurz zuvor hatte der Streckenwärter die Strecke kontrolliert und nichts Verdächtiges entdeckt.
Goppenstein,  Wallis – Starkstromunfall bei Bauarbeiten
Am 16. November 1931 kamen beim Bau von Schutzwänden gegen Steinschlag und Lawinen in der Nähe von Goppenstein das Zugseil einer Aufzugswinde mit der Fahrleitung der Bern-Lötschberg-Simplon-Bahn (BLS) in Berührung, wobei vier Arbeiter durch den Stromschlag getötet wurden.
Luzern,  Luzern – Frontalkollision nach Vorbeifahrt an geschlossenem Signal
Am 13. Dezember 1932 stiess der Regionalzug Luzern–Arth-Goldau mit dem internationalen Schnellzug Stuttgart–Zürich–Luzern im Gütschtunnel vor Luzern zusammen. Dabei wurden sechs Menschen getötet und über zehn verletzt. Dieser Unfall bewirkte die schweizweite Einführung der Zugsicherung Integra-Signum.

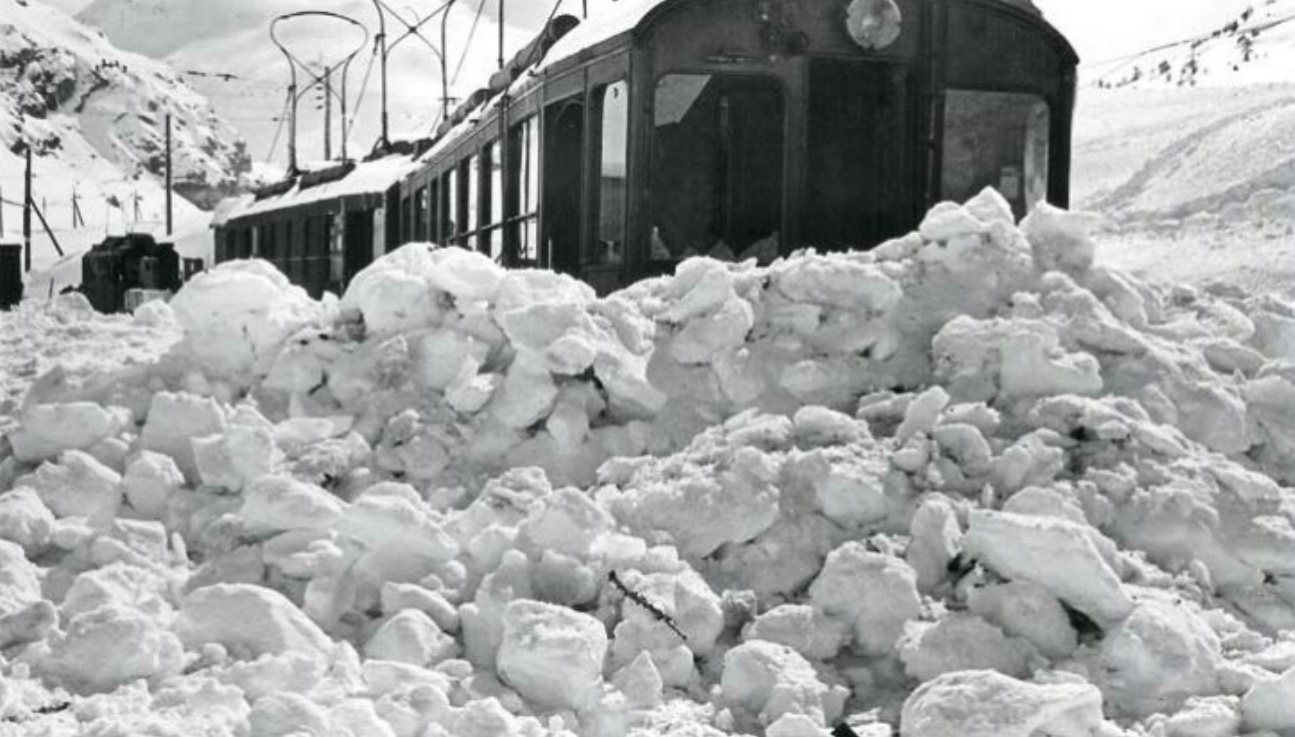
Am 22. März 1934 drückte die Lawine in Bernina Suot den Führerstand des BCe 4/4 10 ein.

Oerlikon,  Zürich – Kollision durch vom Nebel beeinträchtigte Sicht
Am 17. Dezember 1932 stiess bei Nebel ein Personenzug beim Bahnhof Zürich Oerlikon wegen Fehlern des Stellwerksbeamten auf eine stehende Dampflokomotive. Vier Menschen starben, 16 wurden schwer verletzt.
Bernina,  Graubünden – Lawinenunfall bei Räumfahrt
Am 22. März 1934 erfasste in Bernina Suot eine Grundlawine einen Dienstzug bei einer Räumfahrt auf der wegen Sturmwinden geschlossenen Berninabahn (BB). Die beiden Angestellten auf dem von einem Triebwagen geschobenen Spurpflug fanden in der Lawine den Tod.

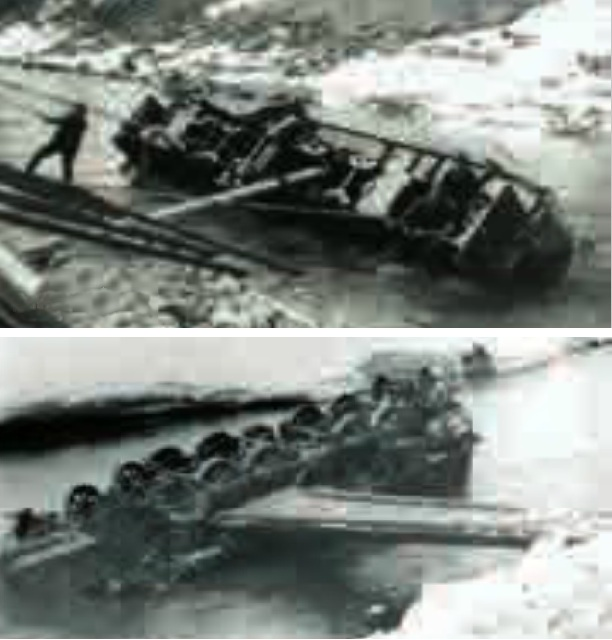
Bergungsarbeiten nach dem Unfall bei Zernez am 19. März 1937

Alp Grüm,  Graubünden – Eisenbahner von Lawine erfasst
In der Lawinennacht vom 28. Februar 1937 ereignete sich bei der Berninabahn (BB) unterhalb Alp Grüm ein Lawinenunfall, bei dem Bahnangestellte auf der Flucht aus einem festsitzenden Zug von einer Lawine erfasst wurden und dabei den Tod fanden.
Zernez,  Graubünden – Lok stürzte in Fluss
Am 19. März 1937 fuhr der letzte Abendzug auf der Engadinerlinie der Rhätischen Bahn (RhB) zwischen Zernez und Susch in einen Schneerutsch. Die Lokomotive Ge 4/6 391 entgleiste und stürzte über die Strasse in den Inn, die Wagen blieben jedoch auf dem Geleise stehen. Der Lokführer starb, ein mitfahrender Bahnmeister wurde schwer verletzt, die Reisenden kamen mit dem Schrecken davon. Die Lokomotive konnte erst nach mehr als zwei Monaten geborgen werden.

### 1941–1950

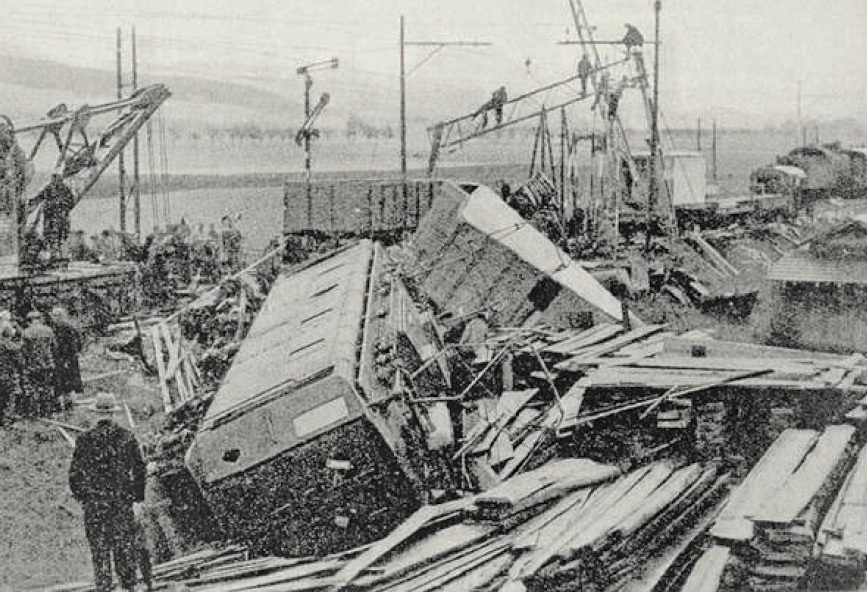
Eisenbahnunfall vom 19. Mai 1941 in Münsingen

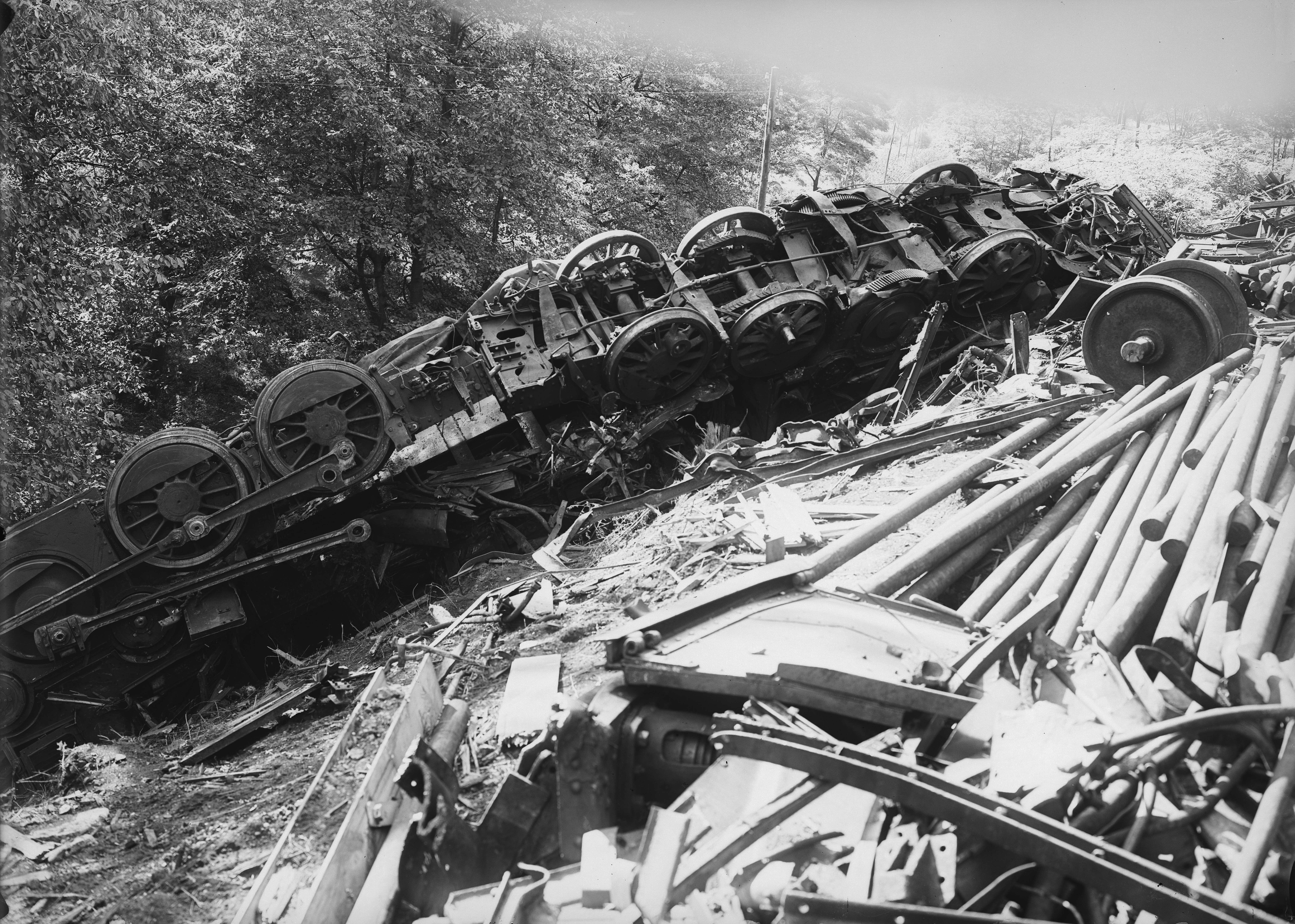
Die am 29. Juli 1941 bei Giornico entgleiste Krokodillokomotive schlitterte den Abhang hinunter, wobei die Aufbauten völlig zermalmt wurden. Die Antriebsstangen überstanden eine Geschwindigkeit von mehr als 100 km/h.

Münsingen,  Bern – Zusammenstoss nach Achsbruch
Am 19. Mai 1941 wurden beim Zusammenstoss zweier Güterzüge in Münsingen die Lokomotive Be 4/7 12502 und 22 Güterwagen zum Teil schwer beschädigt und der Lokomotivführer verletzt. Ein Güterwagen eines aus Bern kommenden Güterzuges entgleiste wegen eines Achsbruchs, als im gleichen Moment ein Gegenzug aus Thun nahte.
Pianotondo,  Tessin – Entlaufener Güterzug
Am 29. Juli 1941 entgleiste ein wegen Bremsversagens entlaufener Güterzug vor dem Pianotondo-Kehrtunnel zwischen Lavorgo und Giornico. In Brand geratene Güterwagen stürzten beim Tunnelausgang auf ein Bahnwärterhaus und eine Militärbaracke. Zwei Bahnbeamte und fünf Soldaten starben. Die Lokomotive Ce 6/8 III 14304 donnerte mit weit über 100 km/h talwärts in Richtung Giornico. Dort kollidierte sie mit einem Güterzug, der wegen eines durch das Unglück ausgelösten Kurzschlusses zum Stehen kam.

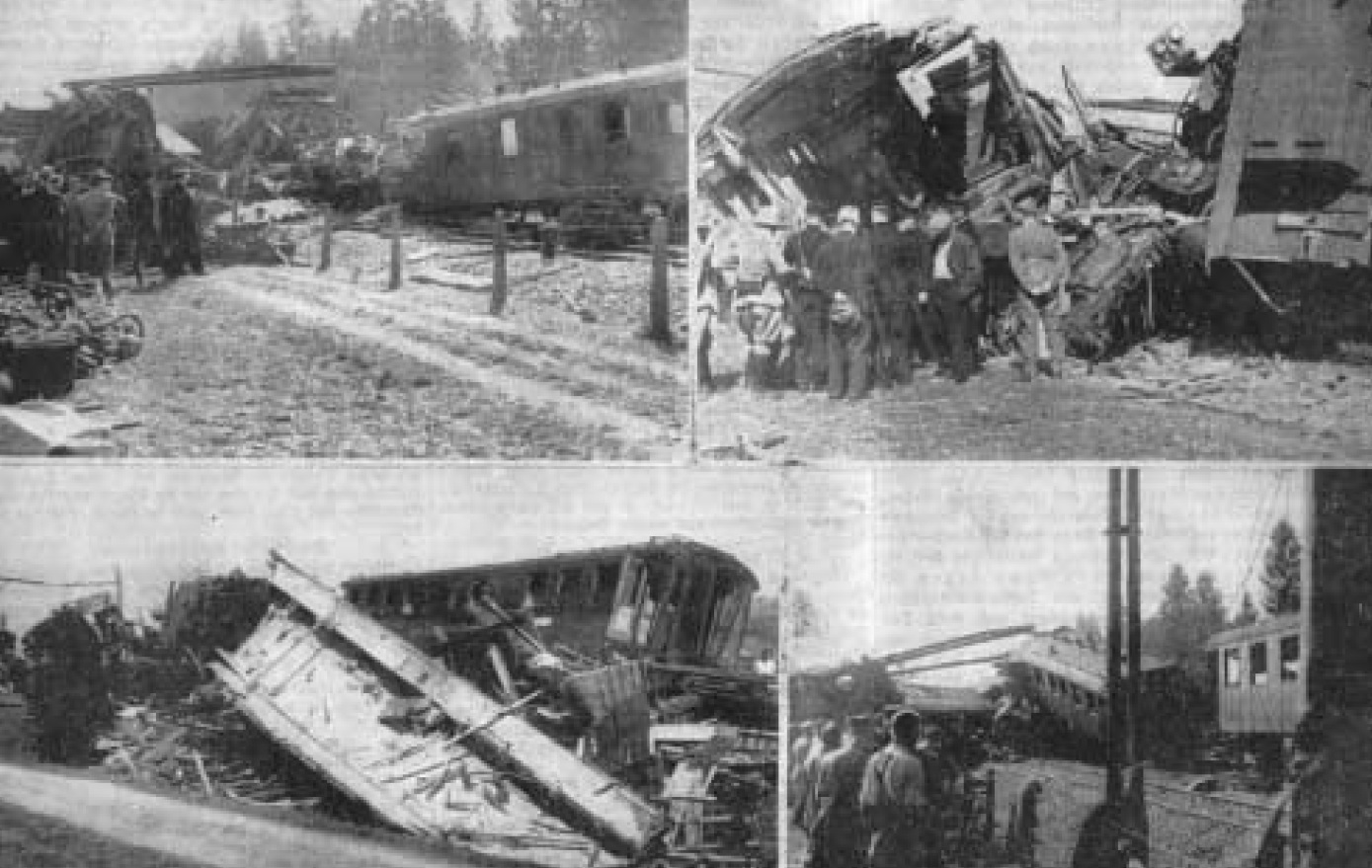
Unfallplatz in Kiesen am 23. September 1941

Kiesen,  Bern – Zusammenstoss bei Baustelle
Am 23. September 1941 stiess zwischen Kiesen und Wichtrach ein Schnellzug mit hoher Geschwindigkeit bei Nebel mit einem Personenzug zusammen, der wegen einer Baustelle die Weiterfahrt abwarten musste. Elf Personen wurden getötet, 27 zum Teil schwer verletzt.

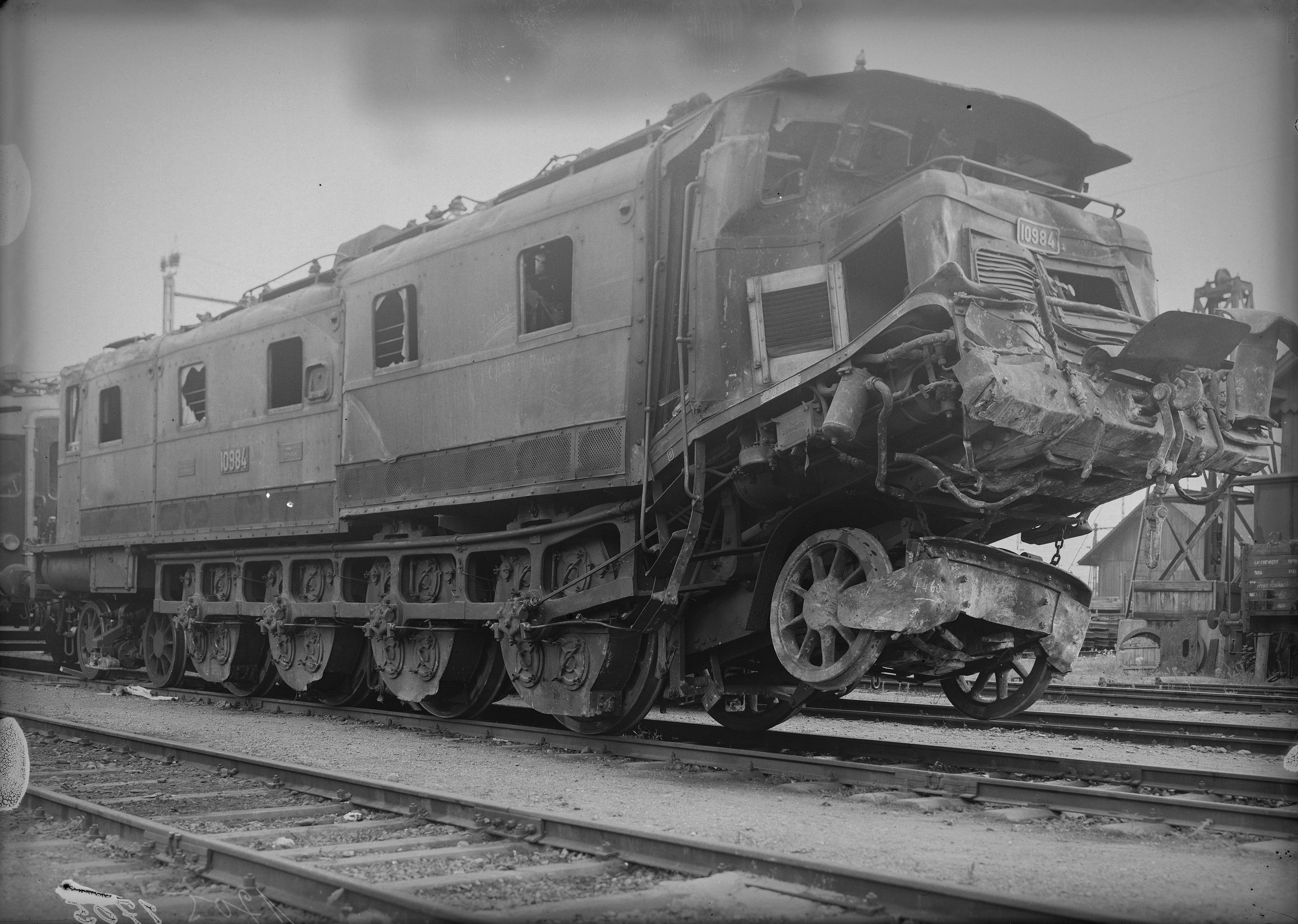
Die bei Chillion durch eine Mine beschädigte Ae 4/7 10984

Veytaux,  Waadt – Sprengobjektexplosion vor Zugdurchfahrt (Artilleriewerk Chillon)
Am 25. September 1941 explodierte bei der Haltestelle Veytaux-Chillon kurz vor der Durchfahrt eines Güterzugs ein Sprengobjekt. Sieben Personen starben. Die Lokomotive Ae 4/7 10984 wurde schwer beschädigt, hinter ihr türmten sich die aufgelaufenen Wagen. Während des Zweiten Weltkrieges waren Eisenbahnstrecken an vielen Orten zur Sprengung vorbereitet.
Forch,  Zürich – Frontalkollision zweier Züge
Am 5. Oktober 1941 kollidierten zwei Züge der Forchbahn (FB) zwischen den Stationen Forch und Scheuren an einer unübersichtlichen Stelle in voller Fahrt. Der Wagenführer des einen Zuges verstarb, der andere erlitt nur leichtere Verletzungen. Drei Fahrgäste wurden schwer und acht leicht verletzt.

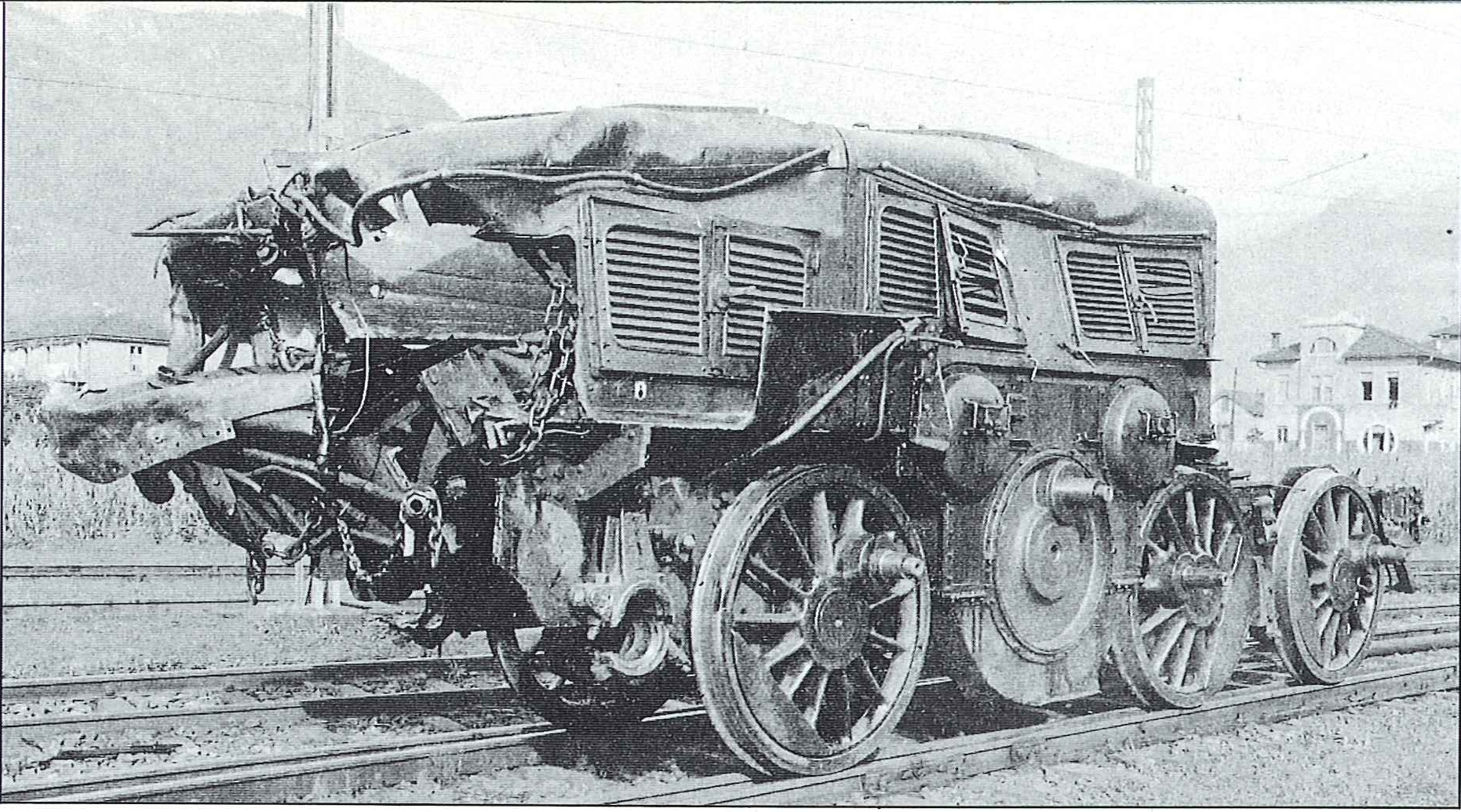
Vorbau der am 2. Oktober 1942 in Tüscherz verunfallten und wieder aufgebauten Ce 6/8 III 14279

Tüscherz,  Bern – Frontalzusammenstoss nach Verlegung der Zugkreuzung
Am 2. Oktober 1942 stiess ein Güterzug zwischen Tüscherz und Biel mit einem Personenzug zusammen. Elf Personen wurden getötet, zehn verletzt. Ein übermüdeter Lokomotivführer hatte das Haltsignal überfahren. Nach dem Unfall wurden schweizweit die Ausfahrsignale mit Integra-Signum ausgerüstet.
Schüpfheim,  Luzern – Entgleisung durch zu früh gestellte Weiche
Am 17. Oktober 1943 stellte in Schüpfheim der Stationsvorstand die Einfahrweiche unter dem vorletzten Wagen eines vorbeifahrenden Schnellzugs Luzern–Bern. Die beiden Wagen entgleisten und stiessen gegen die Lokomotive des Gegenzuges, der die Zugskreuzung abwartete. Die beiden Wagen wurden schwer beschädigt, sechs Personen starben, rund fünfzig Reisende wurden zum Teil schwer verletzt.
Colombier,  Neuenburg – Frontalkollision zweier Trams
Am 28. Juni 1945 stiessen zwei Züge der Neuenburger Strassenbahn, betrieben von der Compagnie des Tramways de Neuchâtel (TN), in einer Kurve auf der eingleisigen Überlandstrecke zwischen Colombier und Auvernier zusammen. Das aus Boudry kommende Tram hat in Colombier die Zugskreuzung des Gegenkurses nicht abgewartet. Durch die Kollision wurden die beiden vorderen Plattformen eingedrückt und etwa 70 Personen verletzt.
Bennau,  Schwyz – Zu früh losgefahrener Zug verursachte Kollision
Am 26. Juli 1947 stiessen zwei Personenzüge mit den Triebwagen BCFZe 4/4 3 und CFZe 4/4 12 der Südostbahn (SOB) bei Bennau auf offener Strecke zwischen Biberbrugg und Einsiedeln zusammen. Zehn Personen starben, 73 wurden verletzt. Der eine Zug hatte den Fahrbefehl zu früh erhalten.
Blausee-Mitholz,  Bern – Explosion eines Munitionslagers
Kurz nach dem Zweiten Weltkrieg forderte am 19. Dezember 1947 die Explosion eines Munitionslagers bei der Station Blausee-Mitholz der Bern-Lötschberg-Simplon-Bahn (BLS) neun Tote. Die Lötschberg-Bergstrecke war bis zum 28. Dezember gesperrt. Die Eisenbahnbrücke über die Kantonsstrasse wurde zerstört, das Stationsgebäude und die Gleisanlagen von Blausee-Mitholz wurden von Schutt bedeckt, wobei der Stationsvorstand und dessen Sohn ums Leben kamen.

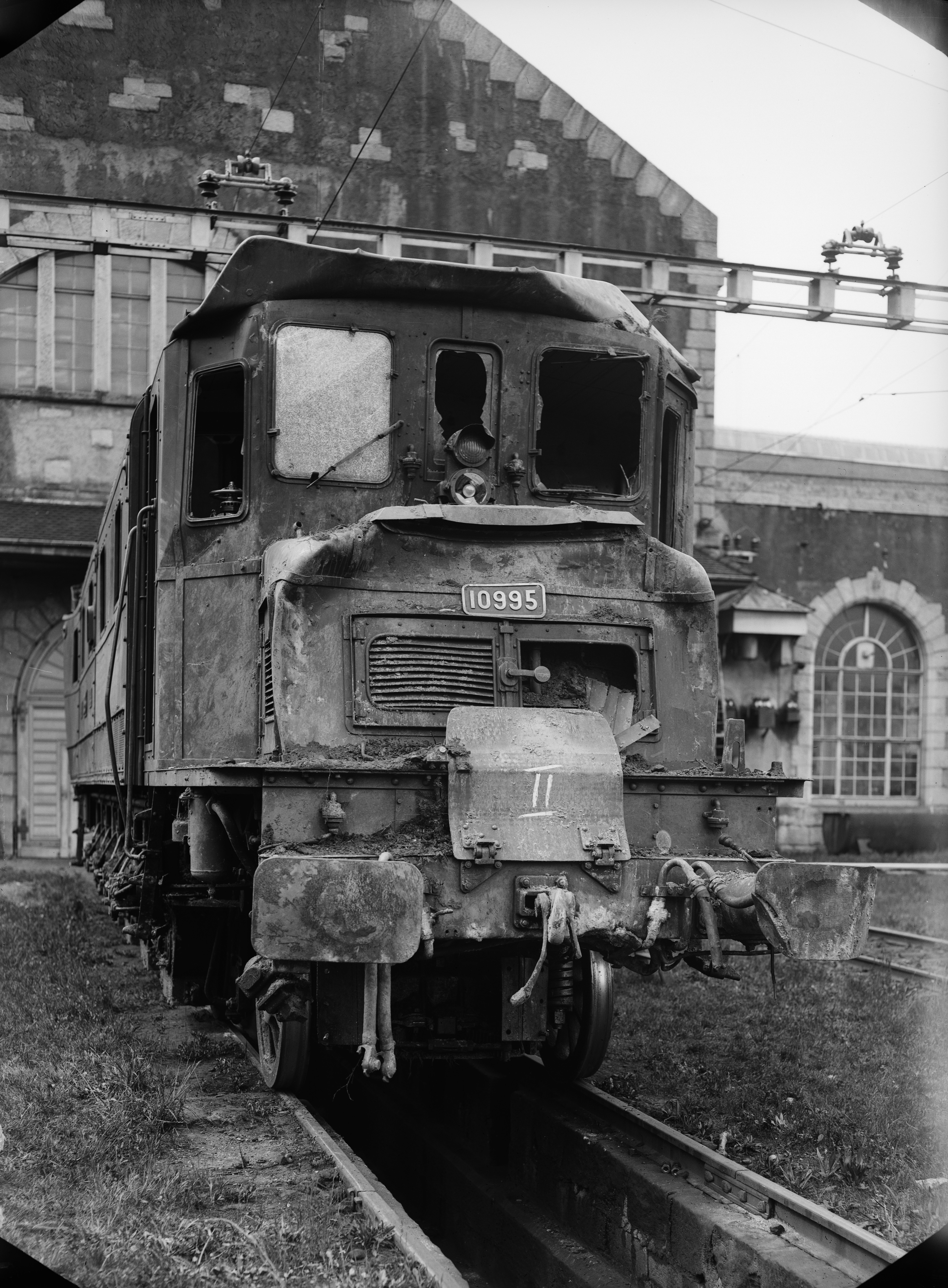
Lokomotive Ae 4/7 10995 des in der Stalvedro-Schlucht bei Ambrì verunfallten Zuges.

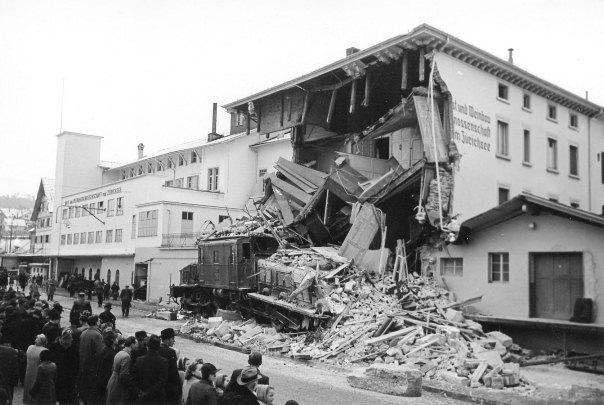
Am 22. Februar 1948 brachte eine Ce 6/8 II in Wädenswil ein Gebäude teilweise zum Einsturz.

Wädenswil,  Zürich – Entgleisung durch Fehlbedienung
Am 22. Februar 1948 übersah der Lokomotivführer der Ce 6/8 II 14269, dass er die Umschaltung auf die Nutzstrombremse nicht vorgenommen hatte. Der direkte Sportzug nach Zürich wurde deshalb auf der steil abfallenden Strecke der Südostbahn (SOB) von Sattel nach Wädenswil immer schneller und musste, da im Bahnhof Wädenswil alle Gleise belegt waren, auf ein Stumpengleis gelenkt wurden. Der Zug hatte ein Gebäude schwer beschädigt, bevor er zum Stehen kam. 21 Personen starben, 40 wurden verletzt.
Obwohl die Krokodillokomotiven in mehrere schwere Unfälle verwickelt waren, kam dabei kein Lokomotivführer ums Leben. Die beiden langen Vorbauten boten einen wirksamen Schutz.
Heimberg,  Bern – Entgleisung auf Weiche
Am 4. September 1949 forderte die Entgleisung eines aus Thun kommenden Zuges bei der Einfahrweiche des Bahnhofs Heimberg der Emmental-Burgdorf-Thun-Bahn (EBT) zwei Tote und sechs Verletzte.
Maroggia,  Tessin – «Krokodil» zerstörte neue Lokomotive
Am 27. Mai 1950 stiess in Maroggia-Melano die Krokodillokomotive Ce 6/8 III 14303 frontal mit der Ae 4/6 10807 zusammen. Die noch fast neue Ae 4/6 wurde dabei zur Hälfte zerstört und deren Lokomotivführer auf der Stelle getötet.

### 1951–1960

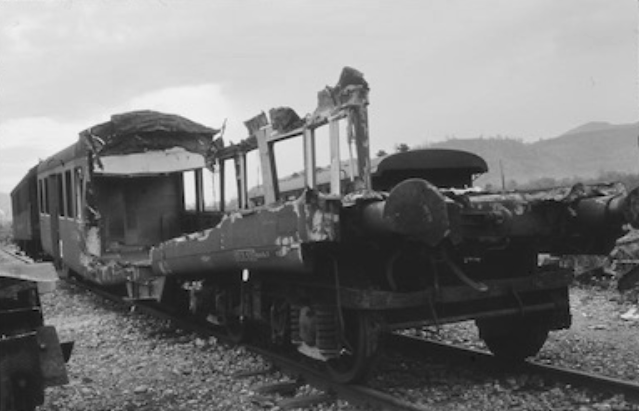
Der in Sissach zerstörte Leichtstahlwagen musste abgebrochen werden.

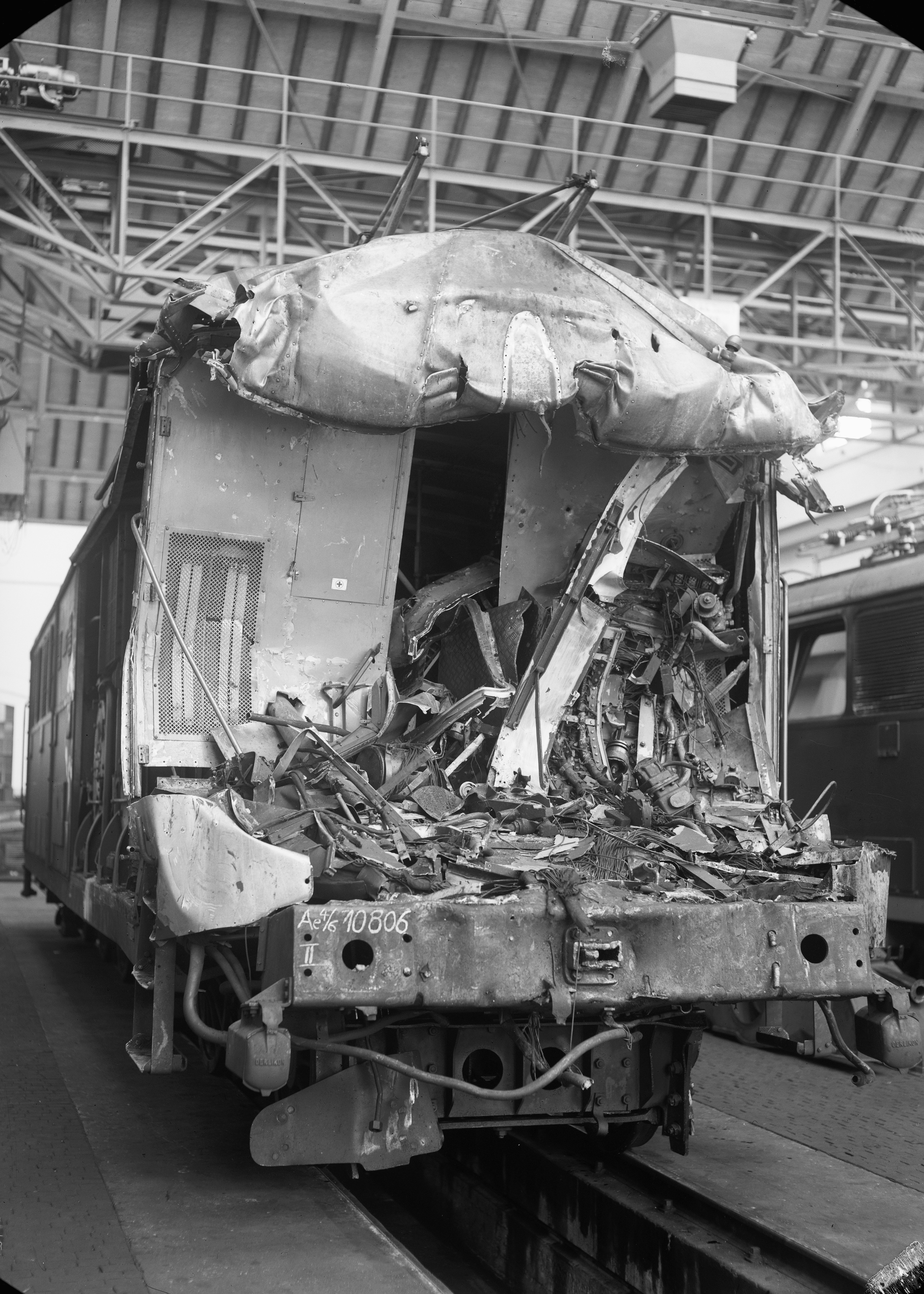
Die bei der Frontalkollision bei Claro beschädigte Ae 4/6 10806

Alp Grüm,  Graubünden – Lawine riss Zug in Tiefe
Am 3. Januar 1951 riss eine Lawine unmittelbar bei der Station Alp Grüm der Rhätischen Bahn (RhB) einen Spurpflug und den Triebwagen BCe 4/4 9 mehr als 100 Meter in die Tiefe, wobei der Bahnmeister ums Leben kam. Der Triebwagen konnte erst im Frühling geborgen werden.
Ambrì,  Tessin – Schnellzug fuhr in Lawine
Am 24. April 1951 bohrte sich der Schnellzug Zürich–Lugano in der Stalvedro-Schlucht bei Ambrì mit 75 km/h in eine niedergegangene Grundlawine. Dabei wurden Post-, Gepäck- und Speisewagen aus den Schienen gehoben und ineinander verkeilt. Im völlig eingedrückten Vorderteil des Speisewagens wurden Fahrgäste, Zugspersonal und Angestellte der Speisewagen-Gesellschaft verletzt, der Küchenchef fand den Tod. Die vier nachfolgenden Personenwagen blieben auf den Schienen stehen. Der Zug wurde von der Ae 4/7 10995 ist geführt.
Ebligen,  Bern – Kollision mit Lawine
am 20. Februar 1952 fuhr der erste Morgenzug in die in der Nacht niedergegangene Lawine ‚Bolouwi‘. Triebwagen eingedrückt, eine Person schwer, zwölf leicht verletzt.

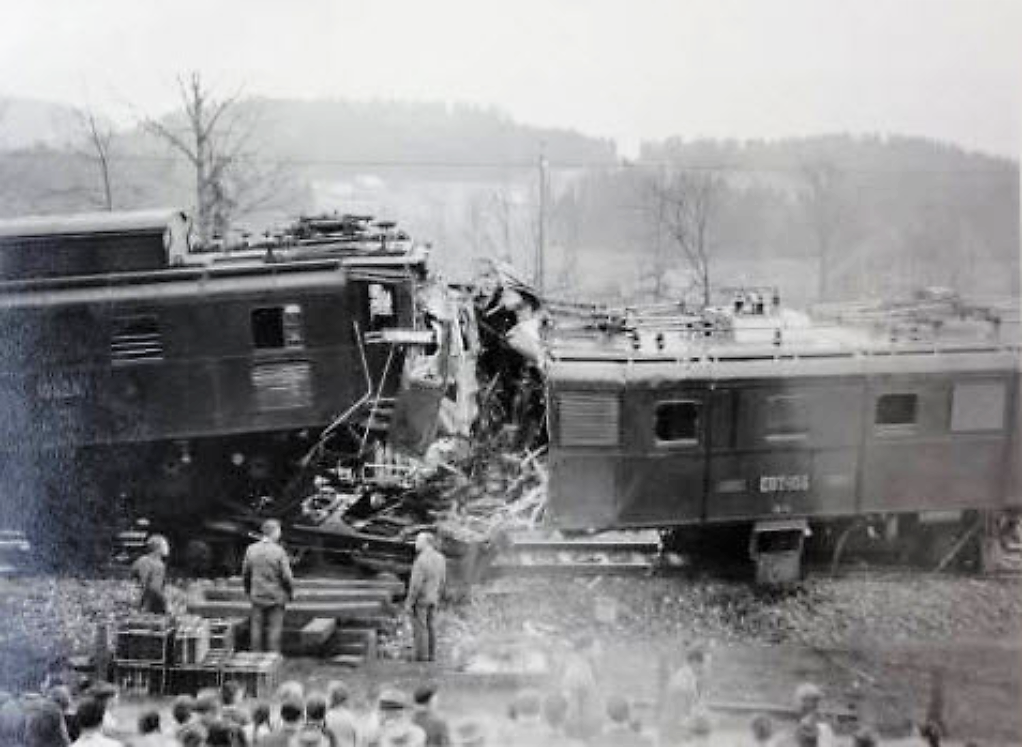
Frontalzusammenstoss bei Langnau im Emmental

Langnau im Emmental,  Bern – Frontalzusammenstoss bei schlechter Sicht
Am 21. April 1952 kam es bei der Dienststation Obermatt zwischen Emmenmatt und Langnau im Emmental zu einem Frontalzusammenstoss zwischen einem mit der Be 4/4 105 bespannten Güterzug der Emmental-Burgdorf-Thun-Bahn (EBT) und der Lokomotive Ae 3/6 II 10424 der SBB. Wegen schlechter Sicht prallten die Fahrzeuge mit voller Wucht aufeinander. Der Lokomotivführer des Güterzugs kam dabei ums Leben, sein Kollege der SBB konnte sich mit einem Sprung ab der Maschine retten. Vier Zugbegleiter wurden verletzt.
Villeneuve,  Waadt – Roter Pfeil fuhr auf stehenden Zug
Am 1. Mai 1952 prallte ein Roter Pfeil bei Villeneuve mit 70 km/h in einen leer stehenden Zug. Der Stationsbeamte in Villeneuve gab dem Extrazug die Durchfahrt frei, obwohl auf dem Stationsgeleise bereits ein Personenzug stand. Der Führer des Roten Pfeiles leitete eine Schnellbremsung ein, konnte aber die Kollision nicht mehr verhindern. Beim Unfall wurden drei Fahrgäste getötet, neun invalid und weitere 39 verletzt.
→ Abschnitt Unfälle im Artikel SBB CLe 2/4

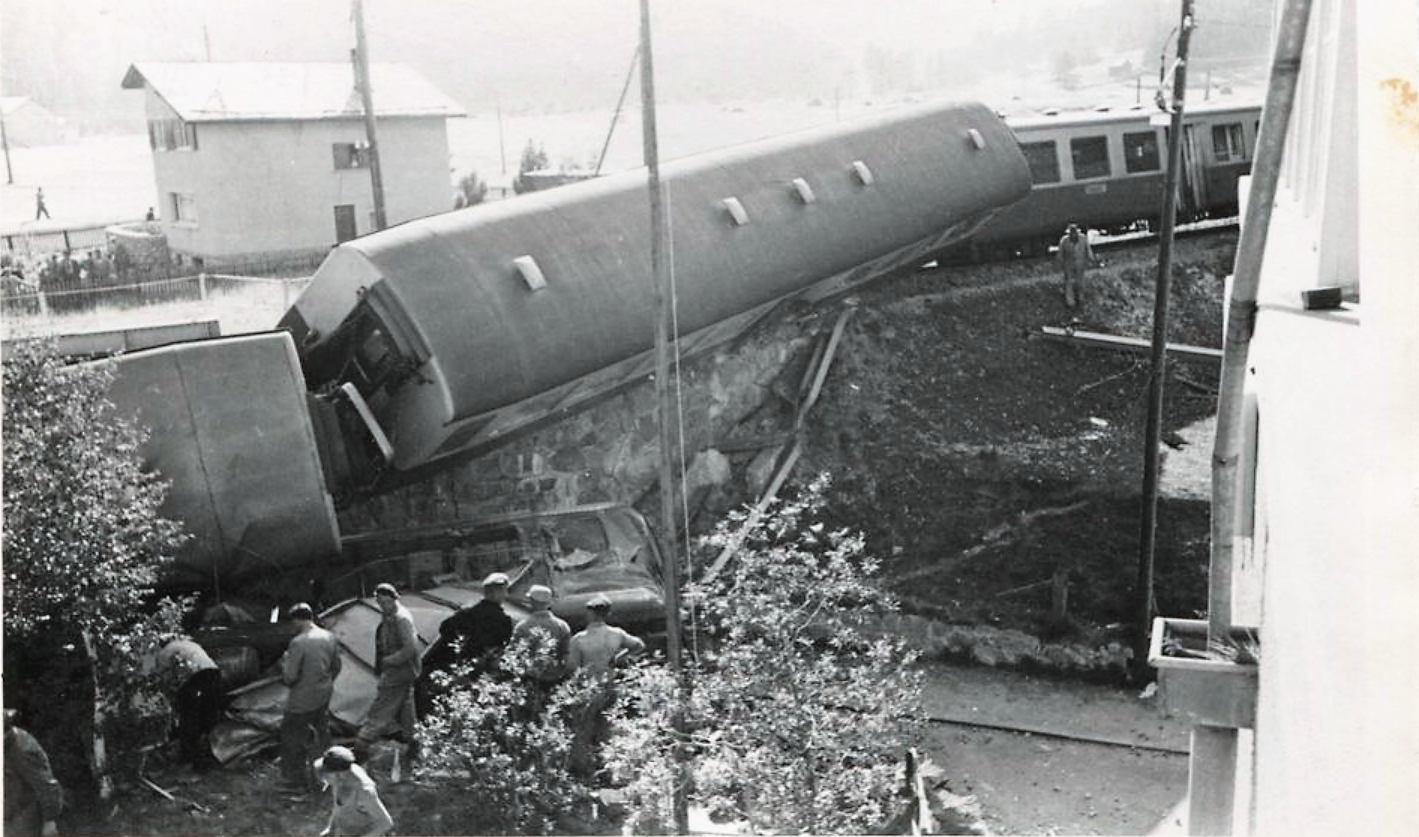
Auf die Kantonsstrasse gestürzte Wagen töteten in Bever eine Passantin.

Bever,  Graubünden – Entgleisung wegen überhöhter Geschwindigkeit
Am 1. August 1952 entgleiste ein Schnellzug der Rhätischen Bahn (RhB) mit der Ge 4/4 I 602 als Zug- und der Ge 2/4 221 als Vorspannlokomotive in der Einfahrkurve von Bever wegen überhöhter Geschwindigkeit und stürzte auf die Kantonsstrasse. Im Zug wurden zwei Personen getötet, auf der Strasse eine. 22 Passagiere erlitten ernstere Verletzungen.
Interlaken,  Bern – Viele Opfer bei Rangierunfall
Am 11. August 1952 stiess im Bahnhof Interlaken Ost wegen eines Missverständnisses eine Güterwagengruppe mit einem Personenzug der Bern-Lötschberg-Simplon-Bahn (BLS) zusammen. Trotz der relativ langsamen Geschwindigkeit wurden vier Reisende getötet und mindestens zehn schwer verletzt, da die alten Holzwagen dem Aufprall nicht standhielten.
Seuzach,  Zürich – Kollision auf Bahnübergang
Am 13. April 1953 kam es auf einem handbedienten Bahnübergang zu einer Kollision zwischen einem hängen gebliebenen Lastwagenanhänger und einem Güterzug. Die Zuglokomotive B 3/4 1349 wurde vor Ort abgebrochen.

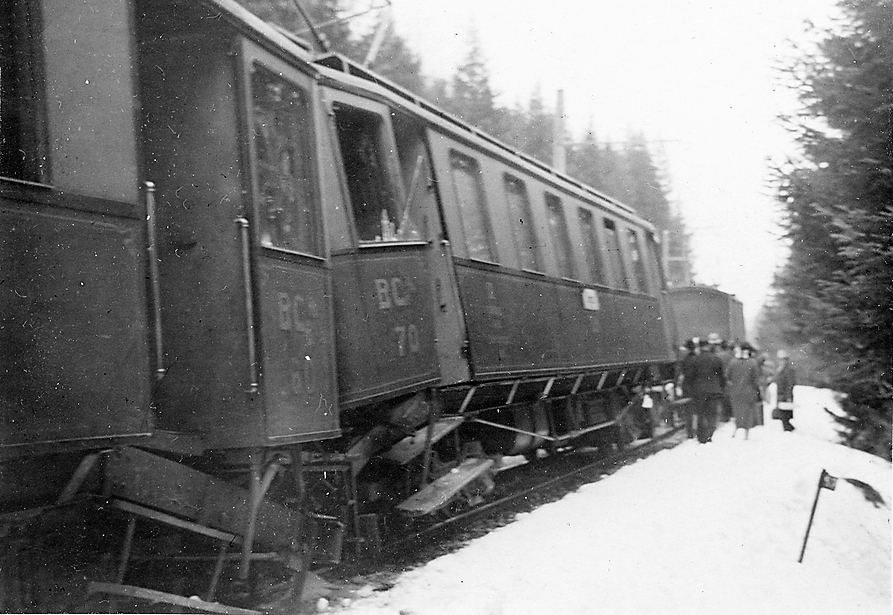
Der Personenzug der CJ hatte in Orange die Kreuzung nicht abgewartet.

Bernina,  Graubünden – Frontalkollision im Hochgebirge
Am 29. Juli 1953 fuhr ein Personenzug der Rhätischen Bahn (RhB) mit dem Triebwagen BCFe 4/4 38 kurz nach Bernina Hospiz frontal in die Ge 4/4 182, die mit einem Güterzug aus Campocologno kam. Der Triebwagenführer verstarb kurz nach dem Unfall, fünf Passagiere mussten in Spitalpflege gebracht werden. Der Stationsvorstand von Bernina Hospiz vergass den Güterzug und fertigte den Personenzug ab.
Orange,  Bern – Frontalkollision mit Dienstzug
Am 27. Oktober 1953 stiessen bei der Chemins de fer du Jura (CJ) zwischen Tramelan zwischen Tavannes ein Personenzug mit einem Dienstzug zusammen, der Eisenbahnachsen transportierte. Die herumfliegenden Achsen des von der Ge 2/2 5 gezogenen Flachwagens verletzten zwei Bahnangestellte tödlich. Der Personenzug hatte in Orange die Kreuzung nicht abgewartet. Der Ge 2/2 5 wurde 1954 abgebrochen.
Claro,  Tessin – Frontalkollision
Am 30. Mai 1954 kam es zu einer Frontalkollision im damals noch einspurigen Abschnitt der Gotthardstrecke zwischen Claro und Castiano-Arbedo. Beteiligt waren die Be 4/6 12339 und die Ae 4/6 10802.
 Wil,  St. Gallen – Dienstzug zu früh losgefahren
Am 23. Juni 1955 kollidierte bei der Frauenfeld-Wil-Bahn (FW) die Lokomotive Nr. 7 in Wil frontal mit dem Triebwagen Nr. 2. Die Lokomotive führte einen kurzfristig angesetzten Dienstzug. Wegen eines Missverständnisses fuhr der Dienstzug los, ohne den fahrplanmässigen Personenzug abzuwarten. Bei der Kollision wurden 10 Menschen verletzt, eine Frau erlag später ihren Verletzungen.
Sissach,  Basel-Landschaft – Entlaufene Wagengruppe kollidierte mit Güterzug
Am 13. März 1957 stiessen zwischen Sissach und der Haltestelle Itingen zehn in der Station Gelterkinden entlaufene Personenwagen mit einem Güterzug zusammen. Zwei Bahnbeamte wurden leicht verletzt, es entstand hoher Sachschaden. Die Lokomotive des Güterzugs, die Ae 6/6 11407, wurde repariert.
Lachen,  Schwyz – Personenzug fuhr auf bremsenden Schnellzug auf
Am 6. August 1957 fuhr zwischen Lachen und Altendorf ein Personenzug auf einen auf offener Strecke stehenden Schnellzug auf, der nach Chur unterwegs war. Der Schnellzug musste eine Schnellbremsung durchführen, da das Signal unmittelbar vor der Durchfahrt auf Halt gestellt worden war. 36 Personen wurden verletzt.
Gland,  Waadt – Zugsicherungsmagnet verursachte Entgleisung
Obwohl es das Ziel der Zugsicherung Integra-Signum ist, Unfälle zu vermeiden, führte am 15. September 1959 ein herabgefallener Integra-Signum-Fahrzeugmagnet zu einem Unfall. Der Zugsicherungsmagnet eines RBe 4/4 verursachte bei einem Niveauübergang in der Nähe von Gland die Entgleisung eines mit 125 km/h fahrenden Städteschnellzuges St. Gallen–Genf. Glücklicherweise wurde nur eine Person verletzt.

### 1961–1970
Alp Grüm,  Graubünden – Schneerutsch erfasst Bahnpersonal
In der Nacht vom 6. auf den 7. März 1962 blieb ein Zug der Rhätischen Bahn (RhB) oberhalb Alp Grüm in einem starken Sturm stecken. Bei den Hilfeleistungen kamen der Bahnmeister und ein Vorarbeiter in einem Schneerutsch ums Leben.

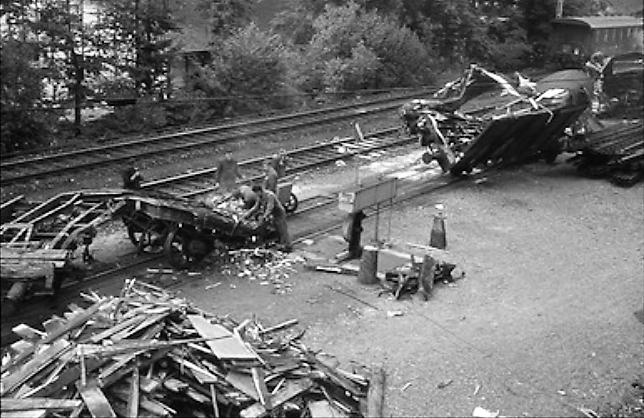
Trümmer der in Schönenwerd verunfallten Güterwagen

Schönenwerd,  Solothurn – Sonderzug fuhr in letzten Wagen eines Güterzugs
Am 24. August 1962 kollidierte im Bahnhof Schönenwerd ein Agenturzug Basel–Aarau–Arth-Goldau–Chiasso mit den letzten Wagen eines ausfahrenden Güterzugs. Zwei Personen starben, zwei wurden verletzt.
Winterthur,  Zürich – Kollision
Am 15. August 1964 stiess zwischen Pfungen und Wülflingen ein aus Basel kommender Güterzug auf eine auf der Strecke stehende Baudienstkomposition. Zwei der vier Schotterwagen wurden ineinander geschoben, die Lokomotive und acht Wagen des Güterzuges entgleisten. Gleise und Fahrleitung wurden auf rund 300 Meter beschädigt. Die dabei stark beschädigte Ae 6/6 11418 wurde wieder instandgestellt.
Gletsch,  Wallis – Lawinenunfall
Am 16. Mai 1965 wurde Dampflokomotive HG 3/4 Nr. 10 der Furka-Oberalp-Bahn bei Schneeräumarbeiten oberhalb von Gletsch durch eine Lawine erfasst und ins Tal geschleudert. Zwei Eisenbahner und ein begleitender Fotograf wurden getötet.
Saint-Légier,  Waadt – Entgleisung
Am 24. August 1966 entgleiste bei Saint-Légier ein nach Blonay fahrender Zug der Chemins de fer électriques Veveysans (CEV) wegen einer auf einer Schiene liegenden Schwellenschraube. 15 Personen wurden verletzt.

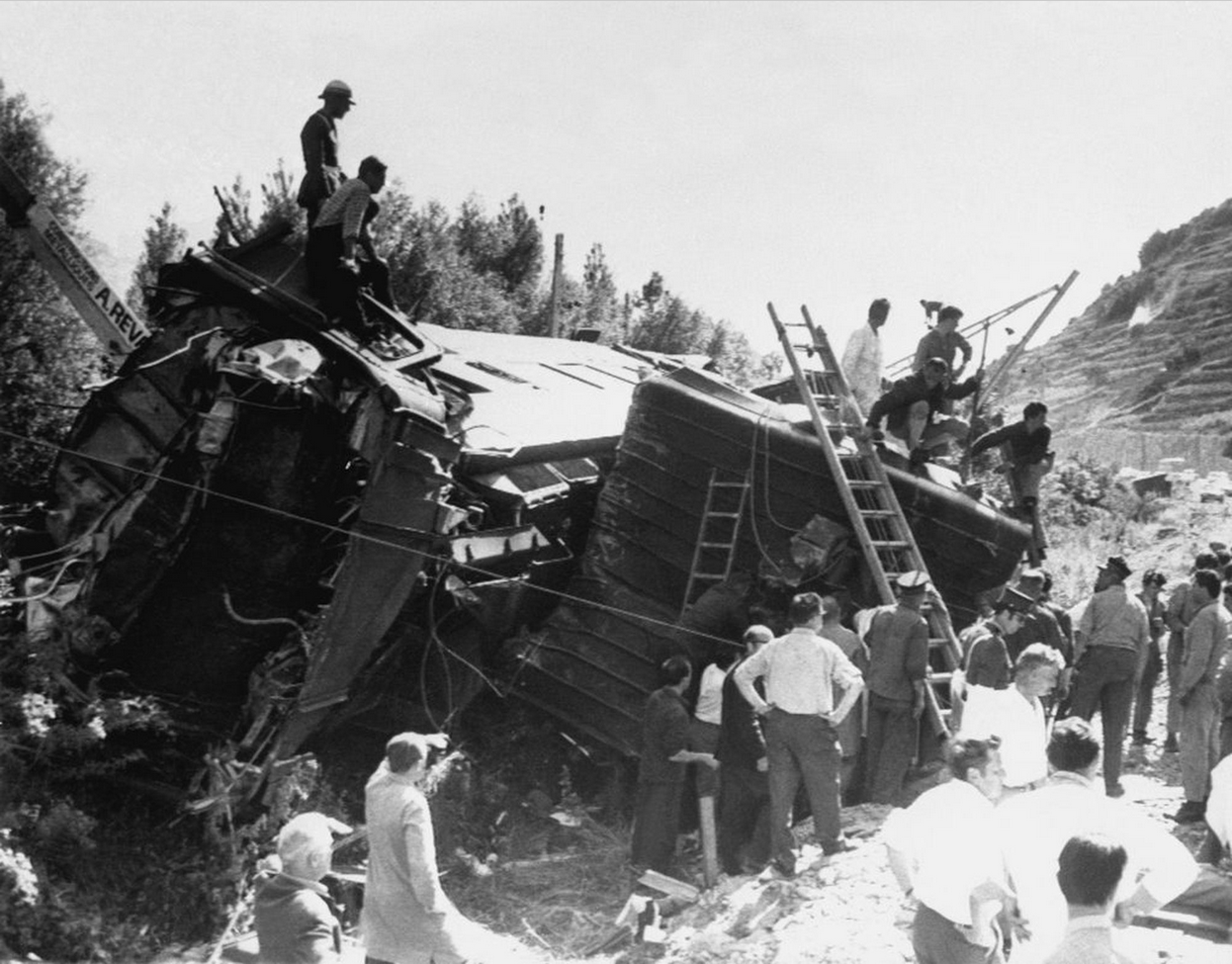
Beim Eisenbahnunfall von St-Léonard am 24. Juni 1968 wurde ein RBe 4/4 praktisch vollständig zerstört. Der Triebwagen Nr. 1426 erhielt einen neuen Wagenkasten und wurde wieder aufgebaut.
Der am 31. Oktober 1972 in St-Triphon ausgebrannte RBe 4/4 1419 wurde hingegen abgebrochen.

Zollikerberg,  Zürich – Auffahrunfall nach Geisterfahrt
Am 24. Oktober 1967 rollte infolge Fehlmanipulation beim Rangieren ein führerloser Steuerwagen der Forchbahn vom Depot Forch Richtung Zürich. Nach 6 km Irrfahrt in leicht fallendem Gelände fuhr der Steuerwagen auf einen stehenden Zug mit rund 80 Passagieren auf.
Bollement,
Am 16. April 1968 stürzten beim Tunnel Bollement mehrere Kubikmeter Gestein auf das Bahngeleise der Chemins de fer du Jura (CJ). Ein von Saignelégier nach Glovelier fahrender Zug fuhr in den Schutt und entgleiste, wobei sich zwölf Personen verletzten.
Gotthardtunnel,  Uri und  Tessin – Entgleisung durch Raddefekt
Am 29. April 1968 wurde bei Kilometer 10 im Gotthardtunnel ein wegen eines Raddefekts entgleister Personenzug von einem entgegenkommenden Autozug touchiert. Mehrere Fahrgäste des Personenzugs wurden verletzt. 30 Autos wurden beschädigt, deren Insassen blieben aber unverletzt.
St-Léonard,  Wallis – Folgenschwere Frontalkollision auf Sonderfahrt
Am 24. Juni 1968 kollidierte ein Extrazug mit rund 300 Mitgliedern der Landwirtschaftlichen Genossenschaft Reiden in voller Fahrt bei St-Léonard mit einem entgegenkommenden Güterzug. In den zum Teil fast vollständig zerstörten Fahrzeugen starben 13 Menschen, 103 wurden verletzt. Nach dem Unglück wurde die Zugsicherung Integra-Signum mit der Haltauswertung ergänzt.

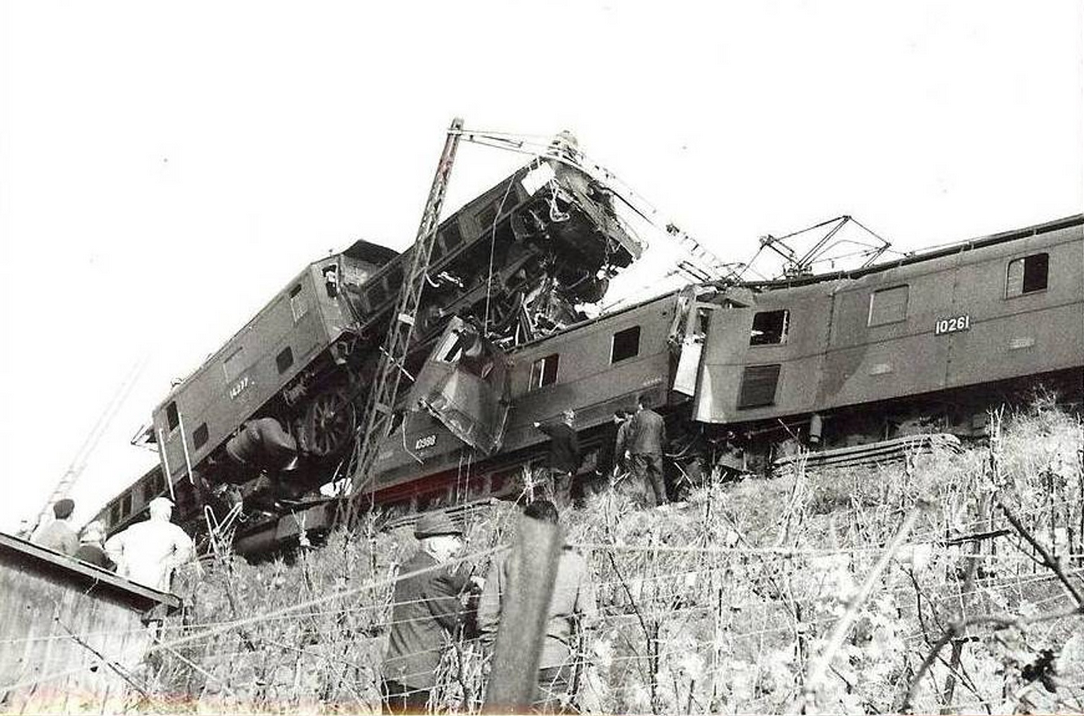
Bei der Kollision von Grandvaux wurde die SBB Ce 6/8 II aufgebäumt.

Grandvaux,  Waadt – Frontalkollision bei Einspurbetrieb
Am 12. November 1968 prallte bei Grandvaux ein Personenzug mit der Ae 3/6 III 10261 in einen entgegenkommenden Nahgüterzug, der mit der Ae 4/7 10988 und der Ce 6/8 II 14277 bespannt war. Auf der Strecke war vorübergehend Einspurbetrieb eingerichtet. Durch die heftige Kollision wurde das Krokodil Ce 6/8 II regelrecht aufgebäumt. Ein Lokomotivführer verlor dabei sein Leben, ein weiterer Lokomotivführer und ein Wagenvisiteur wurden verletzt. Die Ae 4/7 wurde als einzige Lokomotive repariert.
Galmiz,  Freiburg – Kollision auf Niveauübergang mit Lastwagen
Am 21. April 1969 kollidierte ein von Lyss nach Lausanne verkehrender Personenzug auf einem Niveauübergang bei Galmiz mit einem beladenen Langholzlastwagen. Der Unfall forderte fünf Menschenleben. Er war auf Unachtsamkeit des Lastwagenchauffeurs zurückzuführen, die Signalisationsanlage funktionierte einwandfrei.
Saint-Maurice,  Wallis – Entgleisung wegen Achsbruches
Am 26. Juni 1969 führte bei Saint-Maurice ein Achsbruch zur Entgleisung mehrerer Wagen eines Güterzugs. Der Unfall forderte ein Todesopfer.
Vevey,  Waadt – Frontalkollision
Am 7. Juli 1970 ereignete sich bei der Chemins de fer électriques Veveysans (CEV) unweit der Station Clies eine Frontalkollision zweier Triebwagen, bei der 40 Personen verletzt wurden. Die beiden Züge hätten sich in Clies kreuzen sollen.

### 1971–1980

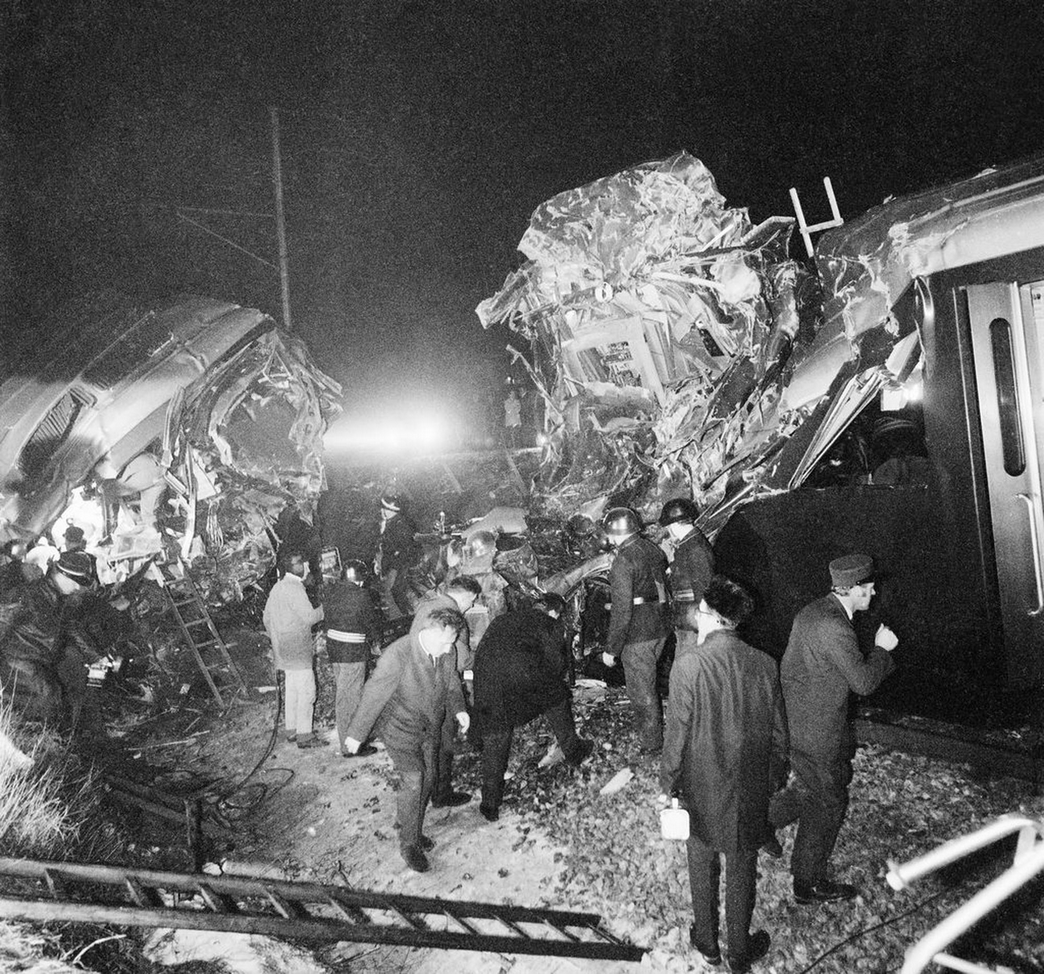
Die RABDe 12/12 waren in viele Unfälle verwickelt. Am 18. Januar 1971 stiessen in Herrliberg-Feldmeilen zwei „Mirage“ zusammen (Bild oben). Nur 10 Wochen später kam es in Uerikon zu einer zweiten Frontalkollision. Am 12. September 1982 erfasste der RABDe 12/12 1106 in Pfäffikon ZH einen Reisebus.

Herrliberg,  Zürich – Zusammenstoss wegen defekter WeicheAm 18. Januar 1971 prallten in der Station Herrliberg-Feldmeilen die zwei Goldküstenexpress-Züge RABDe 12/12 1109 und 1119 wegen einer defekten Weiche und Fehlern von Stationsbeamten zusammen. Beim Unfall verstarben sechs Personen, 17 wurden verwundet.
Uerikon,  Zürich – Kollision wegen überfahrenen Signals
Am 25. März 1971 stiessen die RABDe 12/12 1113 und 1117 bei der Ausfahrt in Uerikon zusammen, weil einer der Triebfahrzeugführer ein geschlossenes Ausfahrsignal überfuhr. Die Kollision forderte 16 Verletzte. Nach dem Unfall bauten die SBB vermehrt vom Ausfahrsignal abhängige Abfahrbefehlsanlagen ein.
Simplontunnel,  Wallis – Entgleisung in Tunnelstation
Am 28. August 1971 fuhr ein Zug in der Mitte des Simplontunnels mit 100 km/h über eine nur mit 50 km/h befahrbare Weiche. Die hinteren Wagen entgleisten, kippten zur Seite und schlugen an der Tunnelwand auf. Die Entgleisung forderte fünf Tote und 29 Verletzte.
Rupperswil,  Aargau – Güterzug überfuhr geschlossenes Signal
Am 7. September 1972 missachtete der Lokomotivführer der Ae 4/7 10916 beim Bahnhof Rupperswil ein Signal und stiess frontal in den Steuerwagen eines Personenzugs. Der Unfall forderte zwei Todesopfer und neun Verletzte.
St-Triphon,  Waadt – Zusammenstoss verursachte Grossbrand
Am 31. Oktober 1972 kollidierte der Triebwagen RBe 4/4 1419 mit zwei Erstklass- und einigen Zweitklasswagen in St-Triphon mit einer Rangierkomposition. Eine falsch gestellte Weiche verursachte den Zusammenstoss mit den abgestellten Kesselwagen der ortsansässigen Raffinerie. Dank der geringen Geschwindigkeit waren die Schäden des Unfalls zunächst gering. Durch die aufgeschlitzten Kesselwagen trat jedoch Treibstoff aus, der sich entzündete und sich zu einem Grossbrand entwickelte. Der Triebfahrzeugführer und die drei sich im Triebwagen befindlichen Reisenden kamen in den Flammen um. Die Passagiere aus den beiden ebenfalls ausgebrannten Erstklasswagen konnten sich retten.
Saint-Prex,  Waadt – Entgleiste Güterwagen prallten in Personenzug
Am 29. August 1973 entgleisten im Bahnhof Saint-Prex zwölf Wagen eines Güterzuges, der Aluminium nach Chippis transportierte. Dabei kam es zur Kollision mit einem im Bahnhof stehenden Personenzug Lausanne–Genf. Sieben Fahrgäste wurden verletzt.

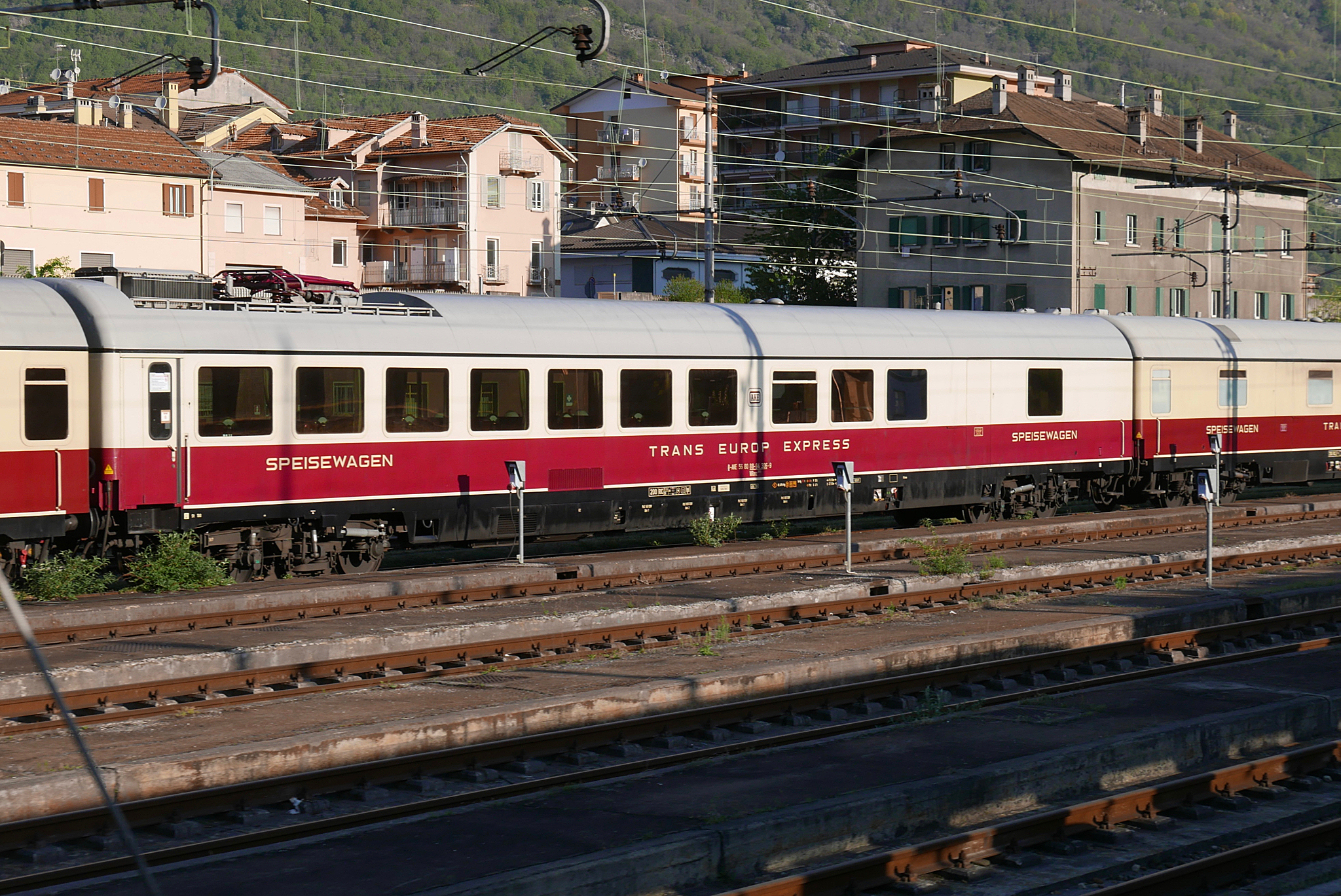
DB-Wagen des Typs WRmz. Ein solcher fast neuer Speisewagen wurde in Choindez vollständig zerstört.

Choindez,  Jura – Speisewagen prallte gegen Felsen
Als am 26. März 1974 der Schnellzug Cerbère–Genf–Basel–Hamburg in Choindez eine Weiche passierte, wurde das erste Drehgestell des Speisewagens auf das linke und das zweite auf das rechte Streckengeleise der Doppelspur gelenkt. Der Speisewagen rollte so einen Kilometer auf beiden Geleisen weiter und passierte den kurzen doppelspurigen Tunnel Choindez I. Bei den beiden parallelen einspurigen Tunnel Choindez II und III prallte der Speisewagen gegen den Felsen, wobei zwei deutsche Staatsangehörige und ein Schweizer starben und 27 Personen verletzt wurden. Der Schaden betrug über eine Million Franken. Unfallursache war die zu früh umgelegte Weiche für einen Gegenzug – der Schnellzug fuhr nur mit 55 statt 80 km/h. Wegen Schweissarbeiten waren die Gleisfreimeldeanlage und der Streckenblock in Choindez Seite Biel ausser Betrieb.
Küblis,  Graubünden – Entgleisung infolge Hochwassers

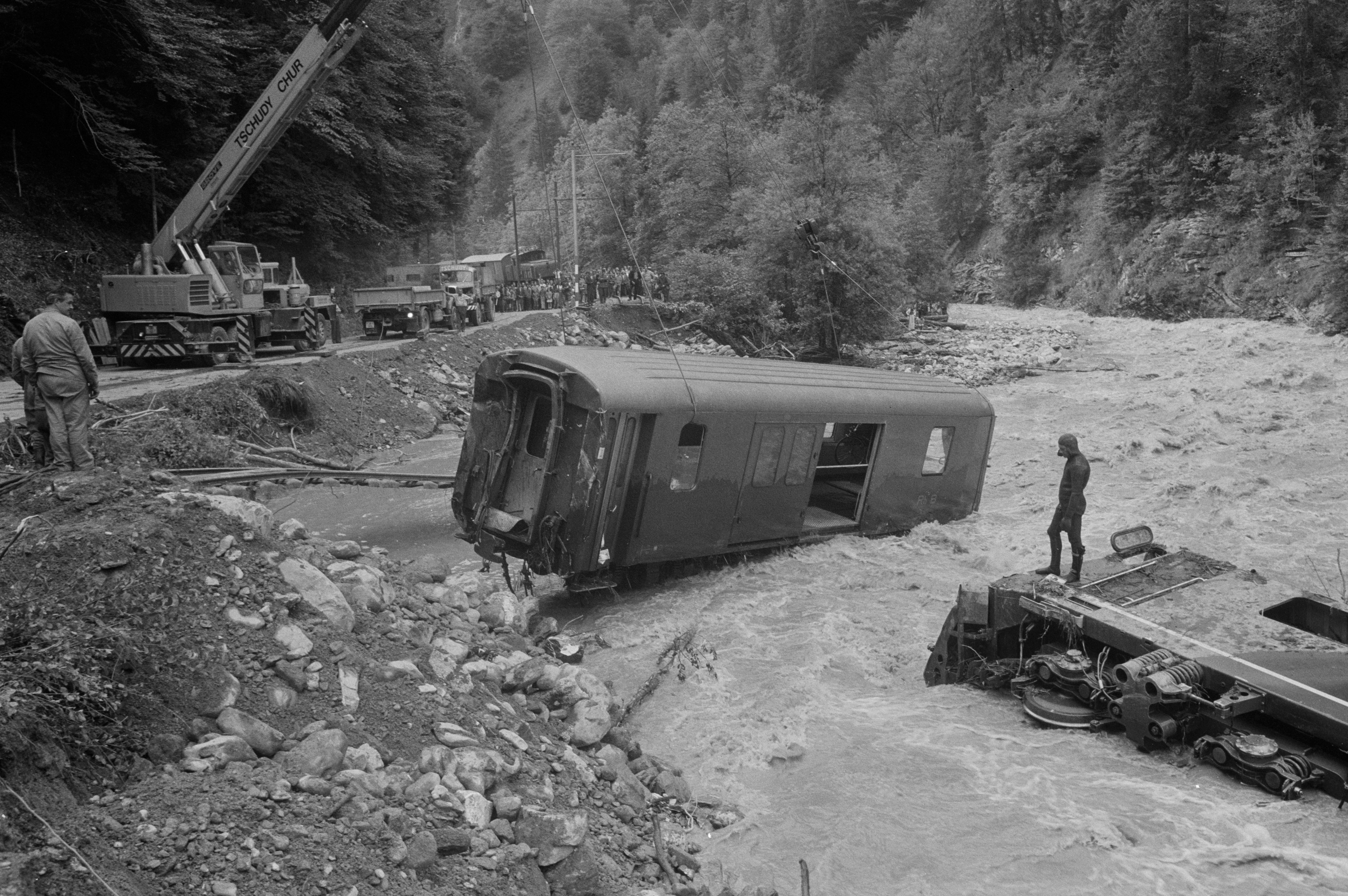
Bergung des RhB-Gepäckwagens, der am 18. Juli 1975 in die Landquart stürzte.

Am Abend des 18. Juli 1975 entgleiste zwischen Fideris und Küblis ein Schnellzug der Rhätischen Bahn (RhB). Die nach heftigem Gewitterregen Hochwasser führende Landquart hatte das Gleis unterspült. Der Lokführer kam ums Leben, die 16 Reisenden blieben unverletzt.
Landquart,  Graubünden – Kollision bei Versuchsfahrt
Am 30. Oktober 1975 stiess im Bahnhof Landquart ein Schlafwagenzug, mit dem die SBB zwischen Chur und Landquart Bremsversuchsfahrten für die Deutsche Bundesbahn (DB) unternahmen, mit einem aus Tankwagen bestehenden Güterzug zusammen. Der Unfall forderte ein Menschenleben. Nach dem Umfahren des Versuchszuges in Chur wurde der Hahn der Bremsleitung nicht geöffnet, keine Bremsprobe gemacht. Wegen eines Missverständnisses wurde das Einfahrsignal für den Versuchszug auf Rot gestellt, obwohl die Bremskraft für einen Halt nicht ausreichte. Die erst zwei Jahre alte Lokomotive Re 4/4 II 11282 des Versuchszugs brannte aus und musste abgebrochen werden.
Yverdon,  Waadt – Frontalkollision bei Schmalspurbahn
Am 14. Februar 1976 kollidierten zwei Triebwagen der Chemin de fer Yverdon–Ste-Croix (YsteC) zwischen Essert-sous-Champvent und Valeyres-sous-Montagny mit etwa 50 km/h frontal. Sieben Personen kamen ums Leben und 40 weitere wurden verletzt. Die beiden Züge hätten in Essert-sous-Champvent kreuzen sollen. Die Schmalspurstrecke war nicht mit Streckenblock ausgerüstet.

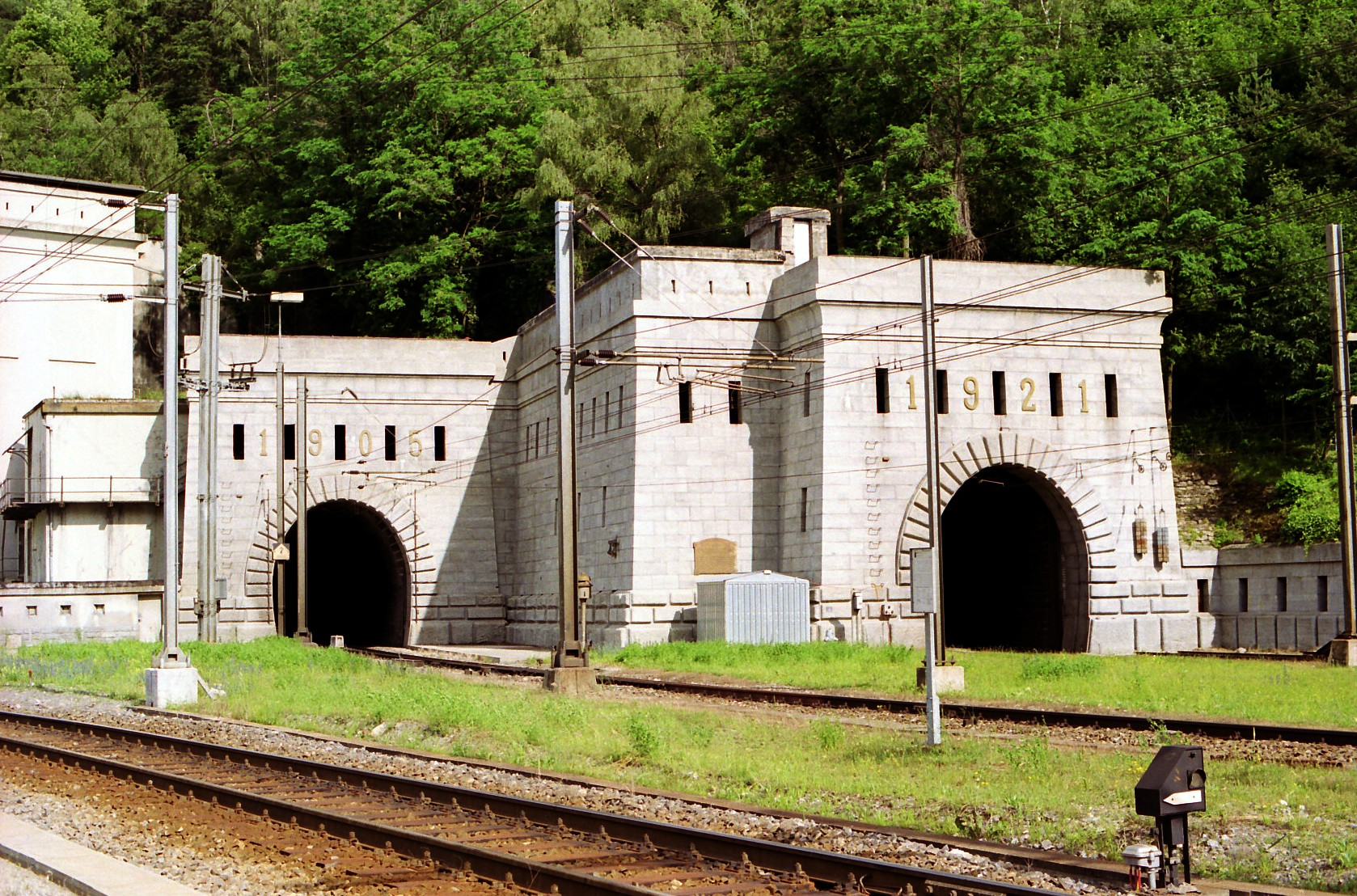
Am 23. Juli 1976 entgleiste beim nördlichen Ausgang des Simplontunnels ein internationaler Schnellzug.

Brig,  Wallis – Entgleisung wegen überhöhter Geschwindigkeit
Am 23. Juli 1976 verunfallte der Riviera-Express Ventimiglia–Amsterdam/–Dortmund in der Kurve beim Ausgang des Simplontunnels wegen überhöhter Geschwindigkeit. Die Lokomotive Re 6/6 11640 entgleiste, kippte zur Seite und streifte an der Tunnelwand entlang. Dadurch versperrte sie den nachfolgenden Wagen den Weg. Der Unfall kostete sechs Menschenleben. Die Re 6/6 wurde repariert und erhielt einen neuen Kasten.
Der Streckenabschnitt wurde mit einer Geschwindigkeitsüberwachung ausgerüstet, die mit Hilfe der Zugsicherung Integra-Signum realisiert wurde.
Dietikon,  Zürich – Lok überfuhr Gleisarbeiter
Am 8. September 1976 überfuhr eine Lokomotive bei Dietikon eine Gruppe von Gleisarbeitern, wobei sechs Angestellte verstarben.
Schmitten,  Freiburg – «Roter Pfeil» kollidierte mit Güterzug
Am 30. Januar 1977 forderte die Kollision des nach Zürich fahrenden Roten Pfeils RAe 4/8 1022 mit einem rangierenden Güterzug einen Toten und 16 Verletzte.
Zollikerberg,  Zürich – Frontalkollision
Am 22. März 1977 entgleiste eine Komposition der Forchbahn unterhalb der Haltestelle Waldburg. Auf dem verbliebenen zweiten Gleis zwischen Rehalp und Zollikerberg wurde Einbahnverkehr eingerichtet – telefonisch koordiniert, mangels Zugfunks. Irrtümlich erhielten zwei Kompositionen freie Fahrt ab Rehalp und Zollikerberg. Die Kollision forderte ein Todesopfer. In der Folge wurde 1978 der Betriebsfunk eingeführt
Niedergesteln,  Wallis – Lawinenunfall
Am 2. Februar 1978 fuhr der Schnellzug 385 Brig–Spiez–Bern der Bern-Lötschberg-Simplon-Bahn (BLS) in eine Lawine, die im Tal des Ijolibachs abgegangen war und die Ausfahrt des Blasbodentunnels weitgehend verschüttet hatte. Die führende Lokomotive Re 4/4 Nr. 161 entgleiste und stürzte von der Ijolibachbrücke ins Tal. Die drei folgenden Wagen entgleisten ebenfalls, der der Lokomotive folgende Wagen knickte und blieb in einer absturzgefährdeter Position auf der Brücke liegen. Der Lokomotivführer und mindestens ein Fahrgast wurden verletzt.
Vaumarcus,  Neuenburg – Auffahrunfall
Am 8. Dezember 1978 verlor bei Vaumarcus ein Lokomotivführer sein Leben, der mit einem Güterzug auf einen vor einem Signal stehenden anderen Güterzug auffuhr. Es entstand grosser Sachschaden, die Lokomotive Re 4/4 II 11172 des zweiten Zuges wurde abgebrochen. Aus zwei Wagen flossen rund 100 000 Liter flüssiges Bitumen aus und gelangte teilweise in den Neuenburgersee.
Littau,  Luzern – Zusammenstoss
Am 30. August 1979 stiess bei Littau ein von einer Ae 4/7 gezogener Zug in eine Komposition mit dem RBe 4/4 1461. Acht Personen verletzten sich. Die Ae 4/7 10965 wurde abgebrochen.
Bern,  Bern – Regionalzug kollidierte mit Lokomotive
Am 12. Februar 1980 fuhr ein aus Biel kommender Regionalzug zwischen Bern Wylerfeld und Bern Löchligut in eine allein fahrende Lokomotive. Beide Triebfahrzeugführer wurden getötet, 18 Passagiere verletzt.

### 1981–1990
Othmarsingen,  Aargau – Güterzug rammte Ferienzug
Am 18. Juli 1982 wurden bei der Kollision eines Güterzugs mit einem Nachtschnellzug Dortmund–Rimini bei Othmarsingen sechs Personen getötet und rund hundert verletzt.
Pfäffikon ZH,  Zürich – Unfall auf Bahnübergang
Am 12. September 1982 wurde ein mit deutschen Reisenden besetzter Reisebus auf einem handbedienten Bahnübergang in Pfäffikon ZH vom verspäteten Triebzug RABDe 12/12 1106 erfasst. 39 Passagiere des Busses kamen ums Leben. Die Barrierenwärterin hatte den Bahnübergang irrtümlich bereits wieder geöffnet.
Nach dem Unfall leiteten die SBB die Sanierung von Bahnübergängen ein, womit die handbedienten Barrieren verschwanden.
Bern,  Bern – Entgleisung wegen überhöhter Geschwindigkeit
Am 29. September 1982 versuchte der Lokomotivführer eines Schnellzug Olten–Genf eine Verspätung herauszufahren. Bei der Ausfahrt aus dem Bahnhof Bern fuhr er mit 120 statt 40 km/h über eine Weiche in ablenkender Stellung. Die Entgleisung forderte 15 Verletzte. Das üblicherweise benutzte Geleise, auf dem eine Geschwindigkeit von 140 km/h erlaubt gewesen wäre, war wegen Fahrleitungsarbeiten nicht benutzbar.
 Martigny,  Wallis – Frontalzusammenstoss
Am 1. September 1984 stiessen zwei Züge der Chemin de fer Martigny–Orsières (MO) bei Martigny-Bourg frontal zusammen. Der Zugführer gab dem Richtung Orsières fahrenden Zug trotz geschlossenem Ausfahrsignal den Abfahrbefehl. Der Triebfahrzeugführer und fünf Passagiere waren auf der Stelle tot, 30 Personen wurden verletzt.
Deisswil,  Bern – Zusammenstoss zwei Schmalspurzüge
Am 26. April 1985 starben vier Menschen beim Zusammenstoss zweier Züge des Regionalverkehrs Bern-Solothurn (RBS) bei Deisswil, 16 Personen wurden verletzt. Ein Zug aus Bern hat die Kreuzung des Gegenzuges aus Worb nicht abgewartet. Nach dem Unfall wurde mit grossem Aufwand das Zugsicherungssystem ZSL 90 entwickelt.
Bussigny,  Waadt – Regionalzug prallte in Lokomotiven
Am 14. September 1985 kollidierte in Bussigny, zwischen Renens und Denges, ein Regionalzug Lausanne–Genf mit beiden vielfachgesteuerten Lokomotiven Ae 4/7 10940 und 11011. Die Re 4/4 II 11312 des Regionalzugs überfuhr ein geschlossenes Signal. Bei der Kollision verloren fünf Menschen das Leben, 56 wurden verletzt. Alle drei Lokomotiven kippten beim Unfall zur Seite und wurden so schwer beschädigt, dass sie nicht mehr zu reparieren waren.
Genf,  Genf – Vorortszug fuhr in Prellbock
Am 18. Februar 1987 prallte ein aus La Plaine gekommener BDe-4/4-II-Pendelzug im Bahnhof Genève-Cornavin in einen Prellbock. 16 Personen wurden verletzt.
Liestal,  Basel-Landschaft – Frontalkollision bei Schmalspurbahn
Am 24. August 1988 starben bei einer Frontalkollision zweier Züge der Waldenburgerbahn (WB) in Liestal zwei Menschen, 14 weitere wurden verletzt. Zwei Züge stiessen unterhalb der Haltestelle Altmarkt auf offener Strecke zusammen.

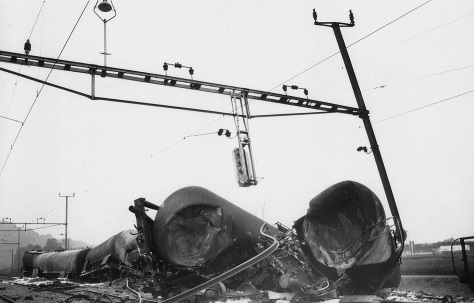
Ausgebrannte Zisternenwagen nach dem Zugsunglück in Au SG.

Au,  St. Gallen – Entgleisung eines Kerosin-Güterzuges
Am 19. September 1988 entgleisten unmittelbar nach dem Ausfahrsignal des Bahnhofs Au SG acht mit Kerosin beladene Kesselwagen eines Richtung St. Margrethen fahrenden Güterzugs. Dabei geriet ein Teil des Kerosins in Brand, und eine grosse Menge ergoss sich in den Binnenkanal und trieb brennend kanalabwärts. Ursache der Entgleisung war der Nabenbruch eines überhitzten Wagenrades.

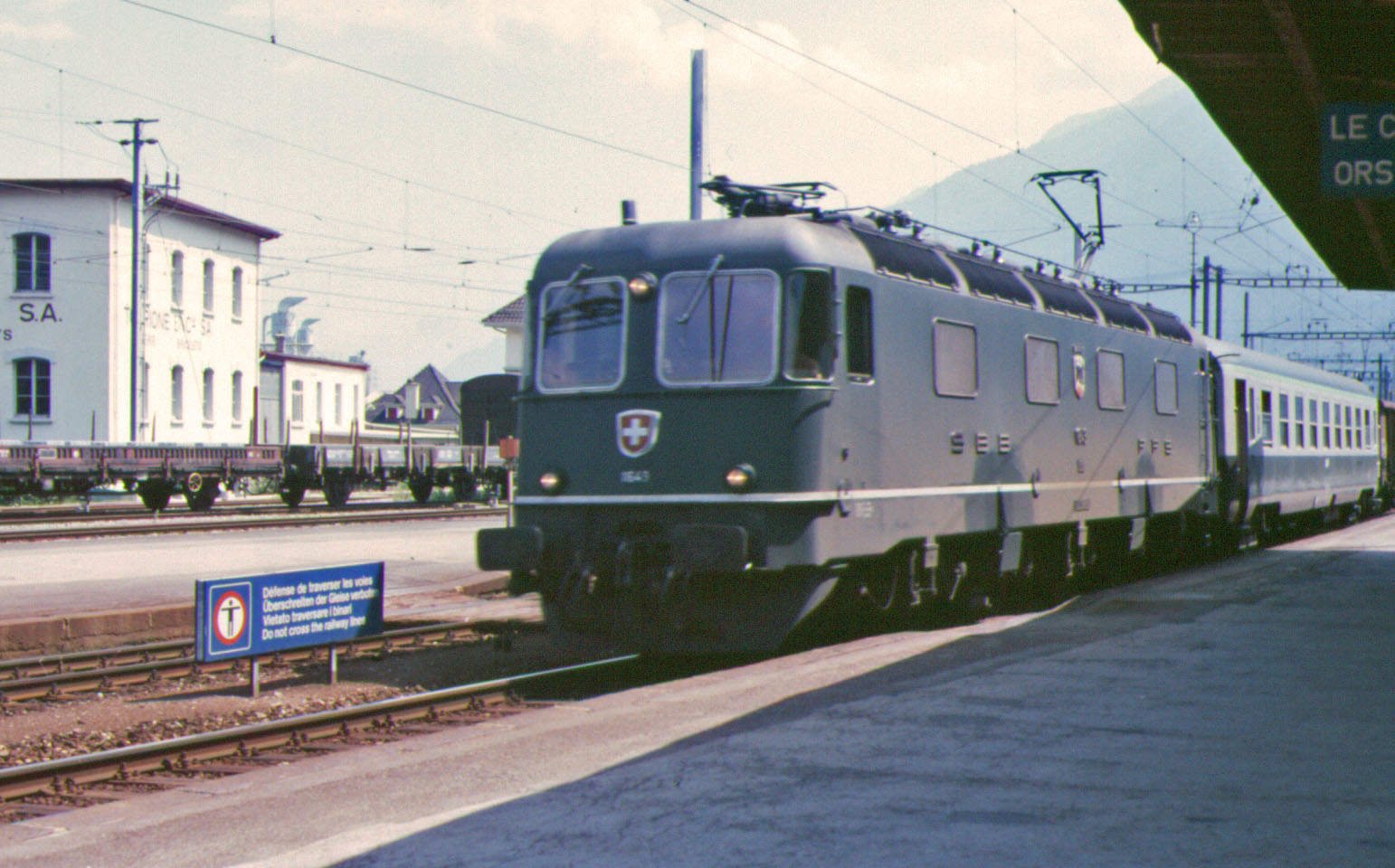
Lokomotive Re 6/6 mit internationalem Schnellzug in Martigny. Nr. 11638 wurde am 16. Februar 1990 in Saxon vollständig zerstört.

Saxon,  Wallis – Eurocity fuhr auf Bauzug
Am 16. Februar 1990 fuhr der von der Re 6/6 11638 gezogene Eurocity „Galilei“ Mailand–Paris im Bahnhof von Saxon mit 140 km/h auf ein vergessenes Baudienstfahrzeug auf. Durch die Gewalt des Aufpralls wurden die Wagen hinter der schwer beschädigten Lokomotive zusammengeschachtelt. Beim Unfall kamen drei Menschen ums Leben, 12 weitere wurden verletzt. Die kaum mehr erkennbare Lokomotive musste abgebrochen werden.
Oberalp,  Uri – Orkan wirft Glacier-Express um
Am 27. Februar 1990 blieb der Glacier-Express bei der Einfahrt in den Bahnhof Oberalp der Furka-Oberalp-Bahn (FO) stehen, weil der Orkan Vivian an mehreren Stellen die Fahrleitung herunterriss. Nach rund vier Stunden Stillstand warf eine Böe den über 100 Tonnen schweren Zug mit Ausnahme der Lokomotive zur Seite. Ernsthaft verletzt wurde glücklicherweise niemand.

### 1991–2000

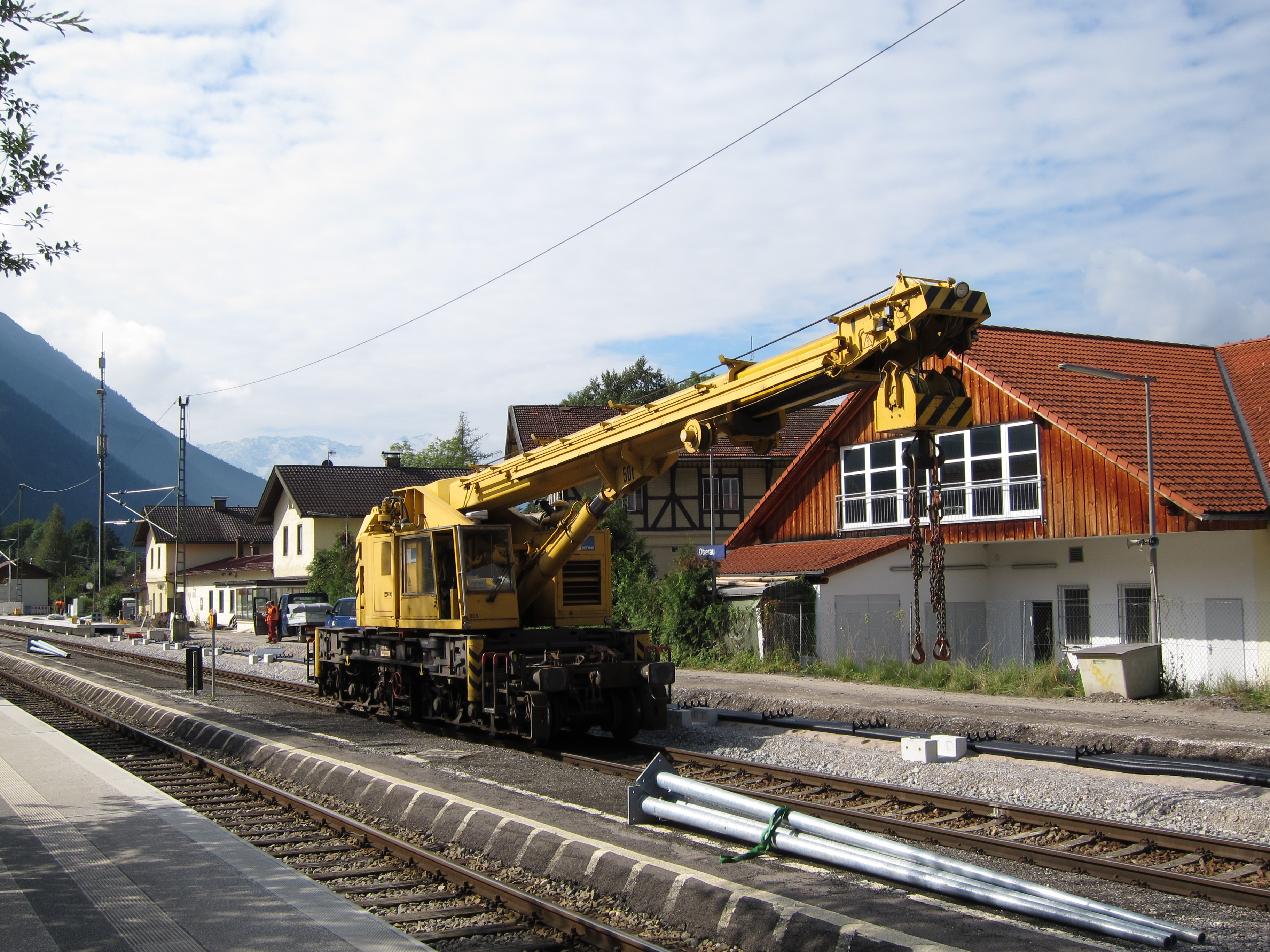
Schienenkran bei der Arbeit. Am 21. März 1994 war in Däniken der hintere Teil eines Krans bei einem Schwenk in das Lichtraumprofil eines vorbeifahrenden Zuges geraten.

Stein,  Aargau – Grossbrand nach Entgleisung eines Benzinzuges
Am 4. Januar 1991 entgleisten wegen eines Radbruchs im Bahnhof Stein-Säckingen bei einem durchfahrenden Blockzug 8 von 14 Zisternenwagen, die je 85'000 Liter Benzin transportierten. Dabei schlugen einige Wagen leck und es kam zu einem Grossbrand, der erst nach 14 Stunden gelöscht werden konnte. Dieser Unfall forderte zwar keine Toten oder Schwerverletzte, gehört aber zu den schwersten Gefahrgutunfällen in der Neuzeit bei den Schweizer Eisenbahnen.
Zürich,  Zürich – S-Bahn brannte im Tunnel
Am 16. April 1991 geriet ein aus zwei RBe-4/4-Pendelzügen bestehender S-Bahnzug im Hirschengrabentunnel zwischen Zürich Hauptbahnhof und Zürich Stadelhofen in Brand. Der Zug war mit rund 140 Fahrgästen besetzt. 58 Personen wurden verletzt.
→ Abschnitt 1991 – Brand eines S-Bahnzuges im Tunnel im Artikel Hirschengrabentunnel

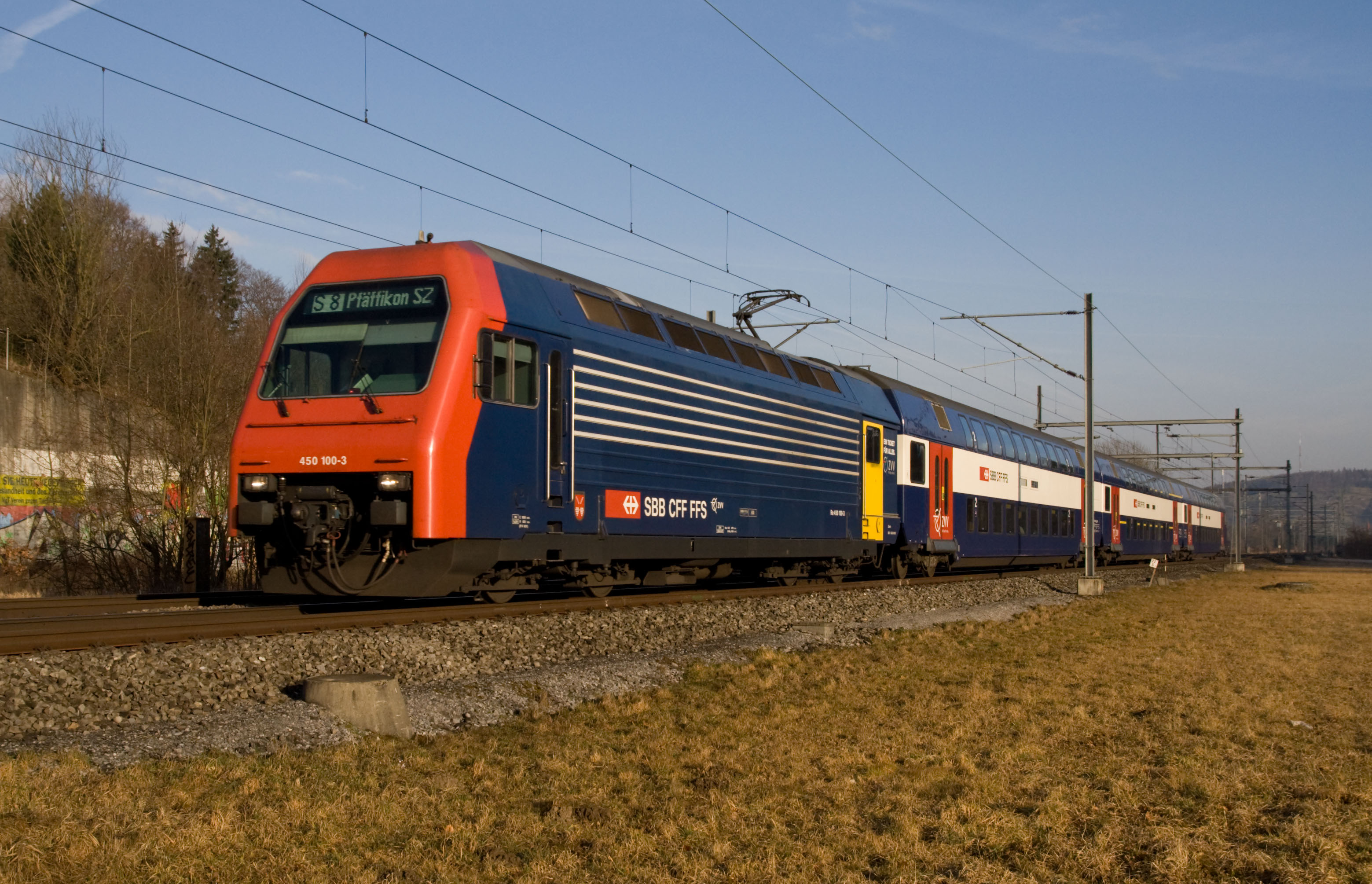
Ein Doppelstock-Pendelzug der Zürcher S-Bahn stiess am 8. August 1992 in Zürich Oerlikon mit einem Schnellzug zusammen. Der Unfall führte zur Einführung der Zugsicherung ZUB. Sie überwacht, ob der Zug zwischen dem Vor- und Hauptsignal ausreichend bremst.

Richterswil,  Zürich – Schnellzug fuhr in abgestellte S-Bahn
2. Juni 1992: Infolge Zugnummer-Verwechslung in der Fernsteuerung wurde ein Schnellzug, der als Ersatzschnellzug für den verspäteten Wiener-Walzers von Buchs nach Zürich unterwegs war, auf das Gleis 1 geleitet. Hier stand aber ein S-Bahnzug, der mit einer weiteren Komposition verstärkt werden sollte, die von Pfäffikon SZ zugeführt werden sollte. Beim Aufprall mit 10–15 km/h wurden 37 Personen verletzt.
Rivera-Bironico,  Tessin – Schnellzug fuhr in abgestellte Lokomotive
23. Juli 1992: Bei der Durchfahrt des internationalen Nachtzugs Nr. 385 von Stuttgart nach Neapel durch den Bahnhof Rivera-Bironico fuhr dieser auf eine abgestellte Lokomotive und entgleiste. Es gab 20 Verletzte, wobei nur eine in einem Krankenhaus behandelt werden musste.
Zürich Oerlikon,  Zürich – S-Bahn fuhr in Schnellzug
Am 8. August 1992 stiessen beim Bahnhof Zürich Oerlikon ein nach Rafz fahrender S-Bahn-Zug und ein aus Romanshorn kommender Schnellzug seitlich zusammen. Ein junger Mann kam ums Leben, neun Personen wurden zum Teil schwer verletzt. Die S-Bahn hatte ein Signal überfahren, das nicht mit der Zugsicherung ZUB ausgerüstet war. Nach dem Unfall entschieden sich die SBB zur Einführung der Zugsicherung ZUB.
Zürich Affoltern,  Zürich – Grossbrand nach Entgleisung eines Benzinzugs
Am 8. März 1994 explodierten in Zürich Affoltern fünf mit Benzin beladene Tankwagen eines entgleisten Güterzugs. Drei Wohnhäuser wurden völlig zerstört. Drei Personen wurden schwer verletzt, 120 Anwohner mussten evakuiert werden. Nach dem Unfall wurde die Entwicklung von Entgleisungssensoren eingeleitet.
Däniken,  Solothurn – Kollision mit Kran
Am 21. März 1994 schlitzte ein Schienenkran bei Däniken sieben Wagen des vorbeifahrenden Schnellzuges Brig–Romanshorn auf Fensterhöhe seitlich auf. Neun Passagiere kamen ums Leben, 21 weitere wurden zum Teil schwer verletzt.
Lausanne,  Waadt – Nach Entgleisung explosive Chemikalien ausgeflossen
Am 29. Juni 1994 entgleisten im Bahnhof Lausanne 14 Wagen eines Güterzuges Basel–Denges. Aus zwei Güterwagen flossen 400 Liter Epichlorhydrin aus. Rund tausend im Bereich des Bahnhofs wohnende Personen wurden wegen Explosions- und Vergiftungsgefahr evakuiert. Durch eine Bremsung bildeten sich im langen Zug übermässige Längsdruckkräfte, die im Bereich einer ablenkenden Weiche mit ungünstiger Gleisgeometrie zur Entgleisung führten. Die Bremsvorschriften für Güterzüge über 1200 Tonnen wurden daraufhin geändert.
Payerne,  Waadt – Rangierzug fuhr in Schulbus
Am 23. September 1994 rammte ein Rangierzug auf einem Bahnübergang bei Payerne einen Schulbus. Ein Kind wurde getötet, acht weitere wurden verletzt. Beim Einstellen der Fahrstrasse für einen nach Lausanne fahrenden Güterzug wurden die Barrieren automatisch geschlossen. Nach der Ausfahrt des Güterzugs öffneten sich die Barrieren. In dem Moment, als die wartenden Autos losfuhren, näherte sich der Rangierzug.
Herzogenbuchsee,  Bern – Schnellzug rammte Schienentraktor
Am 5. Oktober 1994 fuhr im Bahnhof Herzogenbuchsee ein Schnellzug Brig–Basel auf einen Schienentraktor auf. Der Transportführer des Traktors wurde ins Spital verbracht, wo er seinen Verletzungen erlag.
Courfaivre,  Jura – Ablenkung verursachte Zugskollision
Am 16. September 1996 stiess in Courfaivre der NPZ-Regionalzug Pruntrut–Delsberg mit der von Delsberg nach Glovelier verkehrenden Lokomotive Re 4/4 II 11304 zusammen. 30 Personen wurden verletzt, zwei davon schwer. Der Triebfahrzeugführer des NPZ wurde von Jugendlichen abgelenkt, die die Türschliessung behinderten.
Kleine Scheidegg,  Bern – Zug umgeblasen
Am 11. November 1996 kippte bei der Salzegg unter der Kleinen Scheidegg ein Föhnsturm mit Windgeschwindigkeiten bis zu 150 km/h den nach Grindelwald fahrenden Doppeltriebwagen BDhe 4/8 134 der Wengernalpbahn (WAB) um. Mehrere Menschen wurden zum Teil schwer verletzt. Die Fahrt diente zur Evakuierung von auf dem Jungfraujoch eingeschlossenen Personen.
Bussy,  Waadt – Landwirt überfährt Bahnübergang
Am 27. Oktober 1997 erfasste auf einem unbewachten Bahnübergang bei Bussy ein Regionalzug der Chemin de fer Bière–Apples–Morges (BAM) ein aus einem Traktor und zwei Anhängern mit zwölf Tonnen Zuckerrüben bestehendes Gefährt. Der Steuerwagen entgleiste und prallte in einen Fahrleitungsmast. Der Lokomotivführer verstarb, vier Passagiere wurden verletzt, der Landwirt blieb unverletzt.

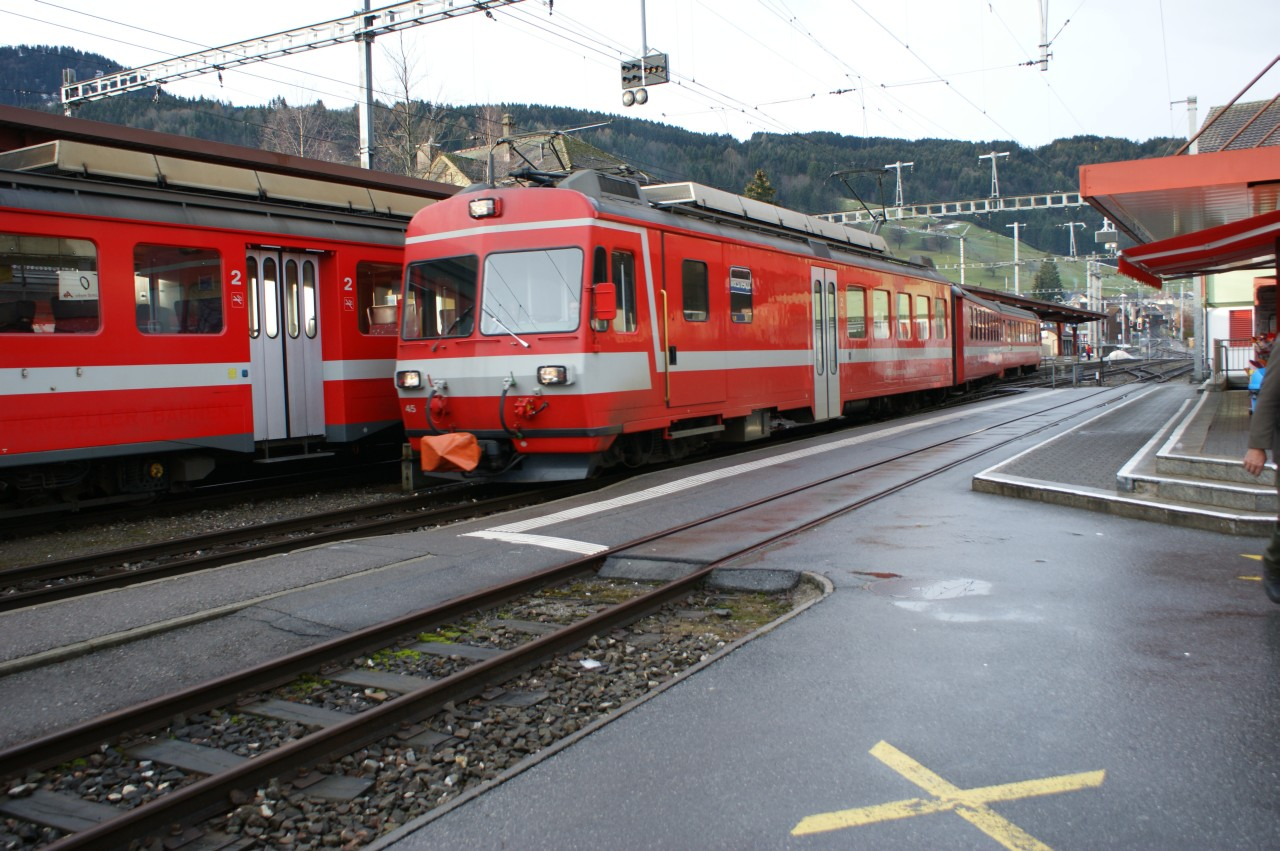
Zwei Pendelzüge der Appenzeller Bahnen (AB). Der Unfall am 13. November 1997 in Herisau veranlasste die benachbarte Bodensee-Toggenburg-Bahn (BT) zur Entwicklung des sogenannten BT-Konzepts, das die Sicherheit auf einspurigen Bahnlinien verbessert.

Herisau,  Appenzell Ausserrhoden – Zusammenstoss wegen missachteten Signals
Am 13. November 1997 wurden beim Zusammenstoss zweier Pendelzüge der Appenzeller Bahnen (AB) beim Bahnhof Herisau 18 Personen verletzt. Der nach Waldstatt fahrende Triebfahrzeugführer hatte das Gruppenausfahrsignal missachtet und war zu früh losgefahren.
Zürich Wiedikon,  Zürich – Schienenbruch verursacht Zugskollision
Am 2. Februar 1999 prallte ein RBe-4/4-Pendelzug der S-Bahn-Linie S1 beim Bahnhof Zürich Wiedikon seitlich in einen entgleisten Wagen eines Schnellzugs Zürich–Luzern. Der S-Bahn-Zug wurde auf drei Wagenlängen aufgeschlitzt. Ein schwer verletzter Postbeamter, der im Gepäckabteil des S-Bahn-Steuerwagens war, verstarb später im Spital. Die Entgleisung des letzten Wagens des Schnellzugs wurde durch einen Schienenbruch verursacht.
Bern Weissenbühl,  Bern – Schwerer Unfall bei Berner S-Bahn
Am 1. November 1999 kamen beim Zusammenstoss zweier Züge der Berner S-Bahn in der Station Bern Weissenbühl eine junge Frau und ein Kleinkind ums Leben. 42 Menschen wurden zum Teil schwer verletzt. Ein nach Belp fahrender NPZ der SBB missachtete das Gruppenausfahrsignal, fuhr zu früh los und prallte in den Mittelwagen des entgegenkommenden Eilzuges der BLS Lötschbergbahn (BLS). Nach dem Unfall hat die BLS entschieden, 200 Signale mit der Zugsicherung ZUB auszurüsten, die das Anfahren gegen geschlossene Signale verhindert.
Hüswil,  Luzern – Regionalzug fuhr in Güterzug
Am 6. Juni 2000 stiess in Hüswil wegen einer falsch gestellten Weiche ein RBDe-4/4-II-Pendelzug des Regionalverkehrs Mittelland (RM) in einen Schotterzug. Der Unfall kostete einen Bahnarbeiter das Leben. Der Triebfahrzeugführer des Pendelzugs und drei weitere Personen wurden verletzt. Die Station Hüswil war nur mit Handweichen ohne signalabhängige Fahrstrassen ausgerüstet. Somit konnten nach dem Öffnen des Einfahrsignals die Weichen weiterhin umgelegt werden.

## 21. Jahrhundert

### 2001–2010

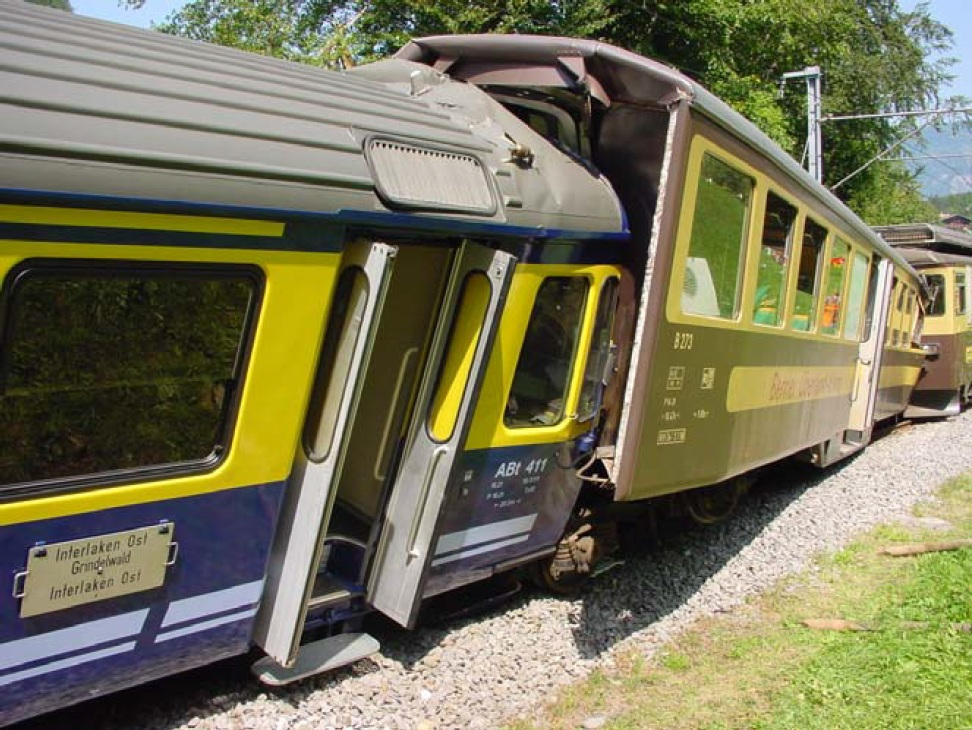
Der am 7. August 2003 in Gsteigwiler stark beschädigte Zug

Chiasso,  Tessin – Güterzug fuhr mit überhöhter Geschwindigkeit in Bahnhof und kollidierte
Am 21. Februar 2002 stiess in Chiasso ein mit der E 636 022 von Trenitalia bespannter Hupac-Güterzug Mailand–Singen frontal mit einer ebenfalls italienischen E 633 zusammen. Die beiden italienischen Lokomotivführer des Güterzuges kamen dabei ums Leben. Die zwei italienischen Lokomotivführer der rangierenden E 633 und ein SBB-Angestellter wurden schwer, zwei weitere SBB-Angestellte leicht verletzt. Ein Teil der Geleise, der Stromversorgung und der Sicherungsanlagen im Südteil des Bahnhofs Chiasso wurde komplett zerstört. Der Güterzug fuhr mit stark überhöhter Geschwindigkeit in den Bahnhof ein, weil er im Monte Olimpino-Tunnel ein Signal missachtet hatte. Mehrere Güterwagen entgleisten und brachten ein ehemaliges Stellwerksgebäude zum Einsturz. Trenitalia wurde vorgeworfen, die E 633 sei mit veralteten Sicherungsanlagen ausgerüstet gewesen und die Ruhepausen der beim Unfall getöteten Lokomotivführer seien zu kurz gewesen.
Wienacht,  Appenzell Ausserrhoden – Oldtimer-Zug fuhr in Prellbock
Am 1. Dezember 2002 wurden 38 Menschen verletzt, als ein mit mehr als 120 Personen besetzter Oldtimer-Zug der Rorschach-Heiden-Bahn (RHB) in Wienacht-Tobel wegen einer falsch gestellten Handweiche zunächst auf einen Prellbock und dahinter in einen Felsen prallte. Der schiebende Zahnradtriebwagen DZeh 2/4 weist nur einen Führerstand auf der Talseite auf. Ein Zugführer steht auf der Plattform des vordersten Wagens und gibt dem Triebfahrzeugführer über Funk Anweisungen.
Pfäffikon SZ,  Schwyz – Zug fuhr zu schnell in besetztes Geleise
Am 17. Mai 2003 prallte eine leere Komposition der Südostbahn (SOB) in Pfäffikon SZ in einen stehenden InterRegio-Zug Basel–Chur der SBB. Obwohl das Einfahrsignal dem aus Samstagern kommenden SOB-NPZ die Einfahrt auf das besetzte Geleise angekündigt hatte, bemerkte der Triebfahrzeugführer erst kurz vor dem Aufprall den stehenden Interregio. 18 Menschen, vor allem im Interregio, wurden verletzt. An den Fahrzeugen entstand grosser Sachschaden.
Dulliken,  Solothurn – Zugstrennung
Am 4. August 2003 kam es bei Dulliken auf der Strecke Olten–Aarau zu einer Zugstrennung eines IC-2000-Doppelstock-Pendelzuges. Verletzt wurde niemand. Ursache waren zwei nicht korrekt gekuppelte Wagen.

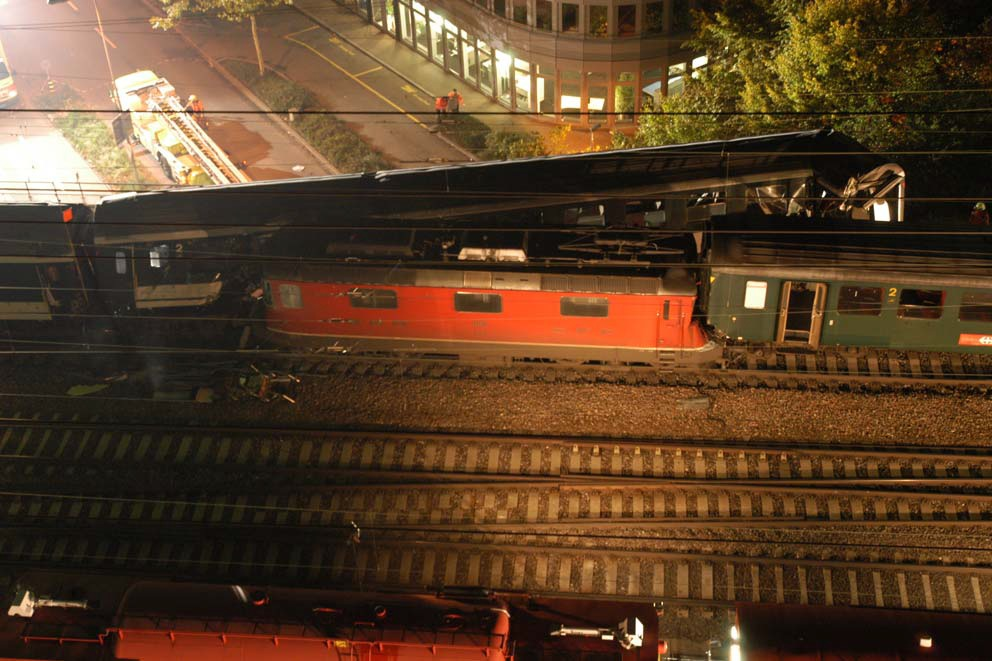
Die am 24. Oktober 2003 in Zürich Oerlikon verunfallte Re 4/4 II 11113 musste verschrottet werden

 Gsteigwiler,  Bern – Frontalkollision beim Übergang von Doppelspur auf Einspur
Am 7. August 2003 stiessen zwei Personenzüge der Berner-Oberland-Bahn (BOB) zwischen Wilderswil und Zweilütschinen zusammen. Ein Passagier wurde schwer verletzt und starb danach im Spital, 63 erlitten leichte Verletzungen. Der Triebfahrzeugführer des nach Interlaken fahrenden Zuges hatte beim Übergang vom Doppelspur- auf den Einspurabschnitt das Halt zeigende Signal übersehen. Als der Triebfahrzeugführer dies bemerkte, hielt er den Zug sofort an. Inzwischen war jedoch der von Wilderswil kommende Gegenzug in den Einspurabschnitt gefahren. Die Strecke war noch nicht mit einer Zugsicherung ausgerüstet, der Einbau von ZSI-127 war jedoch zum Zeitpunkt des Unfalls bereits im Gang.
Zürich Oerlikon,  Zürich – Zugskollision wegen mangelnder Bremswirkung
Am 24. Oktober 2003 stiessen beim Bahnhof Zürich Oerlikon zwei Schnellzüge in einer Flankenfahrt seitlich zusammen. Eine tschechische Touristin starb, über 60 Personen wurden zum grossen Teil leicht verletzt. Ein von Zürich nach Konstanz fahrender Regio-Express hatte in Zürich Oerlikon nicht anhalten können und prallte seitlich in einen aus Schaffhausen kommenden Schnellzug. Die Bremshähne zwischen dem ersten und zweiten Wagen waren fälschlicherweise geschlossen und damit der grösste Teil des Zuges ungebremst.
Gümligen,  Bern – Zugstrennung
Am 5. September 2003 trennte sich in voller Fahrt bei Gümligen auf der Bahnstrecke Bern–Thun der IC 913, ein Pendelzug aus Doppelstockwagen, weil zwei Wagen nicht korrekt gekuppelt waren. Bei der durch die Zugstrennung ausgelösten Schnellbremsung wurde eine Reisende verletzt.

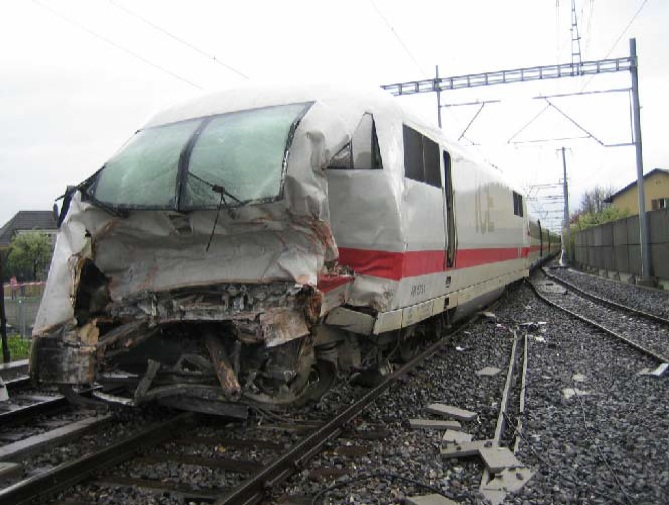
Am 28. April 2006 in Thun verunfallter ICE

Walterswil,  Solothurn – Kollision auf unbewachtem Bahnübergang
Am 24. Februar 2004 kamen beim Zusammenstoss eines Unimog 424 mit einem Regionalzug auf einem unbewachten Bahnübergang bei Walterswil zwei Gemeindearbeiter des Werkhofes Oftringen ums Leben.
Thun,  Bern – Kollision auf Rangierfahrt mit ICE
Am 28. April 2006 kollidierten zwei vielfachgesteuerte Lokomotiven Re 465 der BLS Lötschbergbahn (BLS) auf einer Rangierfahrt im Bahnhof Thun mit einem ICE 1 der Deutschen Bahn, der auf dem Weg von Interlaken nach Berlin war. Acht Menschen wurden leicht verletzt, es entstand grosser Sachschaden. Eine Schutzweiche oder eine Gleissperre hätte den Unfall verhindert.
→ Abschnitt Unfälle im Artikel BLS Re 465

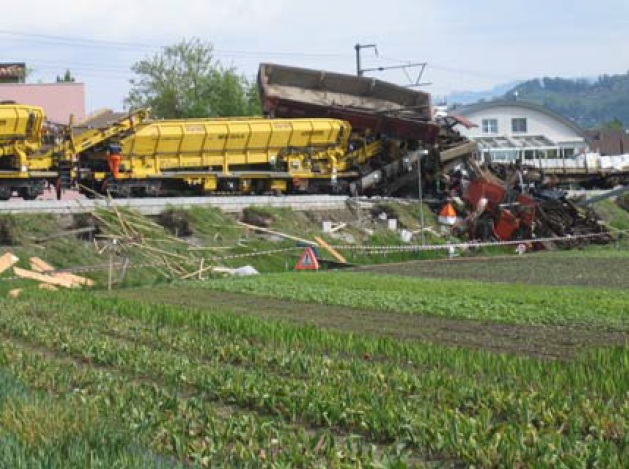
Unfall von Dürrenast am 17. Mai 2006

Thun (Dürrenast),  Bern – Aufprall eines Bauzuges auf stehende Bauzugwagen
Am 17. Mai 2006 kollidierte ein Dienstzug der BLS Lötschbergbahn (BLS) mit nicht funktionierenden Bremsen nach einer unkontrollierten Fahrt bei Dürrenast mit auf der Strecke stehenden Bauzugwagen. Drei Mitarbeiter auf dem Zug kamen ums Leben. Um noch grösseren Schaden zu vermeiden, wurde der entlaufene Dienstzug auf einen vor Thun stehenden Bauzug geleitet.
Valendas,  Graubünden – Galerie stürzt auf Zug
Am 5. Januar 2007 fuhr der letzte Zug Chur–Disentis/Mustér der Rhätischen Bahn (RhB) kurz vor der Station Valendas-Sagogn in einen Schuttkegel, der auf das Gleis gestürzt war. Die Lokomotive Ge 4/4 II 632 entgleiste und zerstörte vier Pfeiler einer Steinschlaggalerie. Ein Teil der Galeriedecke stürzte auf die Lokomotive und den nachfolgenden Gepäckwagen. Die rund 30 Fahrgäste und das Zugspersonal kamen mit dem Schrecken davon.

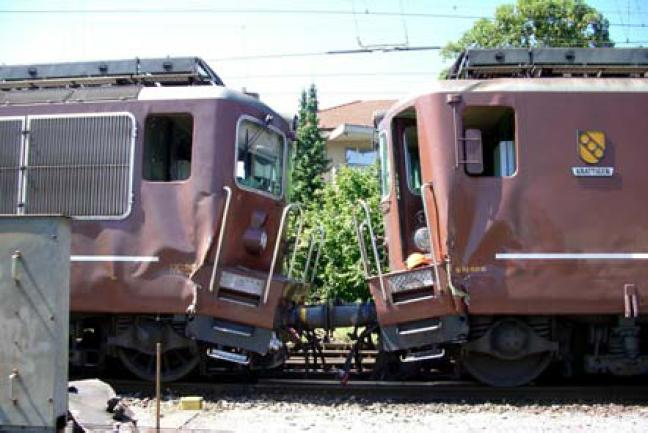
Zwei der vier am 4. August 2007 in Biel verunfallten Güterzuglokomotiven

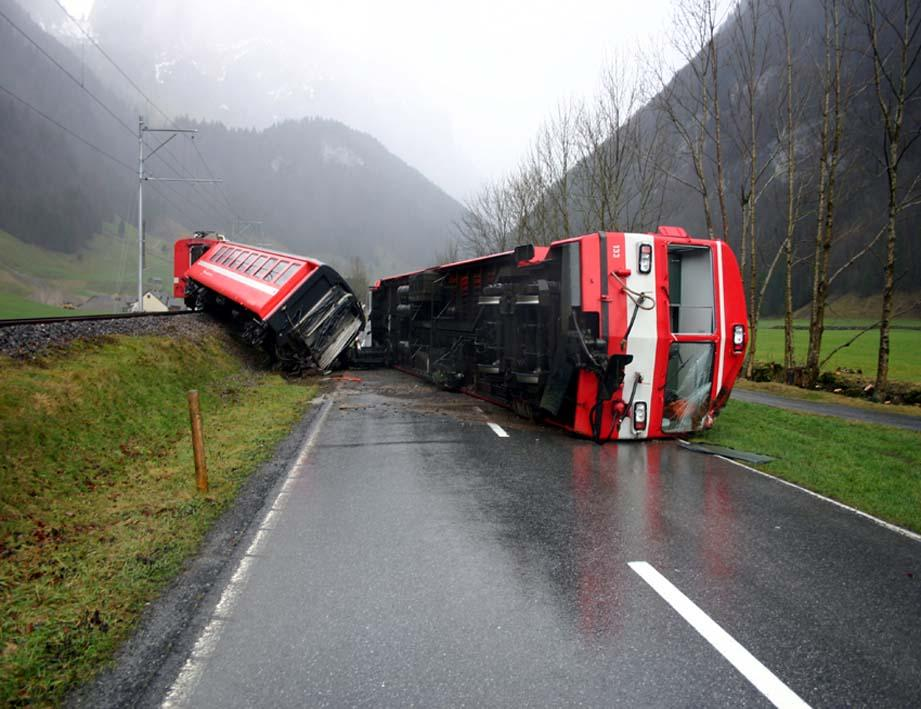
Am 19. Januar 2007 warf bei Wasserauen ein Sturm einen Steuerwagen auf die Strasse

Wasserauen,  Appenzell Innerrhoden – Sturmbedingte Entgleisung
Am 19. Januar 2007 wurde ein Zug Wasserauen–Gossau der Appenzeller Bahnen (AB) von einer Sturmböe erfasst. Der Steuerwagen kippte auf die neben dem Geleise verlaufende Kantonsstrasse, der Mittelwagen kam auf den Bahndamm zu liegen, der Triebwagen BDe 4/4 33 blieb auf den Schienen. Im Zug befanden sich keine Passagiere. Der Triebfahrzeugführer wurde verletzt.
Biel,  Bern – Frontalkollision zweier Güterzüge
Am 4. August 2007 kollidierten zwei Güterzüge der BLS mit je zwei vielfachgesteuerten Re 4/4 frontal im Rangierbahnhof Biel. Ein Lokomotivführer verletzte sich, es entstand grosser Sachschaden. Wegen Bauarbeiten wurden die Güterzüge über den Rangierbahnhof umgeleitet. Einer der Lokomotivführer hatte keine Streckenkenntnis im Rangierbahnhof und missachtete ein Signal.
Oberalppass,  Uri – Lawine fegt Zug von den Schienen
Am frühen Nachmittag des 30. November 2009 entschied die Matterhorn-Gotthard-Bahn (MGB), den Betrieb der Oberalpstrecke ab 15 Uhr wegen Lawinengefahr einzustellen. Kurz vor 14 Uhr riss eine Neuschneelawine zwischen Nätschen und dem Oberalppass die drei Personenwagen und den beladenen Autotransportwagen eines von Andermatt nach Disentis/Mustér fahrenden Zuges den Hang hinunter. Die Lokomotive HGe 4/4 II 105 blieb auf den Schienen. Von den neun Fahrgästen wurden zwei leicht verletzt.
Brig,  Wallis – Kollision
Am 28. Januar 2010 kollidierten in Brig zwei Güterzüge von BLS und Crossrail, derjenige der BLS bespannt mit der Re 485 002, derjenige von Crossrail mit der Re 436 113 und der 185 596. Die Re 436 113 wurde dabei zwischen den beiden Bombardier TRAXX eingeklemmt und erlitt schwere Schäden an beiden Führerständen. Am 20. Februar 2010 wurde sie in die SBB-Werkstätte nach Bellinzona überführt, wo sie bis im Jahr 2017 stand. Im Oktober 2017 wurde sie durch die Vismara SA aus Lugano abtransportiert und verschrottet.

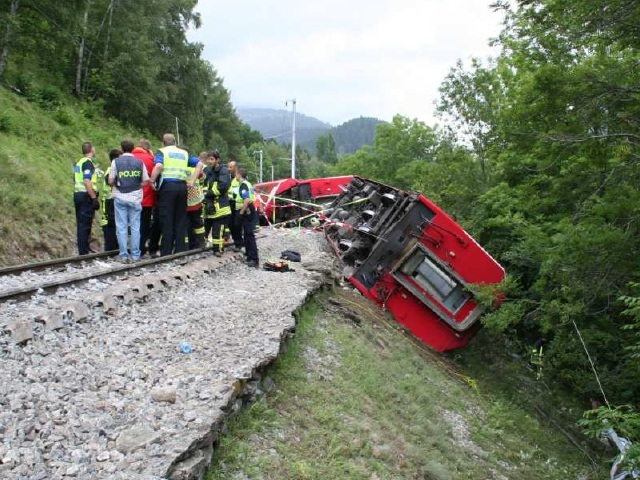
Am 23. Juli 2010 entgleiste in Fiesch ein Glacier-Express

Fiesch,  Wallis – Entgleisung durch Fahrfehler
Am 23. Juli 2010 entgleiste bei der Matterhorn-Gotthard-Bahn (MGB) kurz vor Fiesch ein Glacier-Express. Weil der Lokomotivführer in der Kurvenausfahrt den Zug zu früh beschleunigte, kippte der letzte Wagen in der Kurve nach aussen. Dabei riss er auch die beiden vorlaufenden Wagen aus den Schienen. Eine japanische Touristin kam dabei ums Leben, 42 Personen wurden verletzt.
Paccot,  Waadt – Entgleiste Zahnradbahn
Am 24. August 2010 entgleiste die Baudienst-Diesellok Hm 2/2 4 der Chemin de fer Montreux–Glion–Rochers de Naye (MTGN, 1996 ex BRB 8, gebaut 1973) und prallte gegen einen Fahrleitungsmasten. Zwei der vier Insassen erlitten schwere Verletzungen. Ursache war ein technischer Fehler der Infrastruktur. Obwohl die Fahrstrasse nach Gleis 2 eingestellt worden war, fuhr die Zahnradlok auf Gleis 1.

### 2011–2020

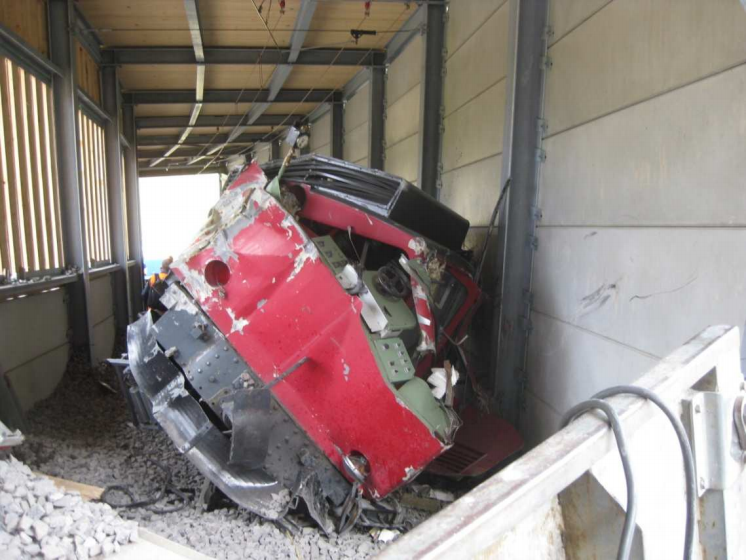
Am 8. September 2011 zerstörte Lokomotive der Rochers-de-Naye-Bahn

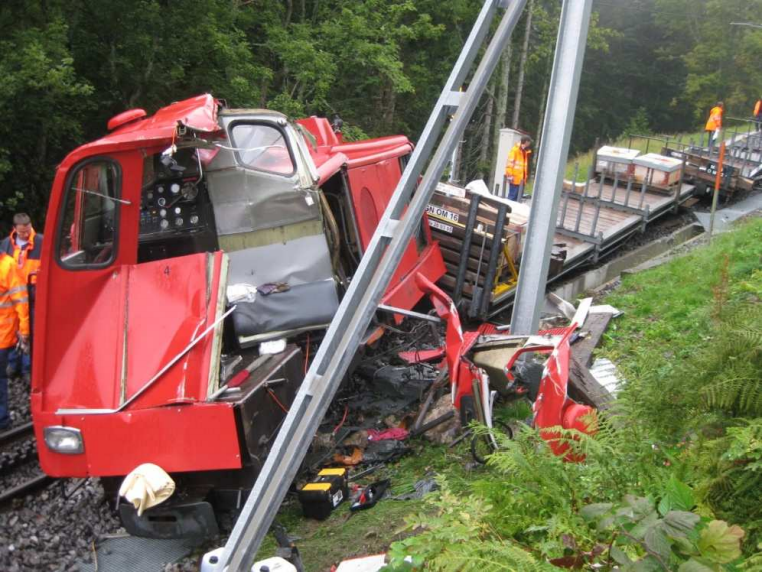
In Paccot am 24. August 2010 verunfallte Baudienst-Diesellok der Rochers-de-Naye-Bahn

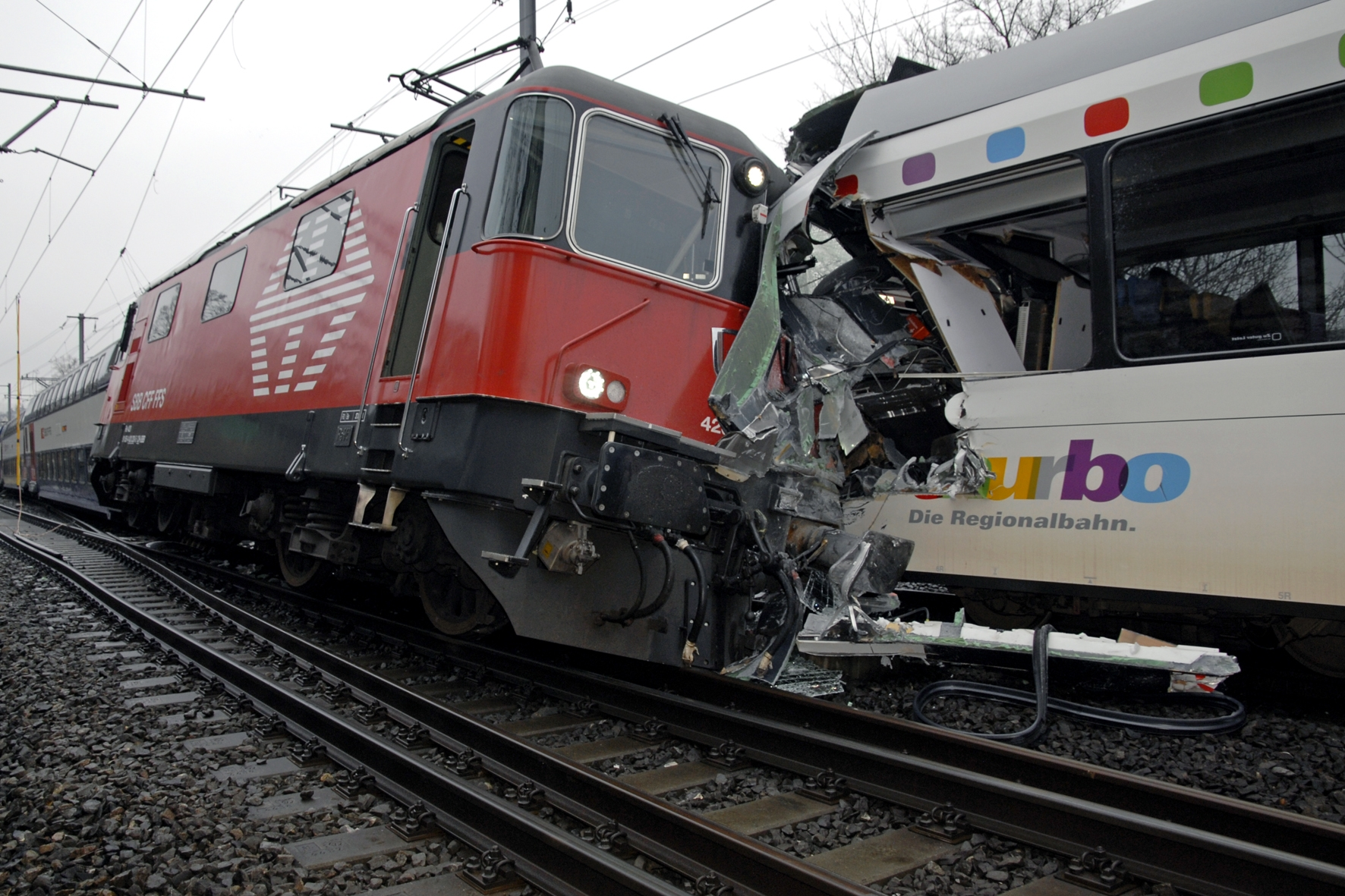
Die Kollision am 10. Januar 2013 in Neuhausen am Rheinfall führte zu grossen Sachschäden

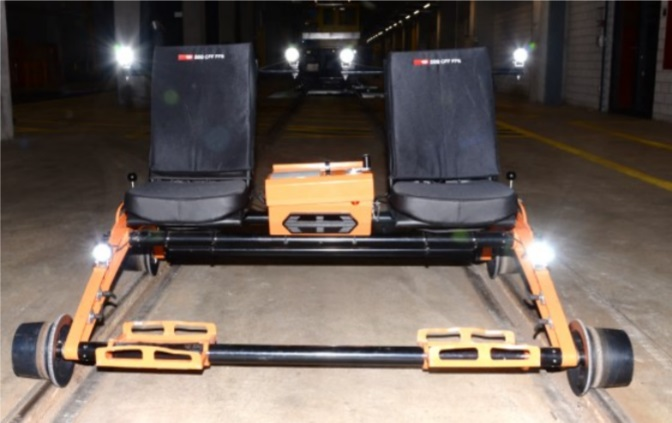
Im Februar 2019 verunfallte in Airolo eine Draisine vom Typ Mimosa. Dabei handelt es sich um ein transportables, 65 kg schweres Elektrofahrzeug.

Plambuit,  Waadt – Frontalkollision an unzugänglicher Stelle
Am 27. August 2010 stiessen zwei Pendelzüge der Transports Publics du Chablais (TPC) auf der Strecke Aigle–Diablerets etwa 800 Meter unterhalb des Bahnhofs Plambuit frontal zusammen. Die beiden Triebfahrzeugführer und sechs Passagiere wurden verletzt. Der Unfallort ist schwer zugänglich, die Rettungshelfer mussten eingeflogen werden. Der talwärts fahrende Lokomotivführer hatte in Plambuit die Kreuzung mit dem entgegenkommenden Zug nicht abgewartet. Der Betrieb der Strecke erfolgte damals mit einfachsten Mitteln ohne Streckenblock.
Döttingen,  Aargau – Zusammenstoss zwischen Regional- und Lokomotivzug
Am 8. August 2011 wurden bei der Streifkollision eines NPZ-Pendelzuges und einer Lokomotive im Bahnhof Döttingen zwei Personen schwer und 20 weitere leicht verletzt. Die Lokomotive Re 6/6 11666 wurde erheblich beschädigt, entgleiste im Gegensatz zum Steuerwagen des NPZ aber nicht. Der Triebfahrzeugführer des Regionalzuges hatte bei der Wegfahrt aus dem Bahnhof ein Gruppenausfahrsignal überfahren, das nur mit Integra-Signum gesichert war. Der Bahnhof Döttingen wurde nach dem Unfall mit der Zugsicherung ZUB ausgerüstet.
Rochers de Naye,  Waadt – Entgleiste Zahnradlokomotive
Am 8. September 2011 entgleiste die mit einem Schotterzug bergwärts fahrende HGe 2/2 3 der Rochers-de-Naye-Bahn (MGN). Sie rollte anschliessend etwa 70 Meter rückwärts und prallte in eine Tunnelwand, wobei sie vollständig zerstört wurde. Auf Grund von Gleisbauarbeiten war das Gleis noch nicht eingeschottert und deshalb zu wenig stabil und hatte eine unzulässige Gleisüberhöhung. Zudem fehlte im Bereich zwischen den alten und neu verlegten Schienen eine Lamelle der zweilamelligen Abt-Zahnstange. Die ausser Betrieb gewesene Sicherheitssteuerung und die nicht funktionierende Geschwindigkeitsaufzeichnung waren hingegen nicht für den Unfall mitverantwortlich.

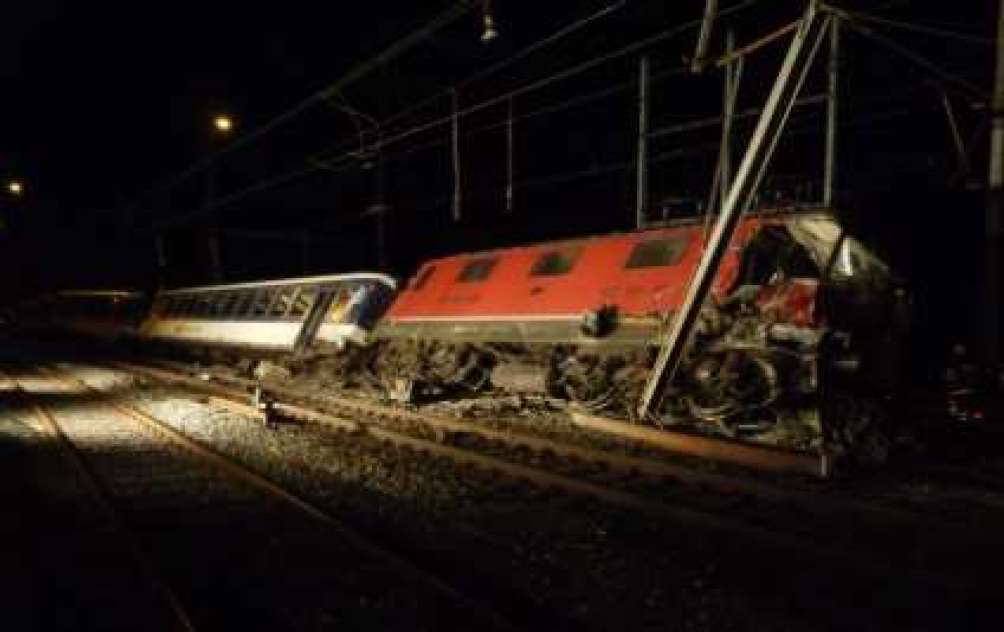
Die am 6. Oktober 2011 in Olten verunfallte Re 4/4 prallte gegen einen Fahrleitungsmasten

Olten,  Solothurn – Kollision von zwei Reisezügen
Am 6. Oktober 2011 stiessen ein EW-II-Pendelzug mit einer Re 4/4 II, der zusätzlich zum Halbstundentakt der S-Bahn von Basel nach Olten verkehrte, bei der Einfahrt in den Bahnhof Olten mit einem NPZ-Pendelzug seitlich zusammen. Der NPZ Sissach–Läufelfingen–Olten hatte ein Halt zeigendes Signal überfahren. Die Lokomotive Re 4/4 II 11184 und die beiden ersten Wagen des EW II-Pendelzugs kippten zur Seite. Der Lokomotivführer der Re 4/4 II wurde schwer und ein Fahrgast leicht verletzt. Die zum Zeitpunkt des Unfalls bereits installierte ZUB-Zugbeeinflussung war noch nicht in Betrieb.
Ftan,  Graubünden – Kollision mit Bär
Einen seltenen Unfall verzeichnete die Rhätische Bahn (RhB) am 30. April 2012. Am späten Abend kollidierte ein Zug Scuol-Tarasp–Klosters bei der Station Ftan Baraigla mit dem Bär M13. Am Tier konnten keine grösseren Verletzungen festgestellt werden.
Neuhausen am Rheinfall,  Schaffhausen – Kollision zweier S-Bahnzüge
 Am 10. Januar 2013 stiessen in Neuhausen am Rheinfall ein SBB-HVZ-Doppelstockzug Schaffhausen–Winterthur und eine aus Winterthur kommende Thurbo-GTW-Komposition frontal zusammen. Der Thurbo-Triebfahrzeugführer hatte ein Haltesignal missachtet. Rettungskräfte aus Schaffhausen, Zürich und Deutschland rückten sofort mit einem Grossaufgebot aus. Glücklicherweise wurden nur 26 Passagiere verletzt, aber es entstand Sachschaden in Millionenhöhe. Das missachtete Signal war nur mit Integra-Signum und nicht mit ZUB gesichert.
Granges-Marnand,  Waadt – Frontalkollision von S-Bahn und Regio-Express
Am 29. Juli 2013 stiess im Bahnhof Granges-Marnand der ausfahrende Domino Zug Nr. 12976 Payerne–Lausanne mit dem entgegenkommenden Regio-Express 4049 Lausanne–Payerne zusammen. 26 Verletzte mussten in Spitäler gebracht werden. Der Triebfahrzeugführer des Regio-Expresses konnte nur noch tot aus dem NPZ-Steuerwagen geborgen werden. Der Domino war abgefahren, obwohl das Gruppenausfahrsignal Halt zeigte.

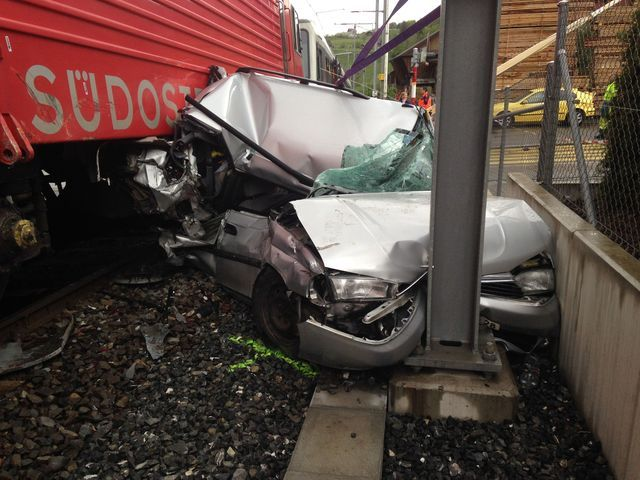
Nach dem Unfall in Sattel-Ägeri wurde der schwer verletzte Automobilist in Spitalpflege gebracht.

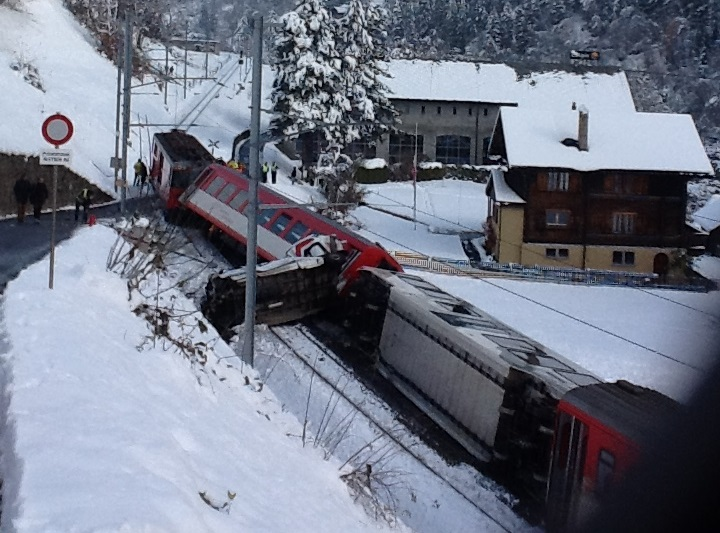
Der Unfall in Mörel ereignete sich auf einer mit einem Fahrverbot belegten Privatstrasse.

Mörel,  Wallis – Kollision zwischen Zug und Lieferwagen
Am 25. November 2013 kollidierte in Mörel der Regionalzug 523 der Matterhorn-Gotthard-Bahn (MGB) von Göschenen nach Visp auf einem unbewachten Bahnübergang mit einem Lieferwagen. Der Lieferwagen wurde von der Zugskomposition mitgerissen. Die drei Personenwagen und der am Zugschluss laufende Deh 4/4 52 wurden aus den Geleisen gehoben, der mittlere Wagen kippte auf die Seite. Neun Reisende zogen sich leichte Verletzungen zu.
Sattel,  Schwyz – Voralpen-Express fuhr in Auto
Am 9. Mai 2014 überfuhr der Voralpen-Express 2435 der Südostbahn (SOB) in Sattel-Aegeri ein Halt zeigendes Signal. Die Zugsicherung Integra-Signum löste eine Schnellbremsung aus, der Zug kam jedoch erst 100 Meter nach dem geschlossenen Signal zum Stehen. Ein Auto, das einen Bahnübergang mit den noch geöffneten Schranken befuhr, wurde von der Lokomotive Re 446 015 erfasst. Dabei wurde der Autolenker verletzt. In der Station Sattel-Ägeri, die nicht mit Zugsicherung ZUB ausgerüstet war, war kein Halt vorgesehen. Trotzdem war das Ausfahrsignal geschlossen.

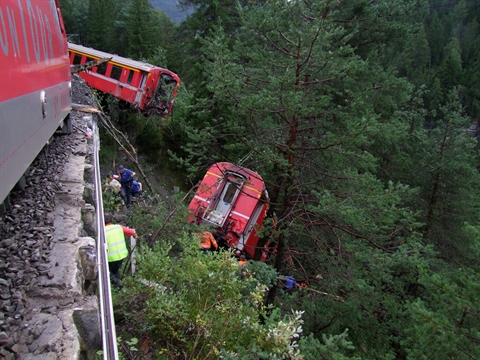
Durch den Erdrutsch am 13. August 2014 bei Tiefencastel rutschte ein Wagen vom Bahntrassee ab und kam nach zwanzig Metern in den Bäumen zum Stillstand.

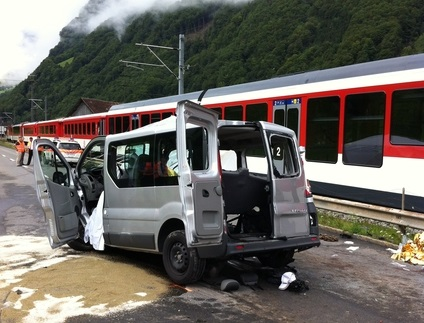
Der Bahnübergang in Wolfenschiessen zweigt im 90-Grad-Winkel von der Hauptstrasse ab. Der Lenker des Kleinbusses hätte den parallel nahenden Zug nur im Rückspiegel erkennen können.

Wolfenschiessen,  Nidwalden – Kollision zwischen Kleinbus und InterRegio
Am 11. August 2014 befuhr ein mit acht israelischen Touristen besetzter Kleinbus einen Bahnübergang bei Wolfenschiessen, als ein mit einer HGe 101 bespannter Zug der Zentralbahn (ZB) nahte. Bei der Kollision wurden drei Businsassen tödlich und die anderen fünf schwer verletzt. Die Sanierung des unbewachten Bahnübergangs war seit Jahren geplant, aber die Verhandlungen mit den Landeigentümern gestalteten sich schwierig. Zudem verweigerte der Nidwaldner Landrat im Mai 2014 einen Zusatzkredit.
 Tiefencastel,  Graubünden – Zug von Erdrutsch erfasst
Am 13. August 2014 wurde der mit etwa 140 Personen besetzte Zug 1136 Samedan–Chur der Rhätischen Bahn (RhB) zwischen Tiefencastel und Solis von einem Erdrutsch erfasst, wobei die Lokomotive und drei Personenwagen entgleisten. Elf Menschen wurden verletzt, fünf davon schwer, von denen ein 85-Jähriger am 22. August 2014 verstarb. Es entstand grosser Sachschaden.
Rafz,  Zürich – Flankenfahrt von zwei Reisezügen
Am 20. Februar 2015 kollidierten bei gestörter Betriebslage im Bahnhof Rafz zwei Züge bei einer Flankenfahrt. Eine S-Bahn-Komposition, die von Rafz nach Schaffhausen unterwegs war, fuhr seitlich in den InterRegio-Zug 2858 Zürich–Schaffhausen. Sechs Personen wurden verletzt, der als Ausbildner tätige Lokomotivführer des Interregios schwer. Die S-Bahn fuhr trotz des Halt zeigenden Signals los. Wegen einer Lücke im Zugbeeinflussungssystem ZUB konnte der Zusammenstoss nicht verhindert werden.
Immensee,  Schwyz – Auffahrunfall zweier Bauzüge
Am frühen Morgen des 18. März 2015 fuhr bei der Spurwechselstelle Brunnmatt zwischen Immensee und Arth-Goldau ein als Rangierfahrt verkehrender Gleisumbauzug in eine stillstehende Schotterwagen-Komposition. An der Spitze des zweiten Zugs, der von einer SBB Am 843 geschoben wurde, befand sich eine Gleisbaumaschine der Firma Scheuchzer mit Mannschaftswagen. Der sich dort befindende Rangierleiter kam ums Leben, ein Bauarbeiter wurde mittelschwer verletzt.

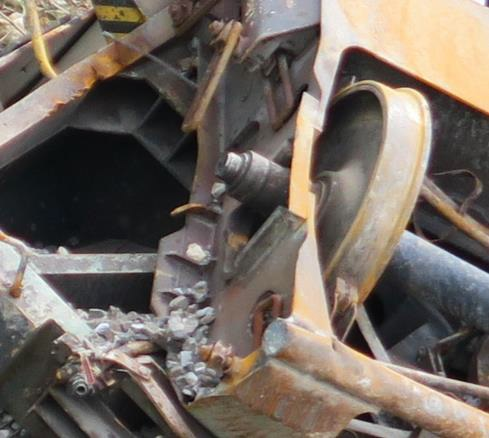
Daillens: Detailaufnahme des Drehgestells. Es fehlen die Blattfeder und das Radsatzlager.

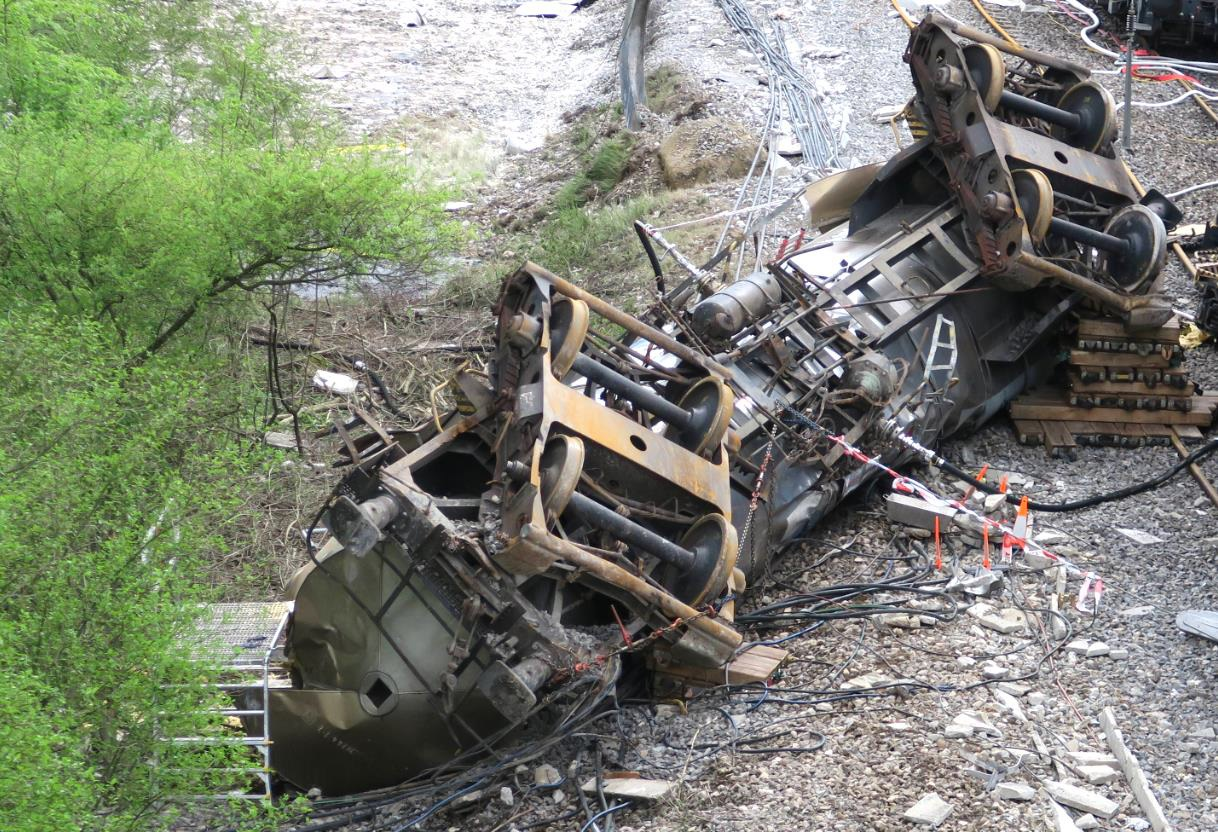
Der drittletzte Wagen des Unfallzuges von Daillens verlor eine Blattfeder und ein Radsatzlager. Er wurde bei der Entgleisung 180° um seine Längsachse gedreht.

Daillens,  Waadt – Güterzug mit Schwefelsäure entgleist
Am 25. April 2015 kurz vor 3 Uhr entgleisten auf der Höhe des ehemaligen Bahnhofs Daillens an der Strecke Yverdon–Lausanne die letzten sechs Wagen eines Güterzugs Basel RB–Lausanne-Triage. Mehrere Kesselwagen kippten nach etwa 500 Metern den Bahndamm hinunter. Aus einem der Wagen liefen gut 20 Tonnen konzentrierte Schwefelsäure aus und versickerten im Erdreich. Die Angestellten im nahe gelegenen Paketzentrum der Post wurden evakuiert. Gleise, Fahrleitungen und das Stellwerk in Daillens wurden stark beschädigt. Ursache des Unfalls war der Verlust einer Blattfeder und eines Radsatzlagers des drittletzten Wagens des Zuges.
Erstfeld,  Uri – Flankenfahrt zweier Güterzüge
Am 13. Mai 2015 kurz nach Mitternacht prallte ein Güterzug der SBB bei der Ausfahrt aus dem Bahnhof Erstfeld in die Flanke eines Güterzugs der BLS. Die beiden Lokomotiven Re 6/6 und Re 4/4 II der SBB und drei Wagen des BLS-Zuges entgleisten. Die SBB bezifferten den Sachschaden auf mehrere Millionen Franken.
Der aus Norden kommende BLS-Zug fuhr auf Gleis 1 ein und wurde mit Fahrbegriff 6 zum Vorziehen bis zum Halt zeigenden Zwergsignal aufgefordert. Dann wurde eine Schiebelokomotive beigestellt und eine Doppeltraktions-Lokomotive vorgespannt. Als der SBB-Zug auf Gleis 2 nahte, öffnete sich das Gruppenausfahrsignal. Trotz des geschlossenen Zwergsignals fuhr der BLS-Zug los, wodurch es noch vor dem Ausfahrsignal zur Kollision kam. Die Sicherungsanlage des Bahnhofs Erstfeld mit ihrer ungewöhnlichen Signalisation stammt aus den 1970er-Jahren, als in die schweren Güterzüge noch Zwischenlokomotiven eingereiht wurden.

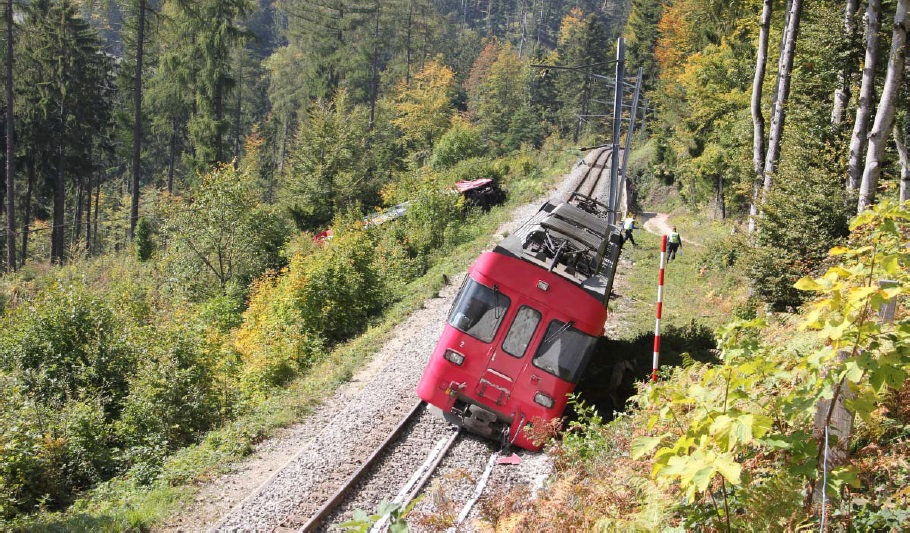
Am 2. Oktober 2015 entgleister Pendelzug der Travys bei Baulmes. Der Steuerwagen liegt unterhalb des Bahntrassees.

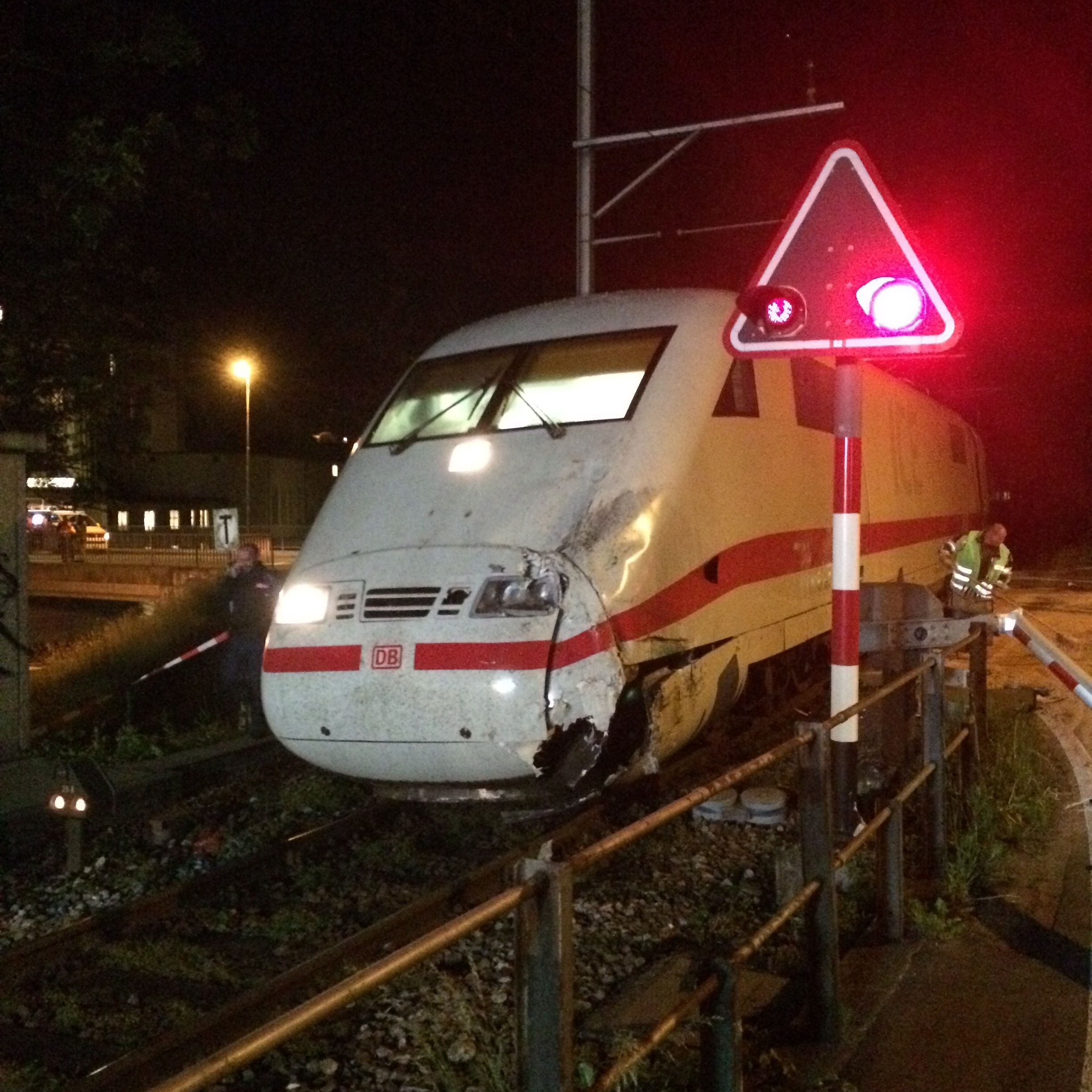
Am 20. Mai 2016 kollidierte in Interlaken ein ICE mit einem Car. Im Zug wurde niemand verletzt.

 Baulmes,  Waadt – Beinahe-Katastrophe bei Travys
Am 2. Oktober 2015 entlief auf der Strecke Sainte-Croix–Yverdon der Travys ein talwärts fahrender Pendelzug. Der kurz nach der Abfahrt in Sainte-Croix durch eine automatisch eingeleitete Schnellbremsung zum Stehen gebrachte Zug setzte sich nach längerer Standzeit aus ungeklärtem Grund in Bewegung. Weil der Triebfahrzeugführer den Zug nicht bremsen konnte, rettete er sich durch einen Absprung. Der führerlose Leerzug kreuzte in der Station Trois-Villes einen mehr als eine halbe Stunde wartenden Gegenzug und entgleiste schliesslich nach fast sechs Kilometer Fahrt in unwegsamen Gelände. Mitverantwortlich für den Unfall sind ein Konzeptfehler in der Druckluftbremse des Triebwagens Be 4/4 und eine ungeeignete Eignungsprüfung des Triebfahrzeugführers.
Sihlbrugg,  Zürich – Historischer Zug kollidiert mit einem ins Profil ragenden Schotterwagen
Am 20. Februar 2016 kollidierte der Dampftriebwagen CZm 1/2 der Uerikon–Bauma-Bahn bei einer Extrafahrt in den Bahnhof Sihlbrugg mit einem Schotterwagen und wurde dabei beschädigt. Beim Unfall wurden Fahrgäste und Fahrpersonal verletzt. Nach den ersten Feststellungen der Schweizerischen Sicherheitsuntersuchungsstelle (SUST) hatte der Zug freie Fahrt signalisiert erhalten, obwohl ein Schotterwagen auf einer Weiche ins Profil ragte. Der Gesamtschaden wurde auf 500'000 Fr. geschätzt. Später wurde festgestellt, dass bei der Aufhebung von Sicherungsmassnahmen im Zusammenhang mit Bauarbeiten die entsprechende Weiche am Vortag vom Arbeitsstellen-Koordinator ohne örtliche Kontrolle als frei gemeldet worden war. Der beschädigte historische Triebwagen wurde in der Hauptwerkstätte der RhB repariert und konnte im April 2017 wieder in Betrieb genommen werden.
Interlaken,  Bern – ICE fuhr in Reisecar
Am 20. Mai 2016 kollidierte in Interlaken auf einem Bahnübergang der BLS ein nach Interlaken Ost fahrender ICE der DB AG mit einem österreichischen Reisecar. 17 Personen mussten in Spitalpflege verbracht werden.

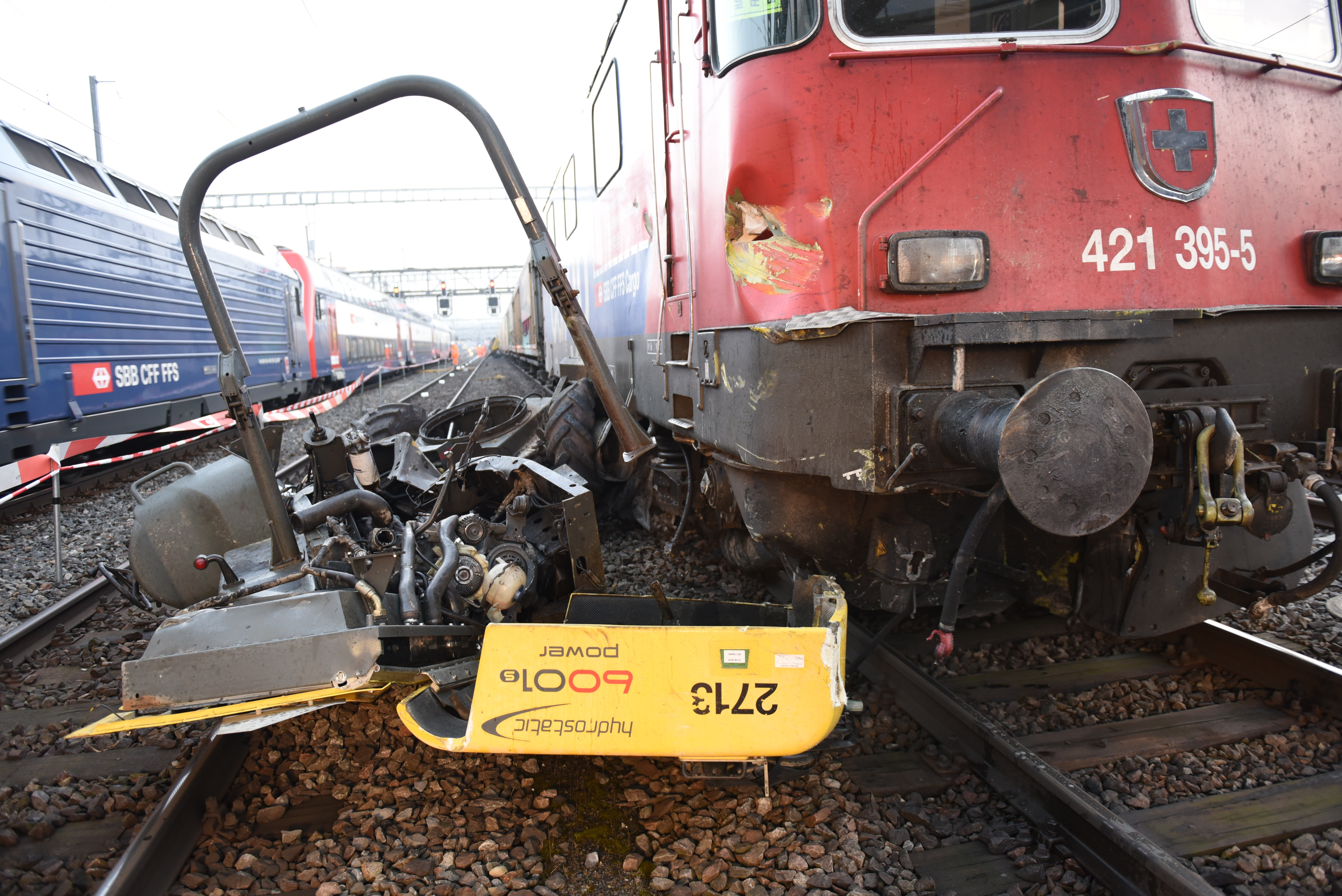
Die Kollision in Winterthur führte zum Unterbruch der Strecke Winterthur–Zürich im morgendlichen Berufsverkehr.

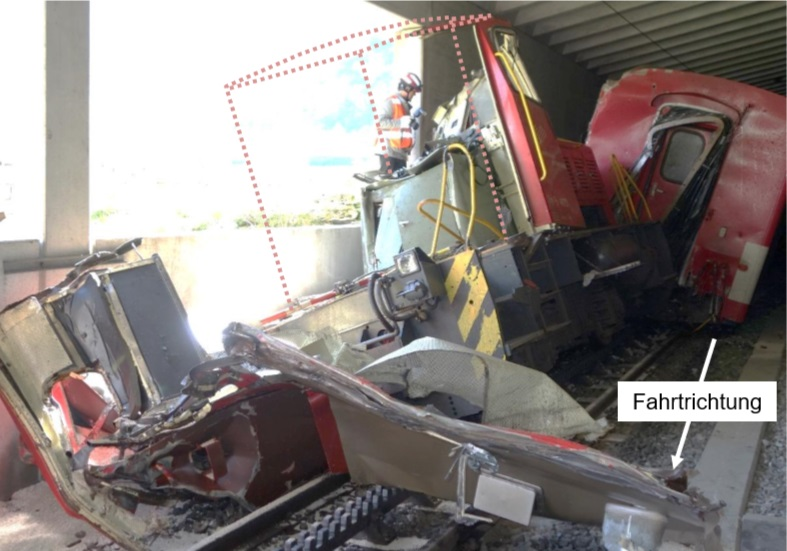
In der Schöllenenschlucht entgleister Schienentraktor Tm 4972 der MGB mit abgerissenem Führerhaus. Die gepunkteten Linien zeigen die Silhouette des Rangiertraktors.

Andermatt,  Uri – Rangierkomposition entrollt in Zahnstangenabschnitt
Am 1. September 2016 entlief im Bahnhof Andermatt eine aus dem unbemannten Tm 2/2 4972 und vier leeren Personenwagen bestehende Rangierkomposition der Matterhorn-Gotthard-Bahn (MGB). Sie passierte einen Bahnübergang und geriet in die bis 179 Promille steile Zahnstangenstrecke der Schöllenenbahn, wo die fünf Fahrzeuge entgleisten. Glücklicherweise hatte ein entgegenkommender Personenzug Verspätung, da er in Göschenen einen Anschlusszug der SBB abwartete.

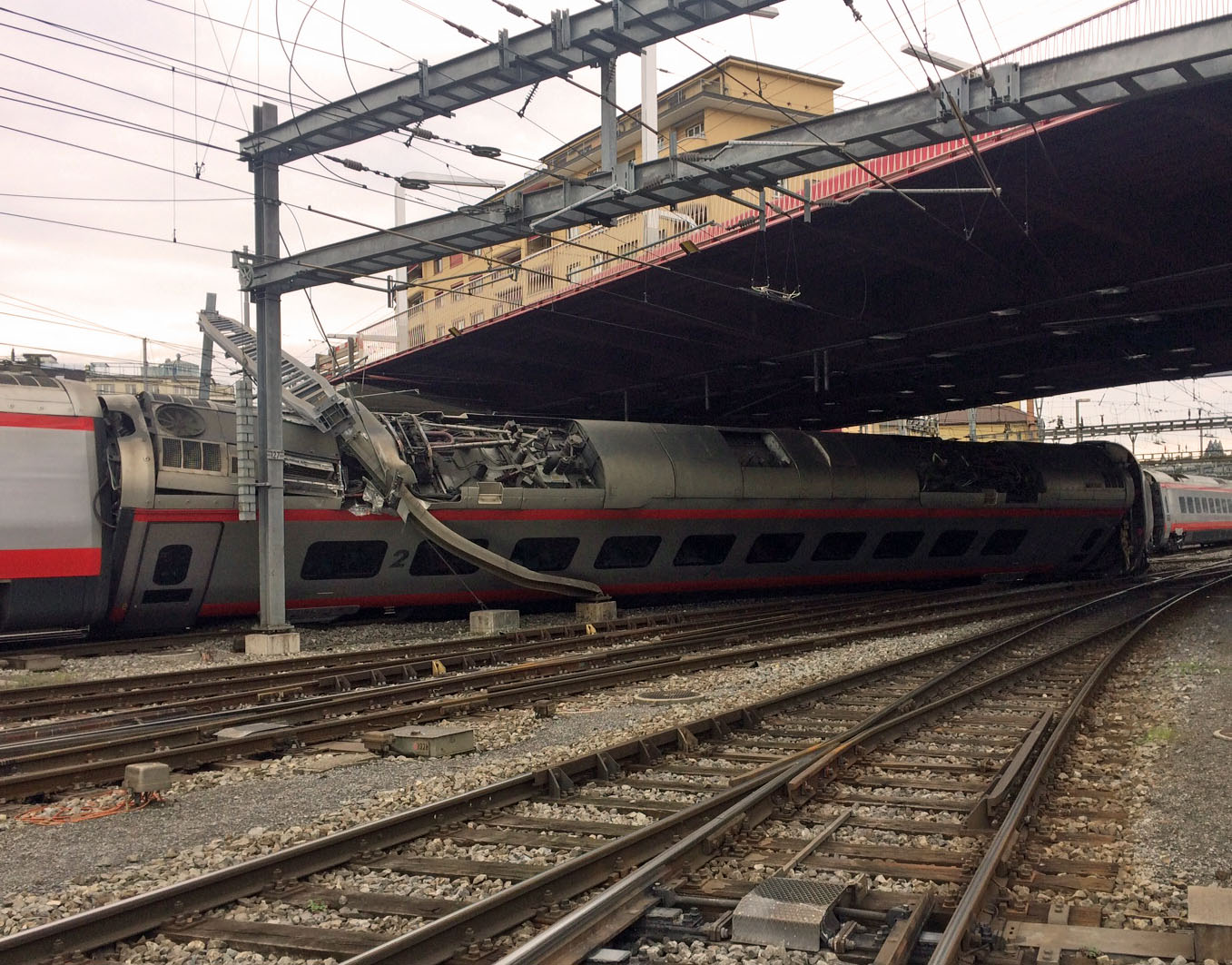
Der im Bahnhof Luzern entgleiste ETR 610 von Trenitalia

Winterthur,  Zürich – Güterzug erfasst Baufahrzeug
Am 7. Februar 2017 kollidierte am frühen Morgen im Bahnhof Winterthur ein Güterzug mit einem Dumper, der beim Entsorgen von Betonabbruch auf das Gleis gelangt war. Der Fahrer des Baustellenfahrzeugs verstarb noch auf der Unfallstelle.
Luzern,  Luzern – Neigezug legt Bahnhof Luzern lahm
Am 22. März 2017 entgleisten zwei Wagen des Eurocitys 158 Mailand–Basel bei der Ausfahrt aus dem Bahnhof Luzern. Dabei kippte ein Wagen eines ETR 610 von Trenitalia zur Seite und riss die Fahrleitung herunter. Sechs Personen wurden leicht verletzt, die einzige normalspurige Zufahrt zum Bahnhof blieb bis zum Morgen des 27. März unterbrochen, der Schaden wurde auf 11 Millionen Franken beziffert. Bereits in den Jahren 2000 und 2001 kam es nur wenige Meter entfernt zu zwei Entgleisungen. Der Schlussbericht der Unfalluntersuchung fand die Ursache im Auflaufen eines verschlissenen Spurkranzes auf die Zunge der versteilten Doppelkreuzungsweiche, das durch eine mangelhafte Spurkranzschmierung und eine defekte Querfederung des Zuges begünstigt wurde.
Andermatt,  Uri – Folgenreicher Rangierunfall
Am 11. September 2017 prallte im Bahnhof Andermatt eine HGe 4/4 II in eine stehende Wagengruppe, wobei rund 30 der etwa 100 Fahrgäste verletzt wurden. Die Zuglokomotive fuhr beim Fahrtrichtungswechsel in das falsche Gleis, als sie den aus Disentis/Mustér kommenden Regionalzug der Matterhorn-Gotthard-Bahn (MGB) hätte umfahren sollen. Der Lokomotivführer befand sich im Führerstand Seite Oberwald, ein Rangierleiter überwacht in der Regel das Manöver.

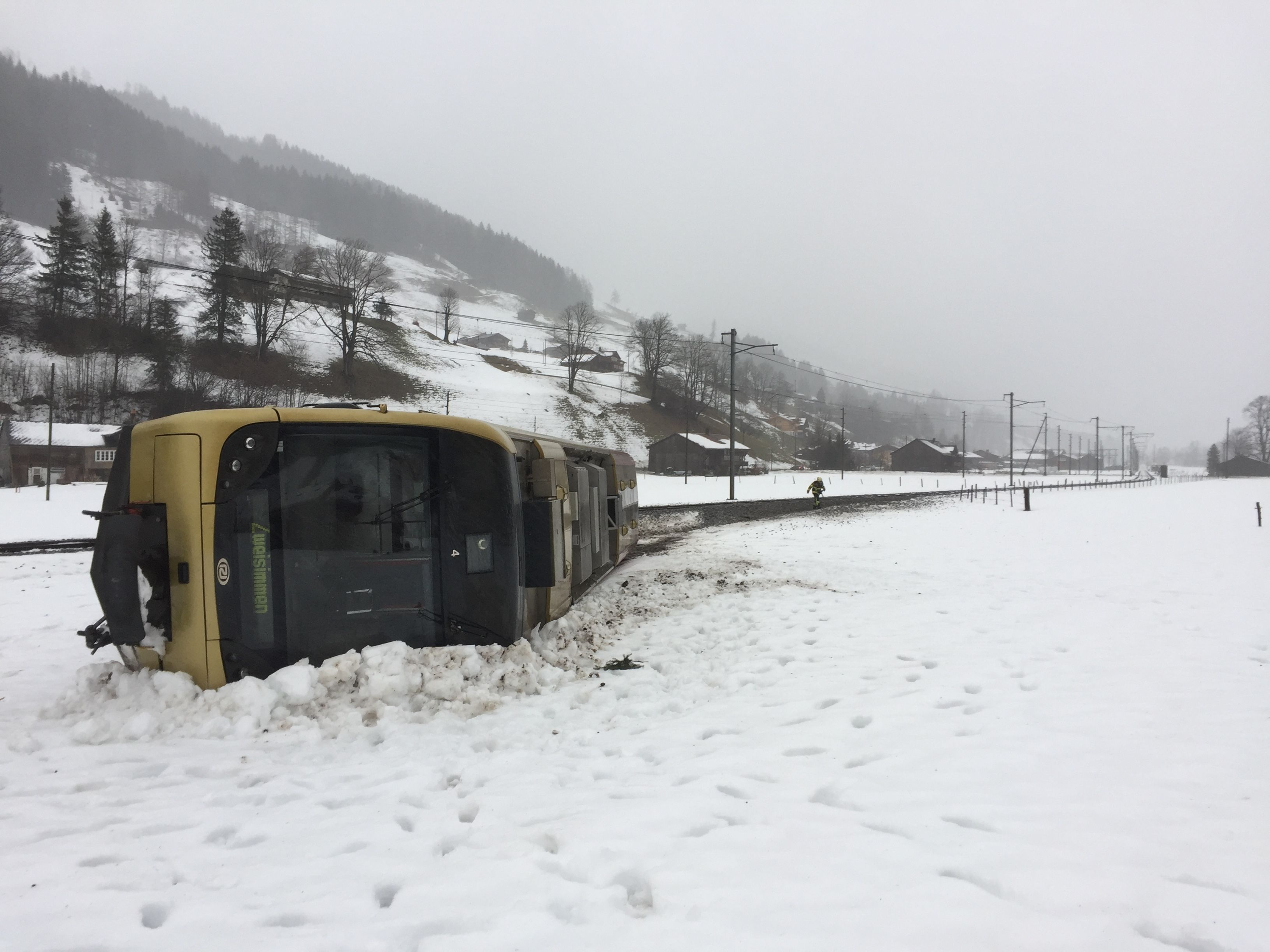
Vom Sturm umgeblasener Steuerwagen der MOB.

Basel,  Basel-Stadt – ICE auf Doppelkreuzungsweiche entgleist
Am 29. November 2017 sprangen bei der Einfahrt in den Bahnhof Basel SBB drei Wagen des ICE 75 Hamburg-Altona–Chur aus den Schienen. Verletzt wurde niemand, der Betrieb war drei Tage eingeschränkt. Der ICE der Deutschen Bahn entgleiste wie bereits am 22. März 2017 der ETR 610 in Luzern auf einer versteilten Doppelkreuzungsweiche. Die Unfallursache wird in einer Verkettung mehrerer Faktoren vermutet. Die SBB konnten nicht ausschliessen, dass bei diesem Weichentyp die Stockschiene durch einen darüberfahrenden Triebzug leicht nach aussen gedrückt wird und ein Rad an der Weichenzunge anschlagen und aufsteigen kann, wobei der Vorgang durch mangelnde Spurkranzschmierung begünstigt wird. Sie ersetzten deshalb bei diesem Weichentyp im Jahr 2018 die ansonsten bewährten Weichenverschlüsse der Bauart Jüdel durch Klinkenverschlüsse, bei der ein Riegel die Stockschiene umgreift und diese mit der Zunge zusammenklemmt. Bis Ende 2019 war zudem der Ersatz der vier Doppelkreuzungsweichen in Luzern und Basel geplant, wobei die Gleisgeometrie angepasst wurde.
Lenk,  Bern – Zug von Sturm erfasst
Am 3. Januar 2018 entgleiste bei Lenk im Simmental ein Steuerwagen der Montreux-Berner Oberland-Bahn (MOB), der von einer starken Windböe erfasst wurde. Acht Passagiere wurden verletzt, die meisten davon leicht.
Airolo,  Tessin – Zug erfasst Draisine
Am 5. Februar 2019 erfasste in Airolo ein Regionalzug eine Draisine vom Typ Mimosa, auf der sich zwei Bahnarbeiter befanden. Einer von ihnen verstarb auf der Unfallstelle, der andere musste ins Spital geflogen werden. Unfallursache war eine Kombination menschlichen Versagens mit zahlreichen Ungenauigkeiten im Sicherheitsdispositiv.
Basel,  Basel-Stadt – ICE auf Weiche in Zwischenstellung entgleist
Am 17. Februar 2019 entgleiste ein ICE der Deutschen Bahn auf der Basler Verbindungsbahn bei der Blockstelle Gellert. Durch eine unter dem Zug umgestellte Weiche kam es zu einer 900 m langen Gabelfahrt, die erst 20 m vor dem Singertunnel zum Stehen kam. Die Weiche konnte unter dem Zug umlaufen, nachdem die Fahrstrasse im Stellwerk des Badischen Bahnhofs versehentlich aufgelöst worden war. Die Deutsche Bahn gab den entgleisten Wagen zur Verschrottung frei.

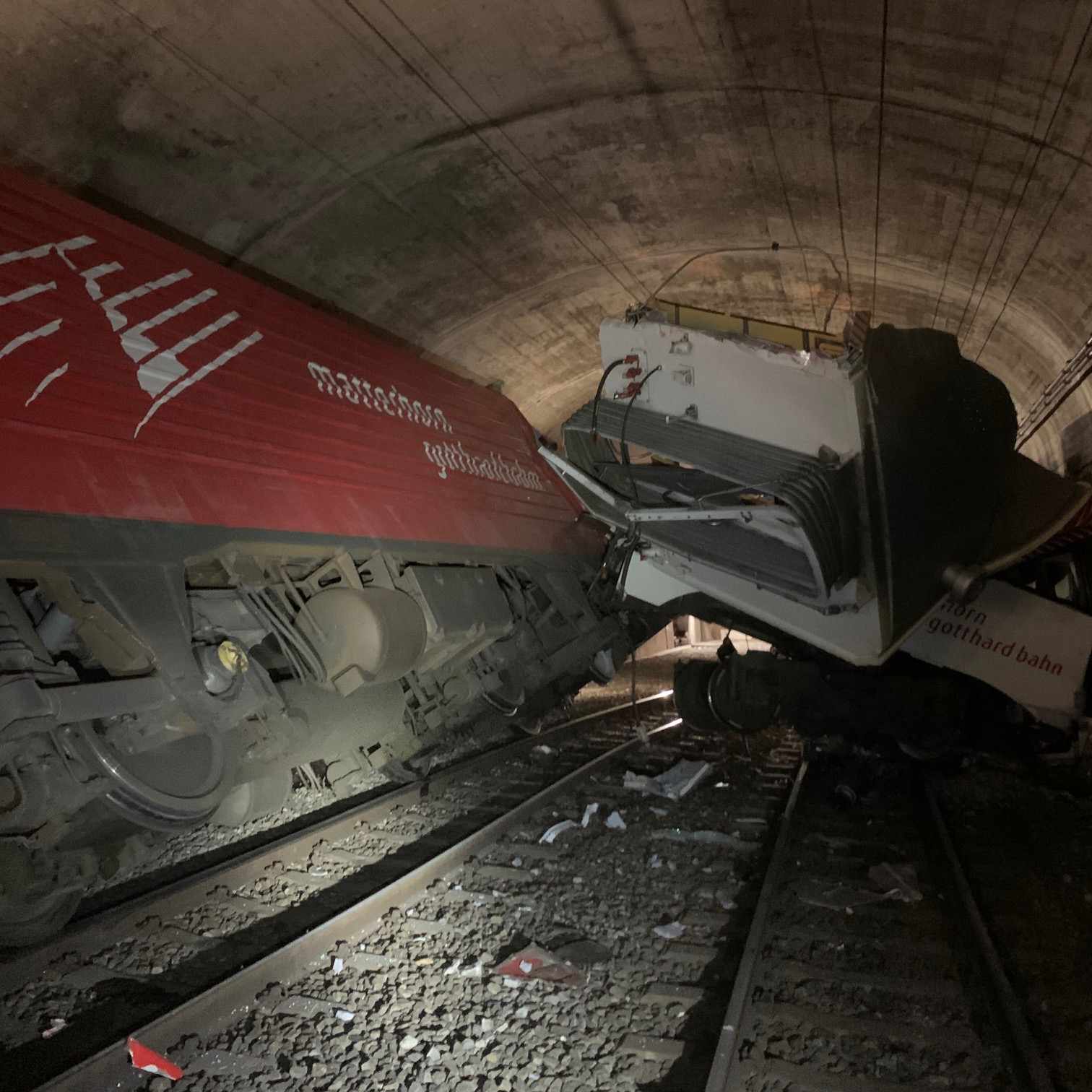
Entgleiste HGe 4/4 II 105 der MGB in Oberwald

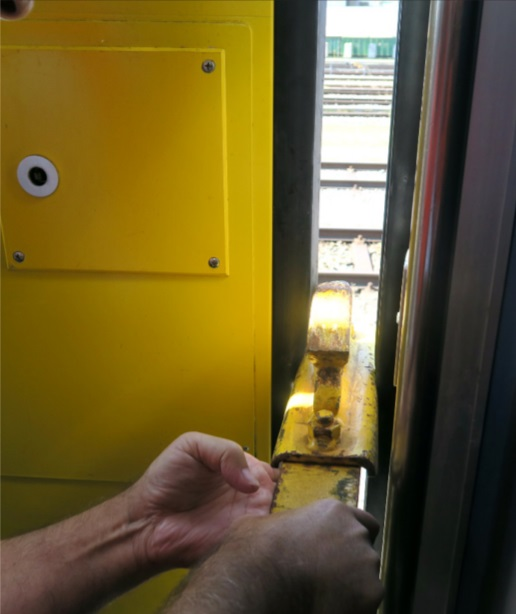
Am 4. August 2019 funktionierte in Baden der Einklemmschutz einer Türe nicht und ein Zugbegleiter wurde mitgeschleift.

Baden,  Aargau – Zugchef von Türe eingeklemmt
Am 4. August 2019 wurde ein Zugchef in Baden kurz nach Mitternacht von einer Türe eingeklemmt, mitgeschleift und tödlich verletzt. Grund dafür war ein defekter, aus den 1970er Jahren stammender Einklemmschutz an einem Einheitswagen IV. Der Unfall führte zu grosser Betroffenheit beim Personal und zu heftiger Kritik der SBB-Konzernführung durch die Gewerkschaften und die Medien. Den SBB wurde u. a. vorgeworfen, nur unter Druck der Öffentlichkeit zu informieren. Bei einem Teil des Personals fehlt das Vertrauen, dass Meldungen zu Missständen von den SBB ernst genommen werden. Nach dem Unfall unterzogen die SBB die Türen der Einheitswagen IV einer Sonderkontrolle und änderten den Abfertigungsprozess bei Zügen mit Einheitswagen IV mit noch nicht modernisierter Türschliessung dahingehend, dass die Zugbegleiter nun zur Meldung des abfahrbereiten Zugs im Zug eine SMS an den Lokomotivführer senden. Die Einheitswagen IV sind mit pneumatischen Schwenkschiebetüren ausgestattet, die nach dem Schliessbefehl ohne akustische oder optische Vorwarnung sehr zügig und mit grosser Kraft schliessen. Bereits vor dem Unfall entschieden die SBB, alle über 2022 im Einsatz bleibenden Einheitswagen IV mit einer modernisierten Türschliessung und einer zusätzlichen Türblattüberwachung auszurüsten.
Oberwald,  Wallis – Kollision zweier Züge im Tunnel
Am 3. Juli 2020 fuhr bei der Matterhorn-Gotthard-Bahn (MGB) ein von Oberwald nach Realp fahrender Autozug einem entgegenkommenden Regionalzug im Stephan-Holzer-Tunnel in die Flanke. Trotz vorhandener Zugsicherung ZSI 90 fuhr der Autozug offenbar unberechtigt los. Die Kollision forderte elf Leichtverletzte. Der im Regionalzug eingereihte Niederflurwagen B 4213 wurde auseinandergerissen.

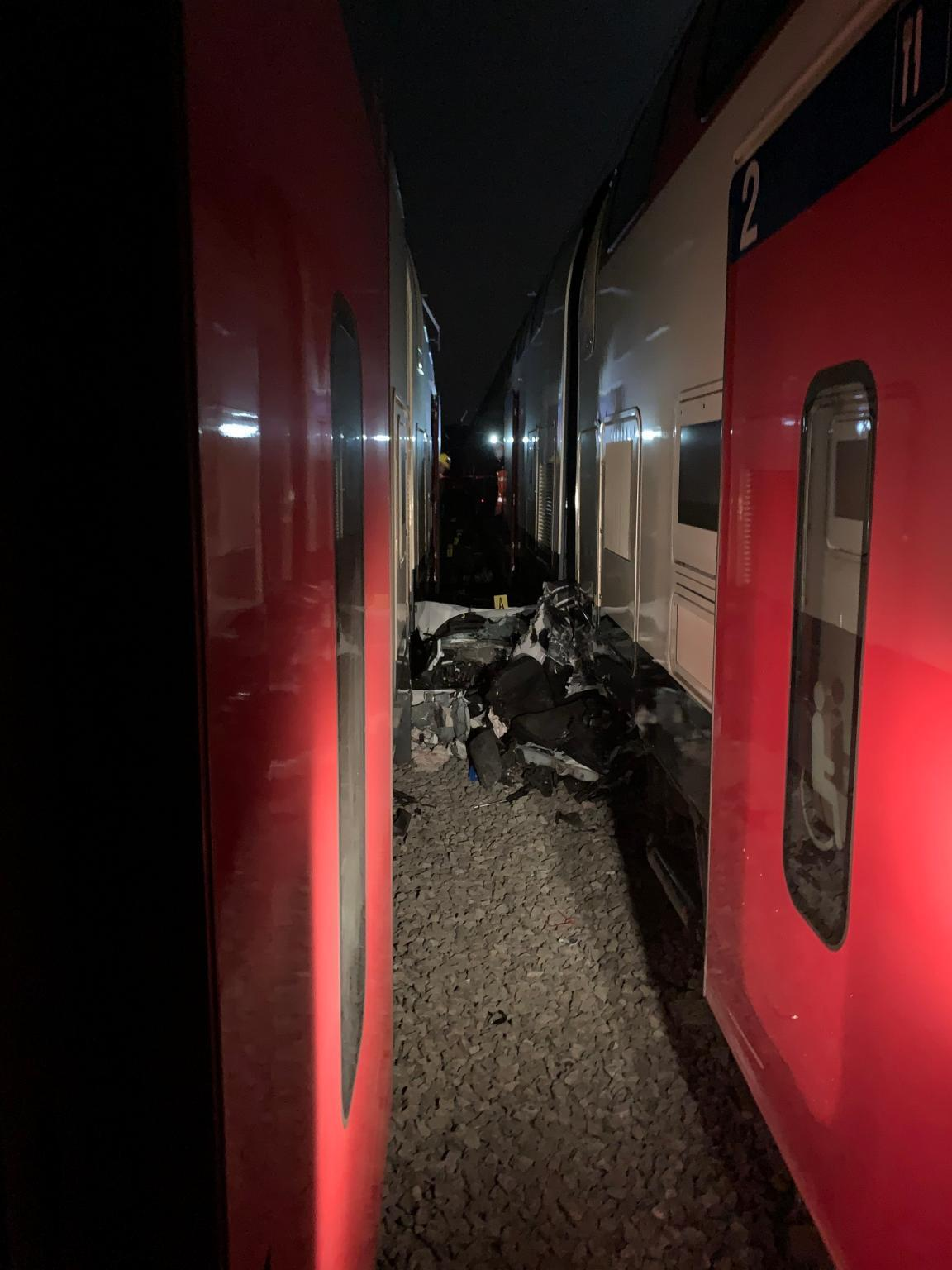
Beim Unfall von Schottikon wurde das Auto vollständig zerstört.

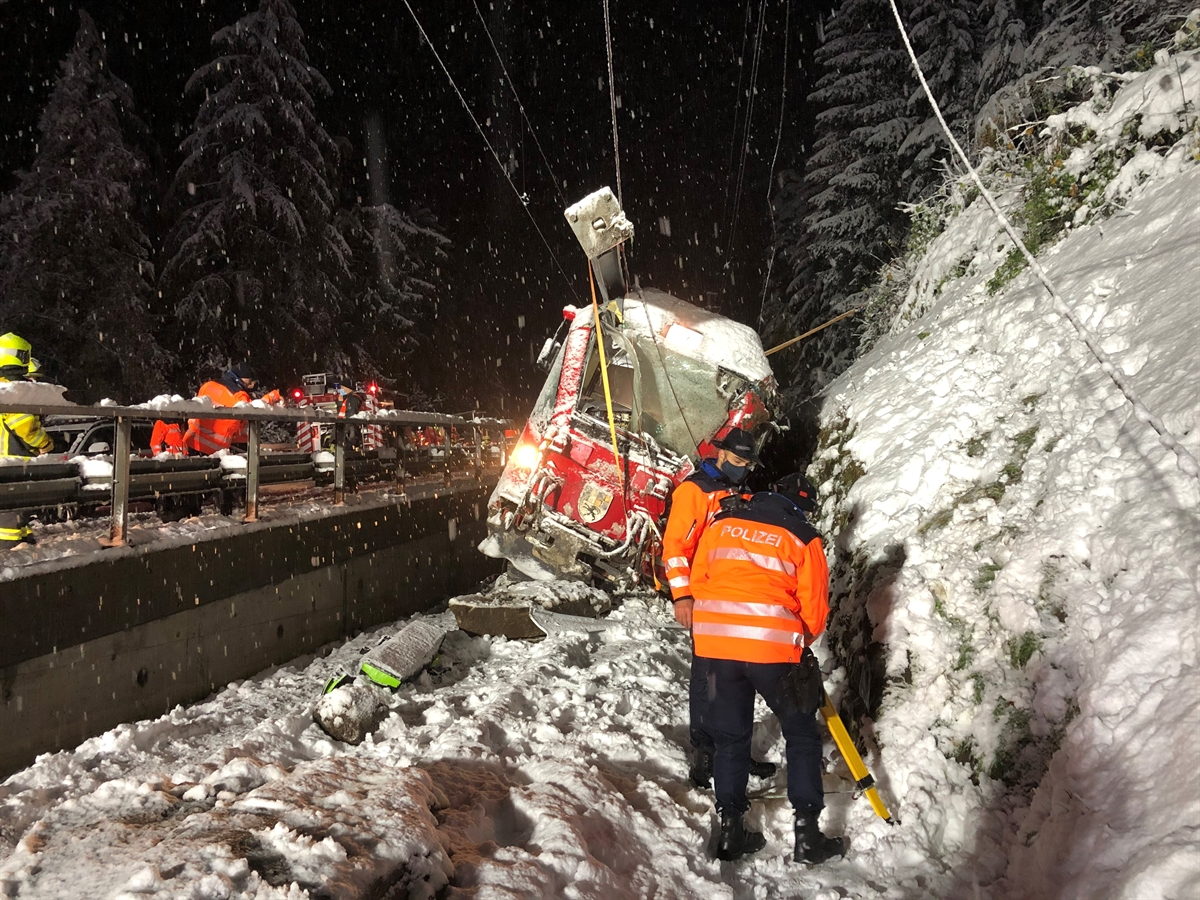
Nach der Kollision ein Alvra-Zugs der RhB mit Felsbrocken kam ein Fahrleitungsmasten auf den Steuerwagen zu liegen.

 Sils im Domleschg,  Graubünden – Alvra-Zug entgleist wegen Felsbrocken
Am 26. Oktober 2020 kollidierte ein Alvra-Zug der Rhätischen Bahn (RhB) bei Sils im Domleschg mit mehreren grossen Felsblöcken, die auf das Gleis gestürzt waren. Der führende Steuerwagen At 57805 und zwei nachfolgende Personenwagen entgleisten. Die verletzte Lokomotivführerin wurde ins Spital überführt, der Steuerwagen erheblich beschädigt.

### Seit 2021
Schweiz – Kollisionen mit Wildtieren
Wegen den grossen Schneemengen im Januar 2021 kam es vermehrt zu Kollisionen mit Füchsen und Rehen. Die Wildtiere suchten den nahezu schneefreien Gleisbereich als Zufluchtsort aus und die Fluchtwege waren wegen des Schnees versperrt.
Schottikon,  Zürich – Auto gerät zwischen zwei Züge
Am 22. Februar 2021 geriet zwischen Schottikon und Elgg ein Auto auf das Bahntrassee und wurde vom RABDe 502 009 erfasst, der als IR13 aus St. Gallen unterwegs war. Der in Gegenrichtung als IC1 verkehrende RABDe 502 014 kollidierte ebenfalls mit dem Auto, das zwischen den beiden Zügen eingeklemmt wurde. Zwischen den beiden Zügen war nur rund 80 Zentimeter Platz. Die Automobilistin wurde schwer verletzt. An den beiden RABDe 502, die mit je einem Radsatz entgleisten, entstand grosser Sachschaden.
Bouquetins,  Waadt – Entgleisung nach Abgang eines Schneebretts
Am 2. Februar 2022 wurde der zweiteilige Triebzug Beh 4/8 92, der als Regionalzug 563 auf der Bahnstrecke Bex–Col-de Bretaye der Transports Publics du Chablais (TPC) bergabwärts unterwegs war, etwa 100 Meter unterhalb der Kreuzungsstation Bouquetins von einer Lawine erfasst. Der hintere Wagen entgleiste und kippte um. Der Triebfahrzeugführer kam unverletzt davon, Fahrgäste befanden sich keine im Zug. Wegen des unzugänglichen Geländes war die Bergung des Fahrzeuges sehr aufwändig.
Lüscherz,  Bern – Sturm kippt Meterspurzug
Am 31. März 2023 um 16.30 Uhr hob der Sturm „Mathis“ unweit der Station Lüscherz einen Gelenktriebwagen (GTW) der Aare Seeland mobil (ASm) aus den Schienen. Der Zug bestand aus zwei GTW. Der führende Be 2/6 502 kippte um und rutschte eine kleine Böschung herunter, der hintere Be 2/6 506 blieb aufrecht auf den Schienen stehen. Von den 16 sich im Zug befindlichen Personen wurden drei verletzt, darunter auch der Lokführer.
Büren zum Hof,  Bern – Entgleisung wegen hoher Windgeschwindigkeit
Zwanzig Minuten später erfasste der Sturm in Orkanstärke kurz vor der Haltestelle Büren zum Hof einen schmalspurigen, aus zwei NExT bestehenden RegioExpress des Regionalverkehrs Bern–Solothurn (RBS). Der vordere RBS RABe 4/12 32 entgleiste und kippte um. Der hintere RBS RABe 4/12 25 fuhr ein paar Meter neben dem umgekippten Zug weiter, bis er auch zum Stillstand kam. Im entgleisten Zug hat es zwölf Verletzte gegeben, einer davon schwer.
Faido,  Tessin – Entgleisung in Tunnel und Kollision mit Spurwechseltor
Am 10. August 2023 entgleiste ein Güterzug von DB Cargo und SBB Cargo in der Weströhre des Gotthard-Basistunnels. Bei der Multifunktionsstelle Faido erfolgte eine Zugtrennung und der zweite Zugteil befuhr die nun ablenkende Weiche in Richtung Spurwechsel zur Oströhre und kollidierte mit dem Spurwechseltor. Nach dem Unfall blieb der Tunnel tagelang komplett gesperrt, die Weströhre blieb für mehr als ein Jahr gesperrt und wurde zum 2. September 2024 wieder in Betrieb genommen.

Mezzovico-Sigirino,  Tessin – Entgleisung entlaufener TILO-Flirt
Am 20. Dezember 2024 war ein Zug wegen eines Stromabnehmerschadens in Rivera-Bironico stehen geblieben. Es war geplant, den schadhaften RABe 524 302 nach Bellinzona zu überführen. Bei den Vorbereitungsarbeiten setzte sich der leere Zug im Gefälle plötzlich in Bewegung und rollte führerlos in Richtung Mezzovico. Nach Alarmierung des Disponenten in der Betriebszentrale Pollegio wurde eine Fahrstrasse eingestellt, die auf ein Abstellgleis im Bahnhof Mezzovico-Sigirino führte. Auf dem Spurwechsel zum Abstellgleis entgleiste das hinterste Drehgestell und kurz darauf kollidierte der Zug mit hoher Geschwindigkeit mit dem Prellbock und überfuhr diesen teilweise. Aufgrund des Schadensbildes wurde der Zug einige Tage später in seine sechs Teile zerlegt und auf der Strasse in die Nähe von Lugano abtransportiert. Am 1. April 2025 wurden die einzelnen Kasten vom Abstellplatz in Lugano ins Industriewerk Bellizona überführt.